# Bosra
Bosra (in arabo بُصْرَى‎?, Buṣrā, nomi alternativi: Bostra, Busrana, Bozrah, Bozra, Busra Eski Sham, Busra al-Shām, Nova Trajana Bostra) è un'antica città nel sud della Siria, per un certo periodo capitale del regno nabateo e capitale della Provincia Arabica sotto i Romani, l'Arabia Petraea.
Bosra (in aramaico cittadella) o Busr as-Sam (la cittadella di Sam) è una cittadina dal prestigioso passato, caratteristica per le sue costruzioni in pietra nera di basalto.
Situata a circa 140 km a sud di Damasco, nei pressi della frontiera giordana, fu nel passato un importante punto strategico all'incrocio delle vie carovaniere tra Mar Mediterraneo e Golfo Persico e tra l'Anatolia e il Mar Rosso.
Attualmente è un importante sito archeologico con un ben conservato teatro romano e, dal 1980, fa parte dei patrimoni mondiali dell'umanità della nazione.

## Storia
Un insediamento è accertato fin dall'Età del bronzo e il centro di Busrana compare, nel XIV secolo a.C., nell'elenco delle città del faraone Thutmose III, negli archivi reali di Tell al-Amarna.
Dopo la conquista della regione da parte di Alessandro Magno, Bosra fece parte del regno della Dinastia seleucide. Nel 163 a.C., la città venne conquistata da Giuda Maccabeo.
Nel I secolo a.C. entrò nella sfera di influenza del regno nabateo e, tra il 70 e il 106 d.C. divenne capitale dei Nabatei sotto il re Rabbel II.
Dopo la sconfitta dei Nabatei da parte di Cornelio Palma, un generale dell'imperatore Traiano, nel 106, divenne capitale della Provincia Arabica, con il nome di Nova Traiana Bostra e divenne sede stanziale della Legio VI Ferrata e poi, dal 123, della Legio III Cyrenaica. In quel periodo la città assunse importanza strategica e aumentò la sua importanza dal punto di vista economico.
Nel 130 la città venne visitata dall'imperatore Adriano.
Nel periodo di suo massimo splendore, nel III secolo, la città cambiò nome altre due volte diventando dapprima Colonia Bostra, dopo che Alessandro Severo le diede il titolo di colonia romana, e poi Colonia Metropolis, dopo che Filippo l'Arabo la dichiarò metropoli.
Nel 260 la cerchia di mura fu rinforzata per contenere gli eventuali assalti dei re sasanidi, ma, nel 269, la città venne conquistata dall'esercito di Palmira della regina Zenobia, che distrusse il tempio di Giove Ammone, nume tutelare della Legio III Cyrenaica.
Bosra conobbe ancora un periodo di prosperità, nel VI secolo, sotto il regno di Giustiniano I, e si arricchì di nuovi palazzi e nuove chiese, anche perché la popolazione era ormai cristianizzata.

### Diocesi di Bostra
Già nel II secolo divenne sede episcopale e tale resterà fino al 634, quando verrà conquistata da Khalid ibn al-Walid e da questa data rimase sotto il dominio arabo, rimanendo un centro commerciale di grande importanza, come tappa privilegiata per la carovane di pellegrini che si recavano a La Mecca e a Medina.
All'inizio del XIII secolo, dopo che i Crociati, durante la seconda crociata, avevano cercato inutilmente di conquistare Damasco, gli Ayyubidi trasformarono il teatro romano di Bosra in una fortezza del sistema difensivo di Damasco.
Il declino iniziò con la prima ondata di invasioni mongole del XIII secolo, poi continuò nei secoli successivi e Bosra perse gradatamente importanza, tanto che poi, in era ottomana, non trovandosi più al centro di vie commerciali e di pellegrinaggio, si ridusse ad avere pochissimi abitanti (nel 1855, a Bosra risiedevano non più di quattordici famiglie).
Nel secolo scorso la situazione di Bosra è migliorata per la costruzione della ferrovia dello Hejaz e grazie al turismo che si è sviluppato per l'interesse dei suoi monumenti.

## Il sito archeologico

### La cittadella e il teatro romano

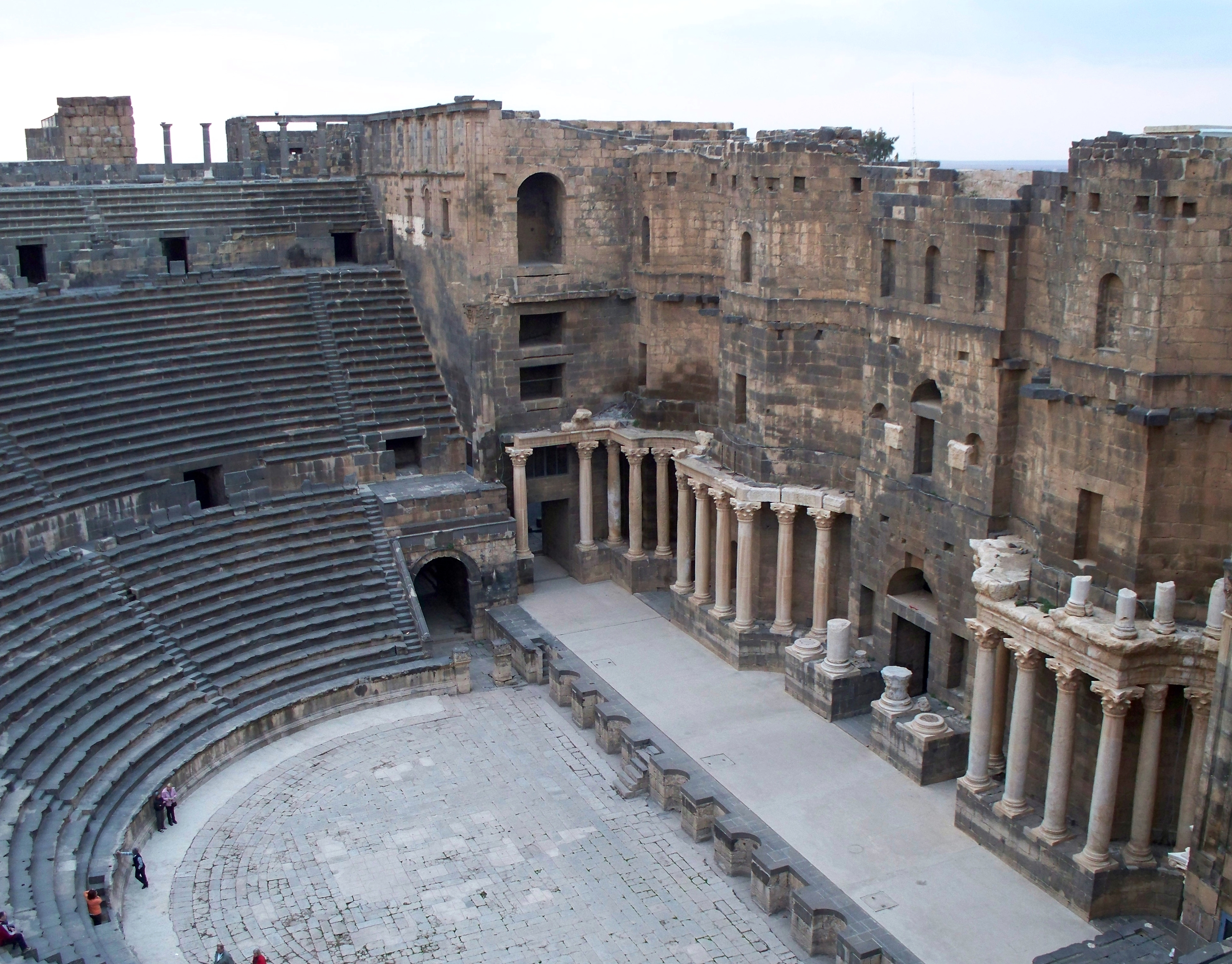
Il teatro romano

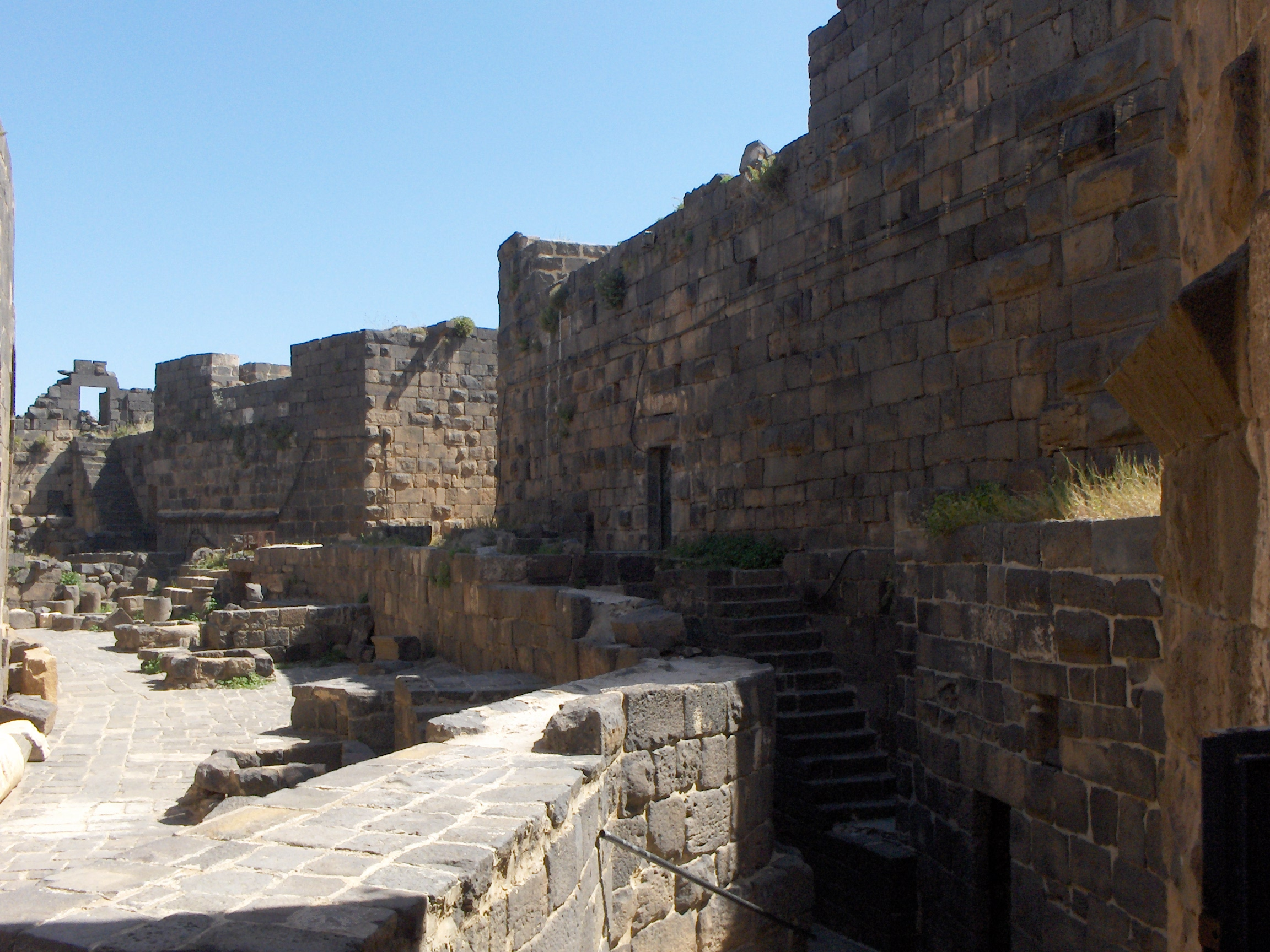
Spalti della cittadella

Il teatro romano, che era stato inglobato nella cittadella costruita dagli Ayyubidi, all'inizio del XIII secolo, ed è stato restaurato, tra il 1947 e il 1970, si presenta in un buono stato di conservazione.
Il teatro, costruito nella prima metà del II secolo, si trovava fuori della cerchia muraria ed era costruito con pietre levigate di basalto nero.
La cavea, di 102 metri di diametro, in tre sezioni orizzontali che potevano accogliere 6 000 spettatori seduti su 37 file, oltre a 2-3000, in piedi, si appoggia su ambulacri semicircolari voltati.
L'orchestra è semicircolare con un diametro di 21 metri.
La scena e il frontescena sono ben conservati, il frontescena per tutta l'altezza, mancano però i marmi policromi che lo rivestivano, e inoltre delle colonne corinzie che lo decoravano è rimasto solo il primo ordine.

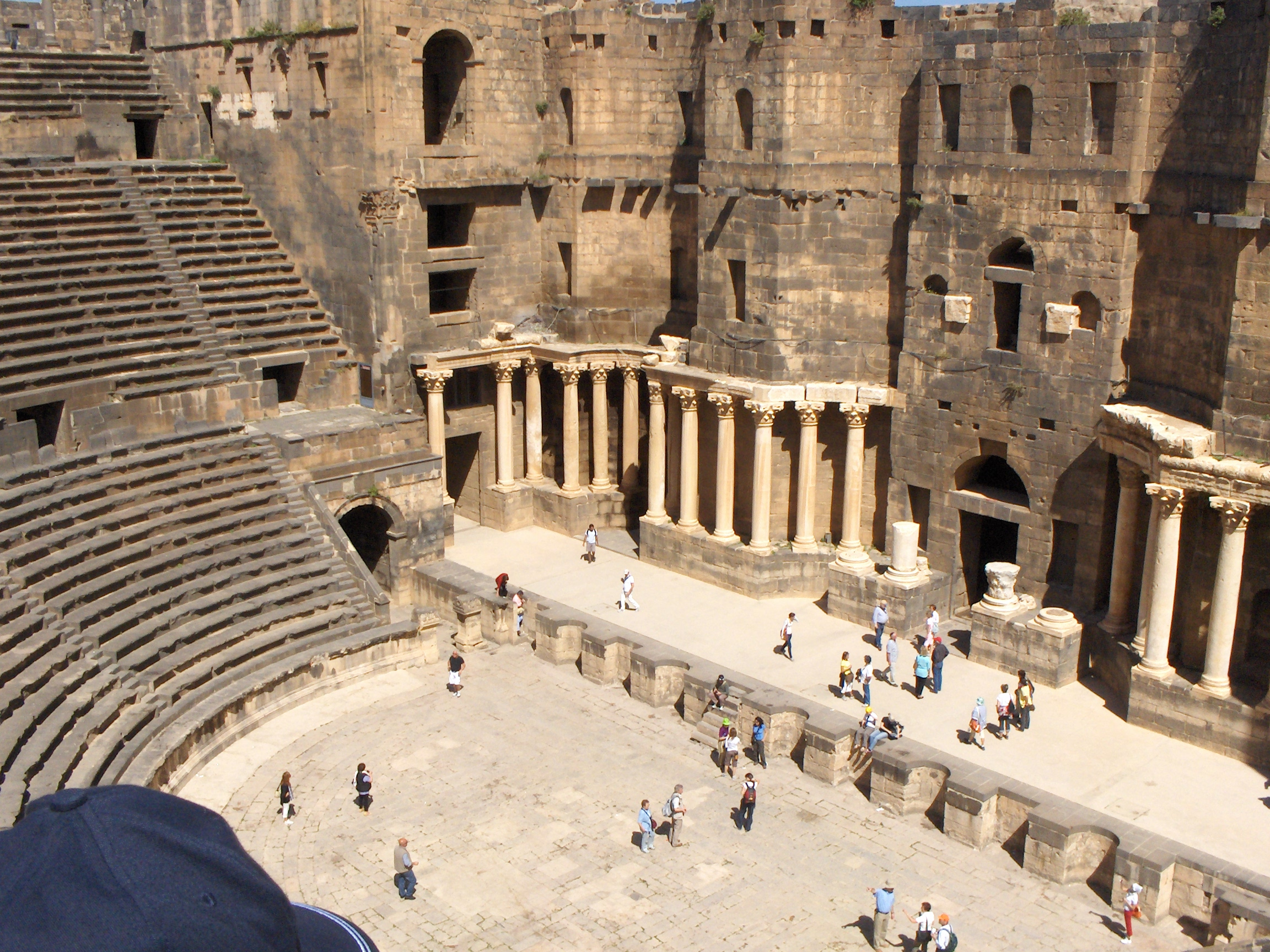
L'orchestra
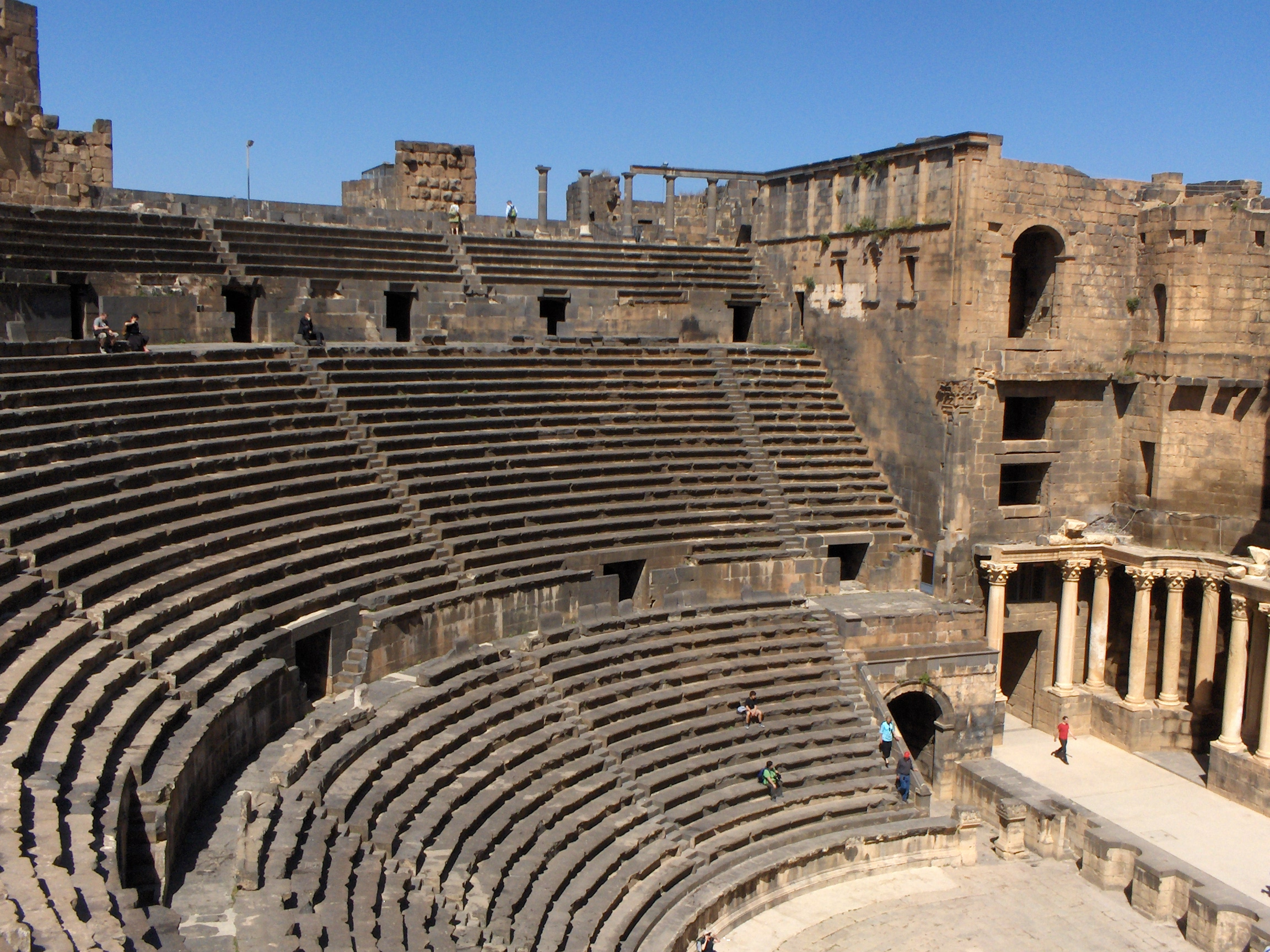
La cavea
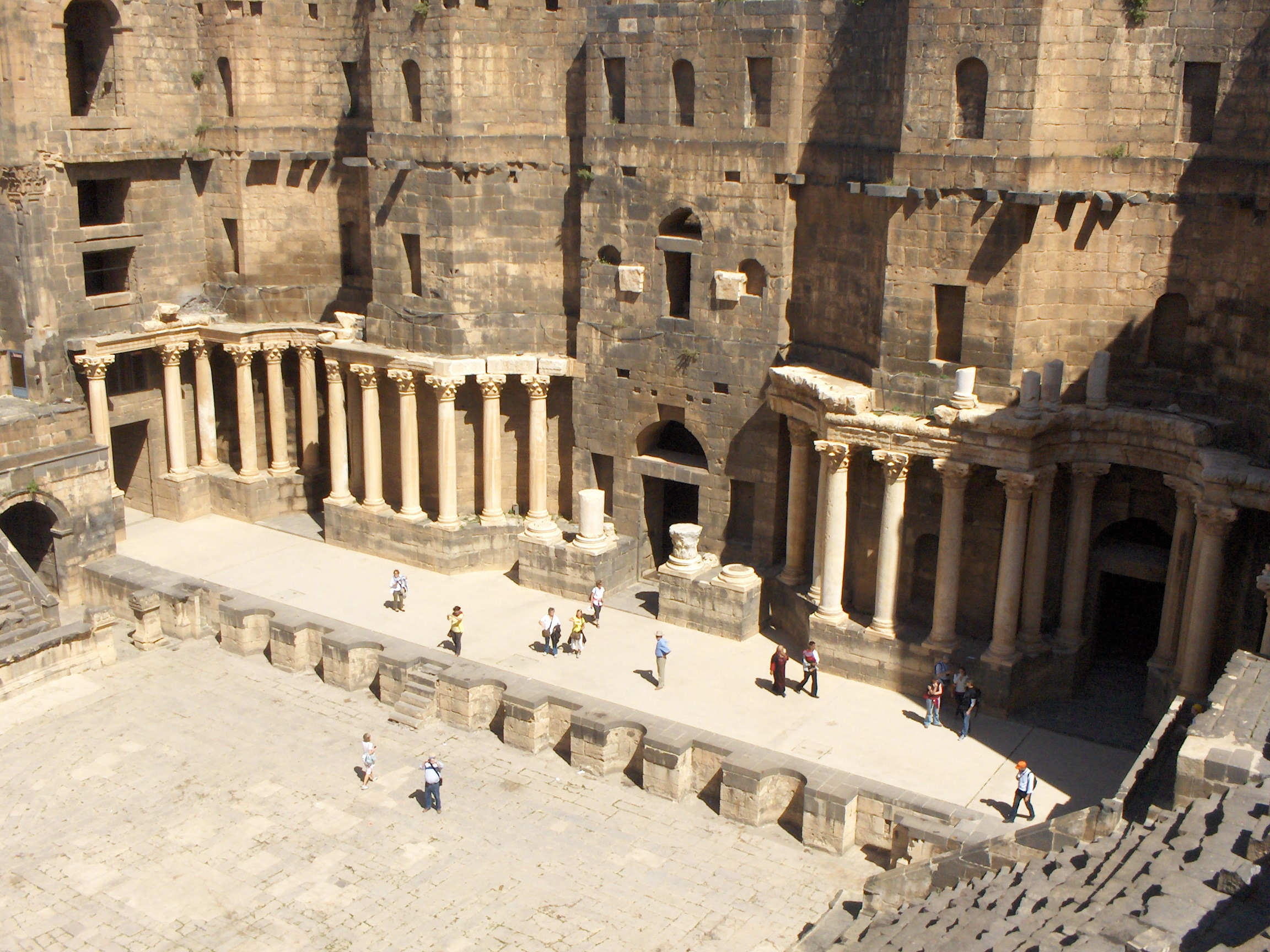
L'orchestra e la scena
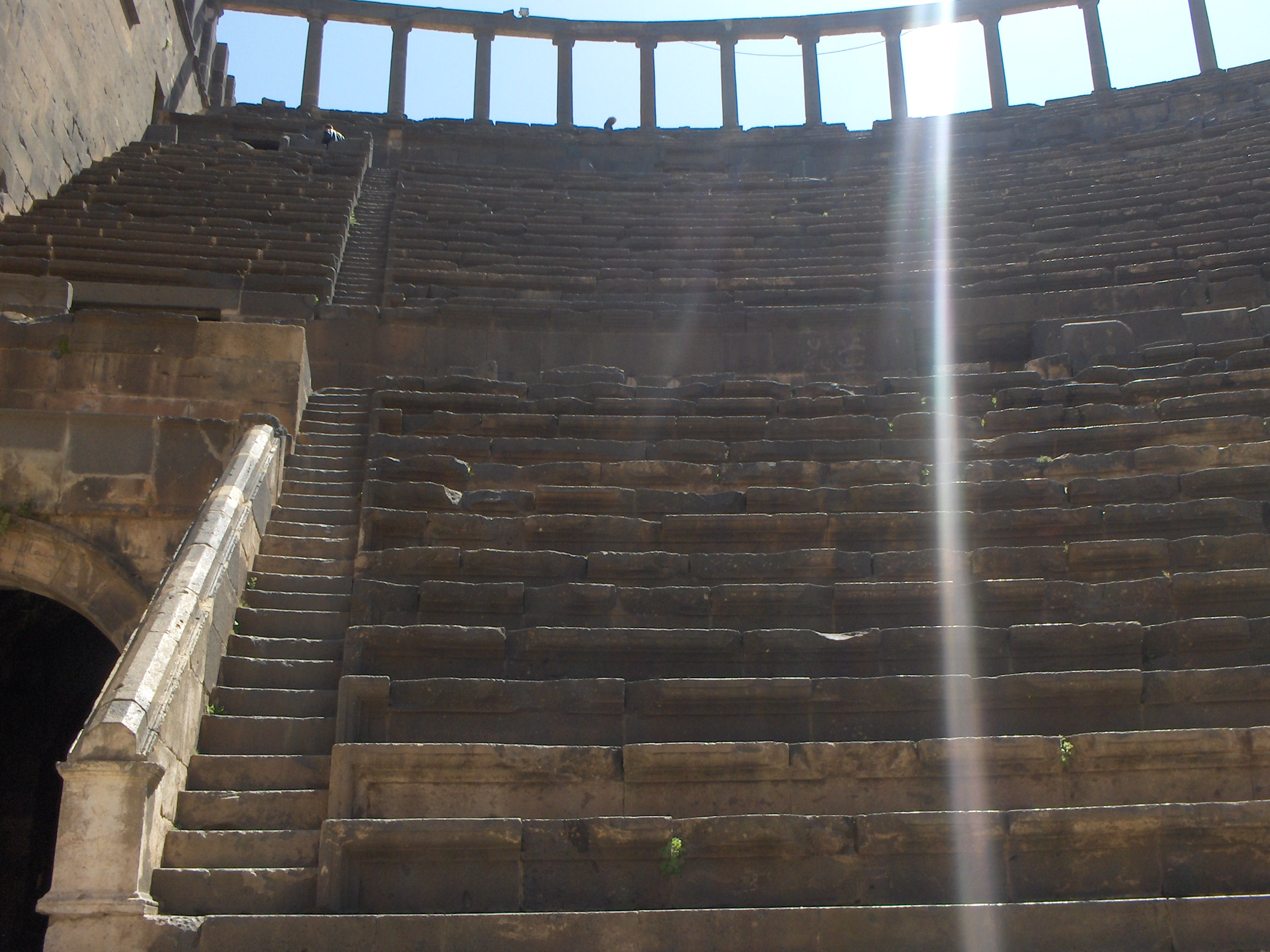
particolare della cavea

### L'ippodromo

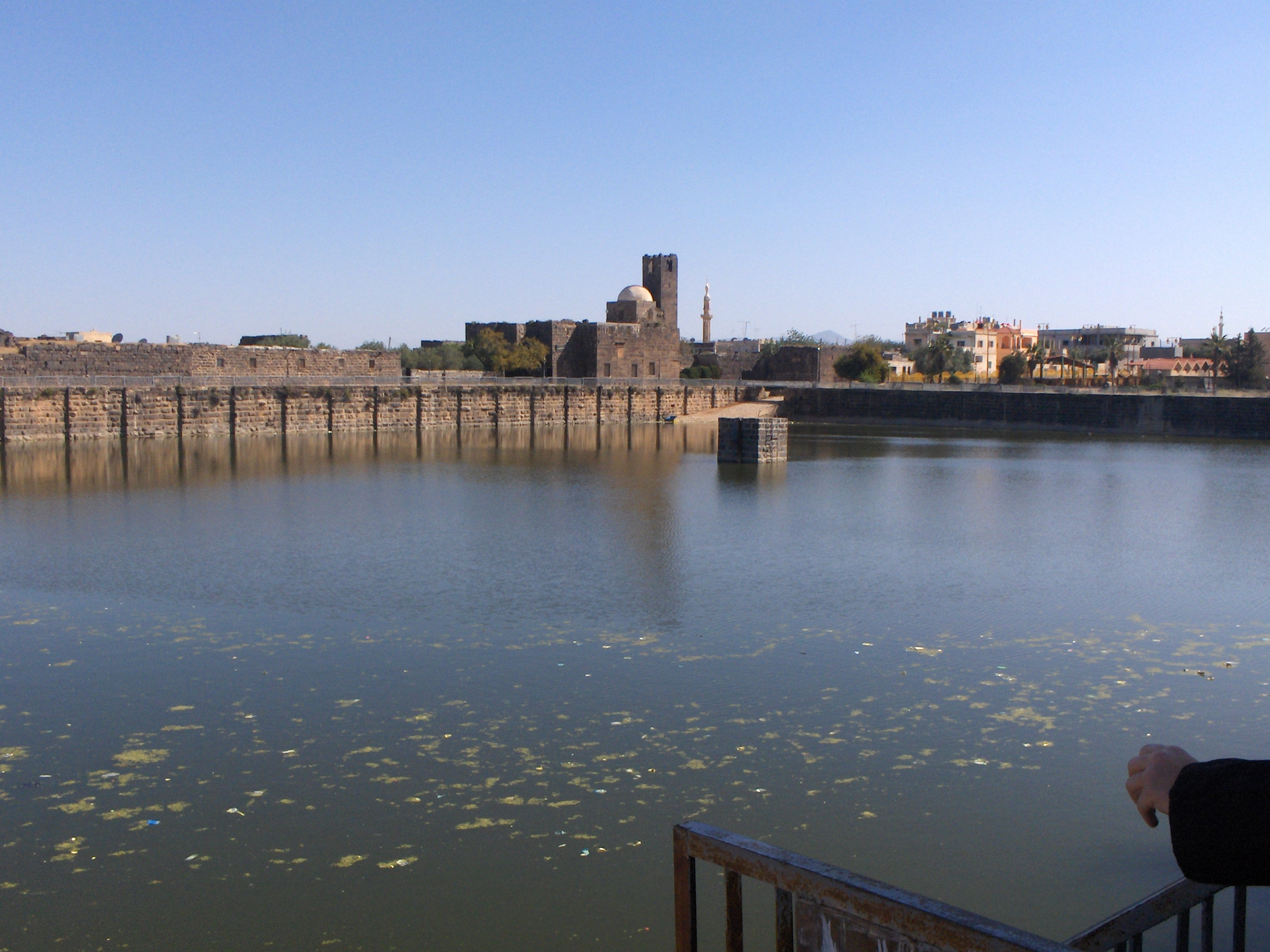
Vasca del pellegrino

A circa duecento metri a sud della cittadella si trovano le rovine di un ippodromo del II o III secolo, con una superficie di 440 per 134 metri, che aveva la possibilità di accogliere circa 30 000 spettatori.

### Vie colonnate e decumano massimo

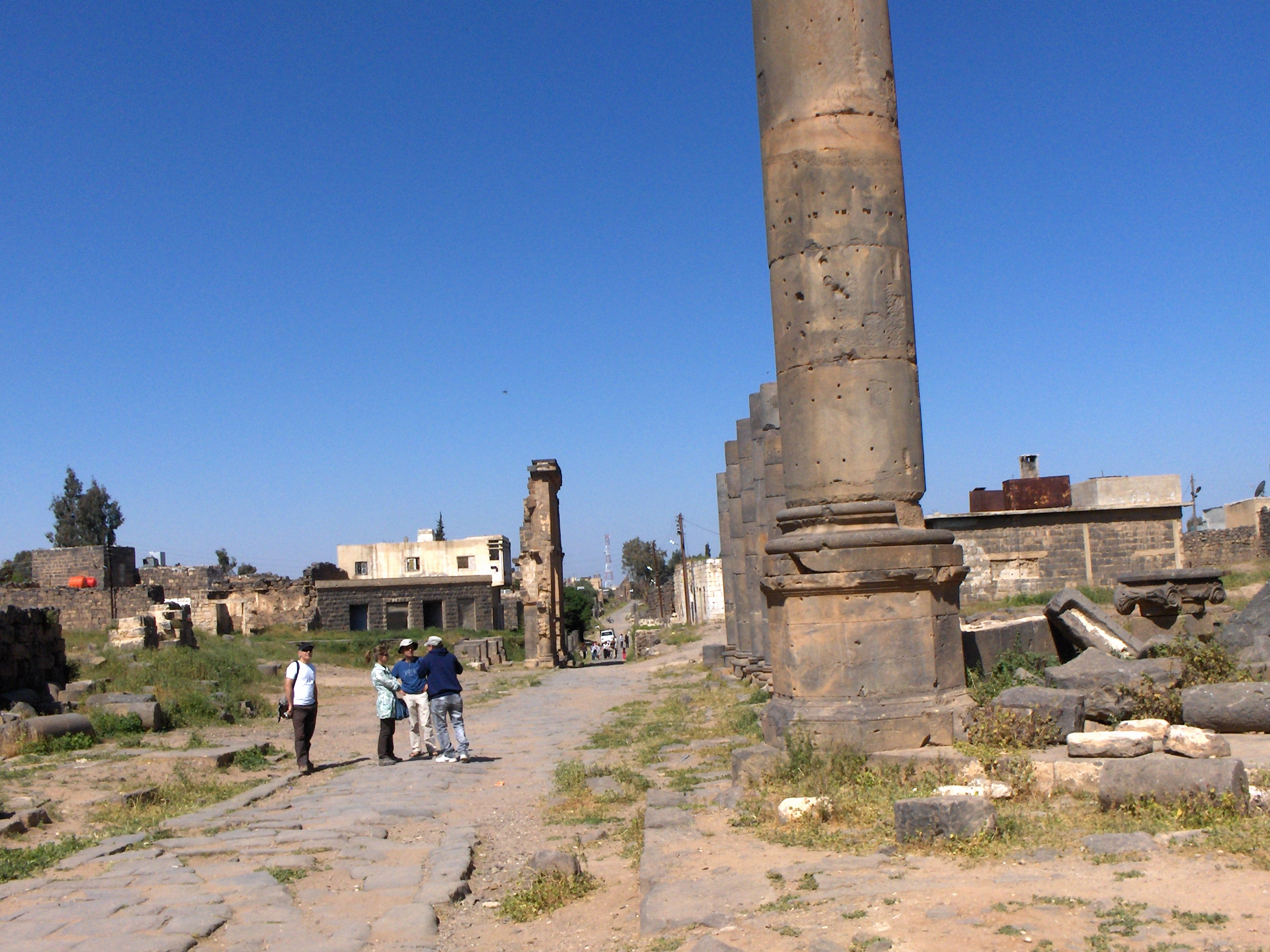
Decumano massimo dove si vedono della abitazioni

Il teatro è collegato al decumano massimo da una via colonnata che accede al decumano attraverso un arco monumentale, degli inizi del III secolo, eretto in onore della Legio III Cyrenaica e dedicato al primo governatore romano, Cornelio Palma, a tre fornici, alto 13 metri.
Il decumano massimo, da est a ovest è lungo 900 metri, termina con l'arco nabateo è largo 13 metri ed era porticato e dava accesso a edifici pubblici, botteghe e negozi. In corrispondenza dell'incrocio con il cardo massimo, vi era un tetrapylon, di cui restano visibili i quattro basamenti quadrati.

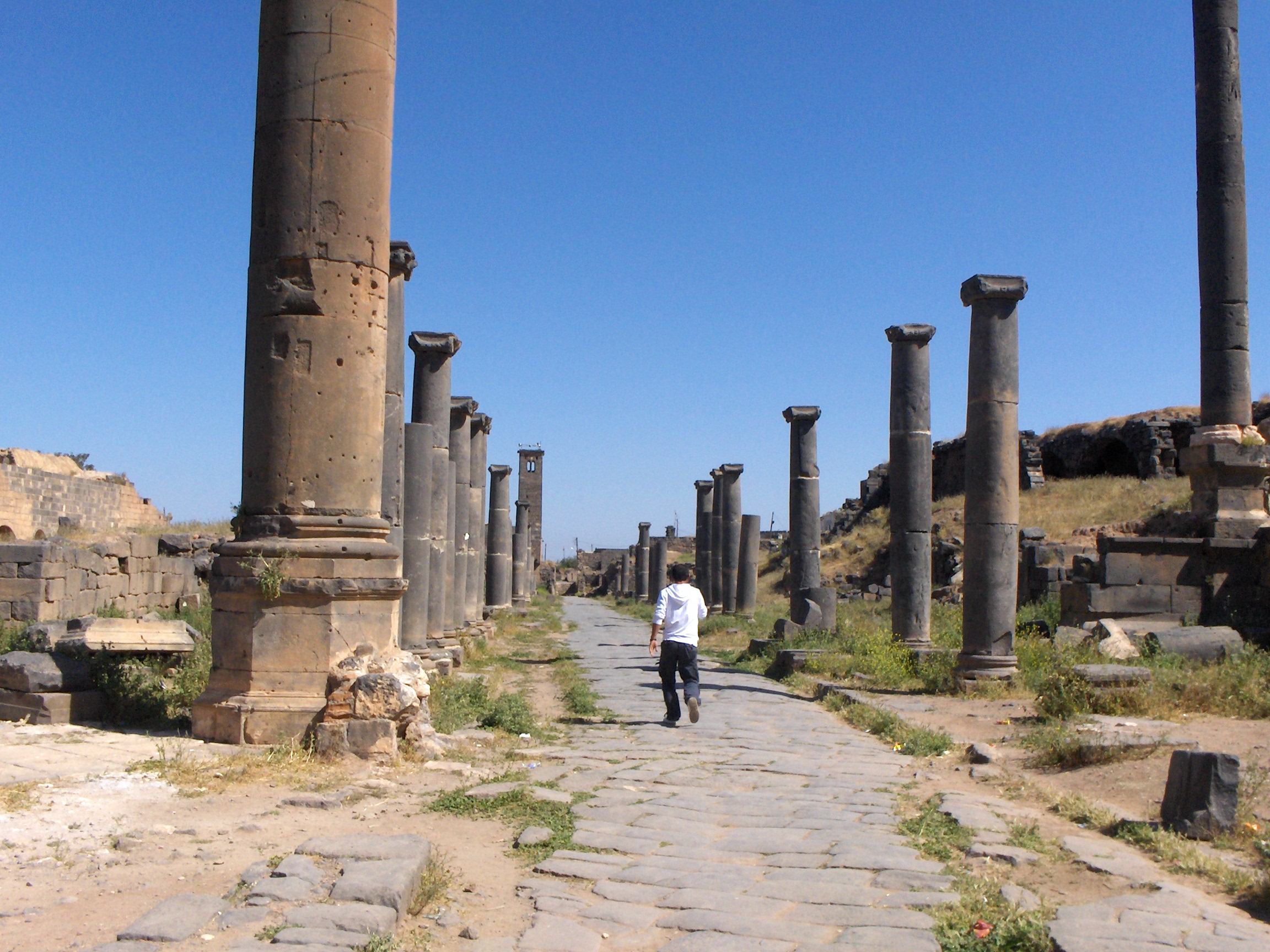
Decumano massimo
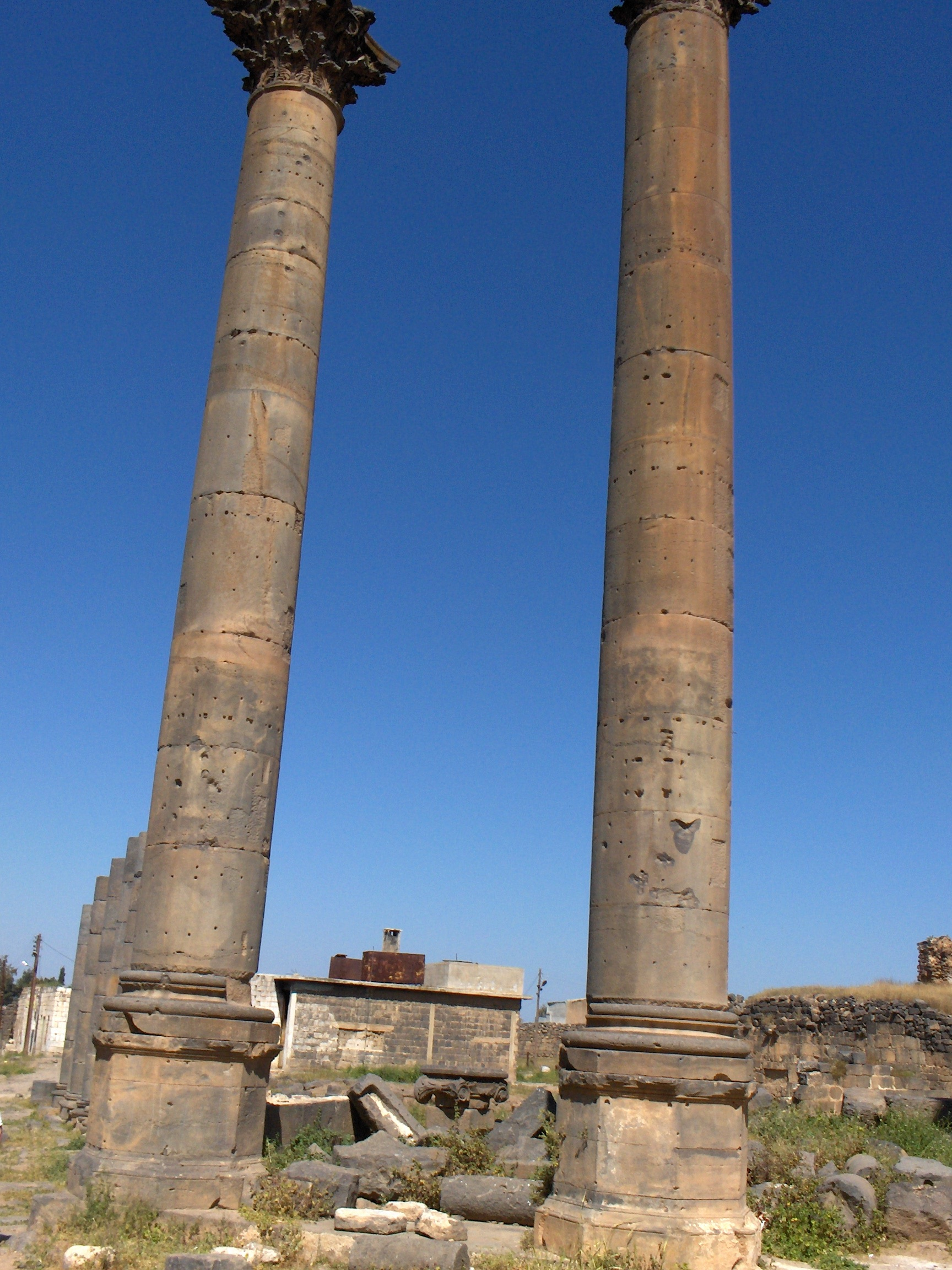
Particolare di una via colonnata

### Terme sud

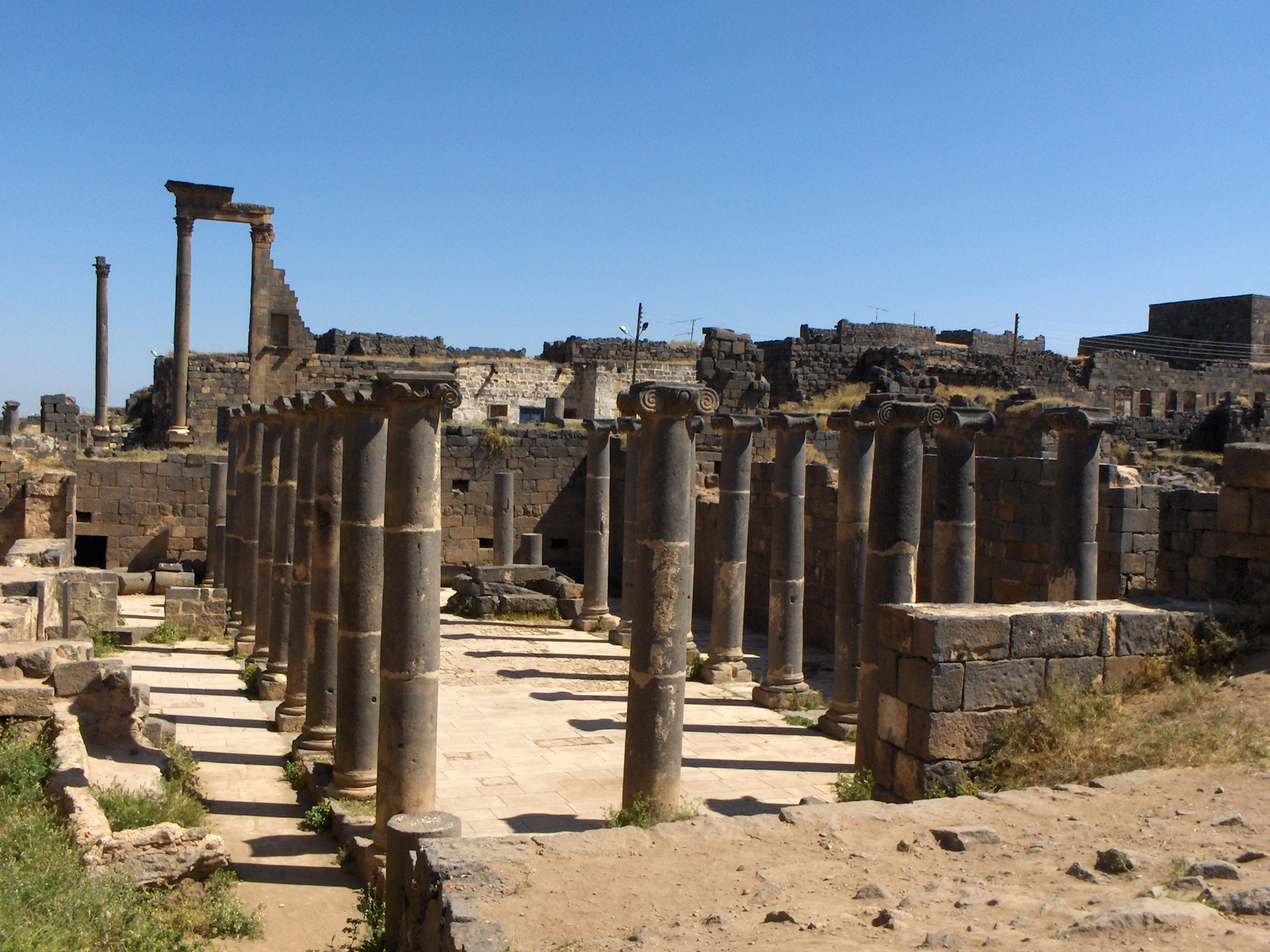
La chiesa a tre navate delle terme sud

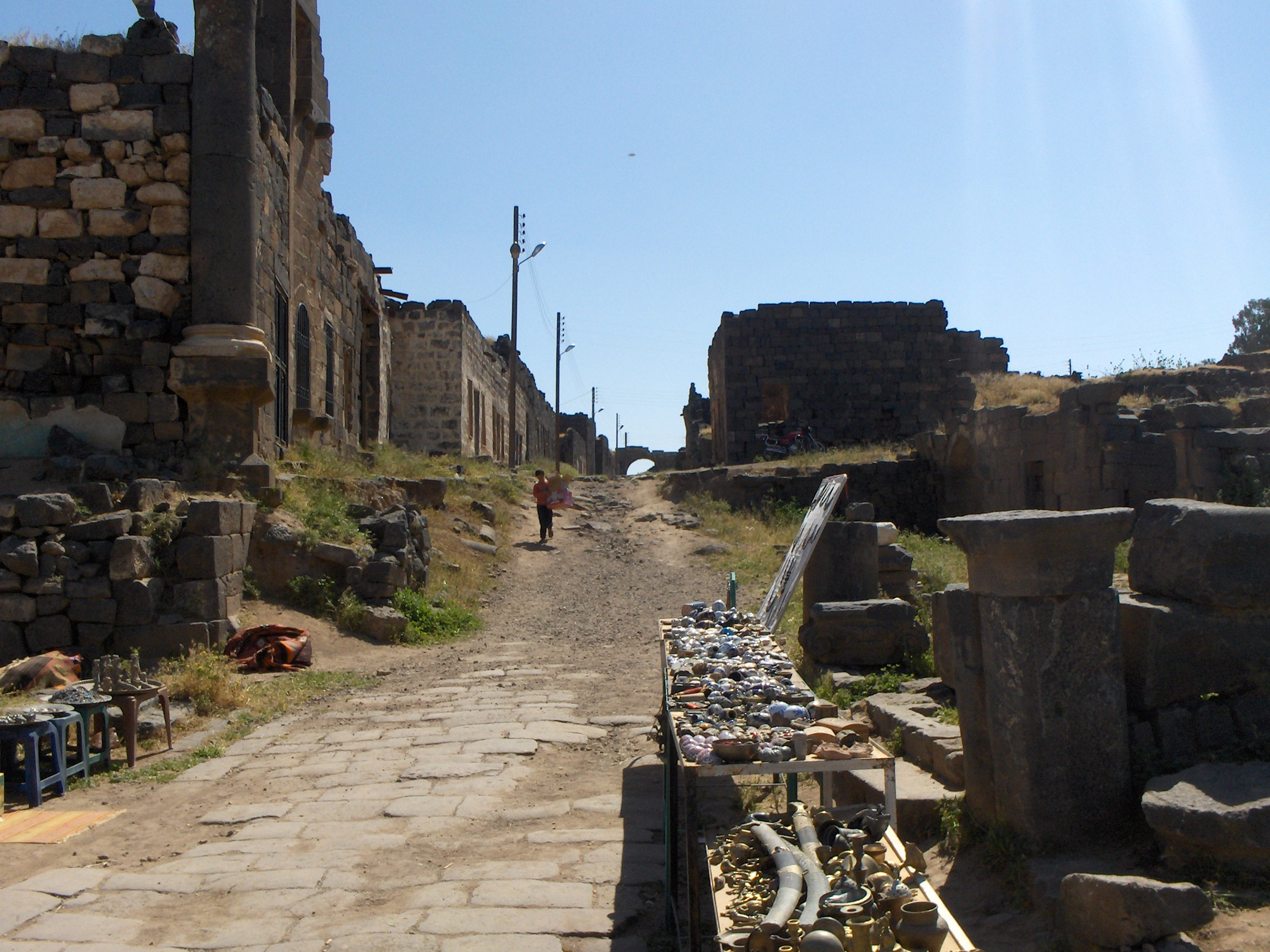
Una strada ancora abitata

Le terme, del II secolo, costruite vicino a quelle nabatee del I secolo, furono modificate nel secolo successivo e, nel IV e V secolo trasformate e ampliate sino a raggiungere i 2 000 metri quadrati di superficie. Nel periodo bizantino furono ridotte di dimensioni per fare spazio a una chiesa. Il frigidarium è costituito da una sala ottagonale sormontata da una cupola, oggi parzialmente crollata.

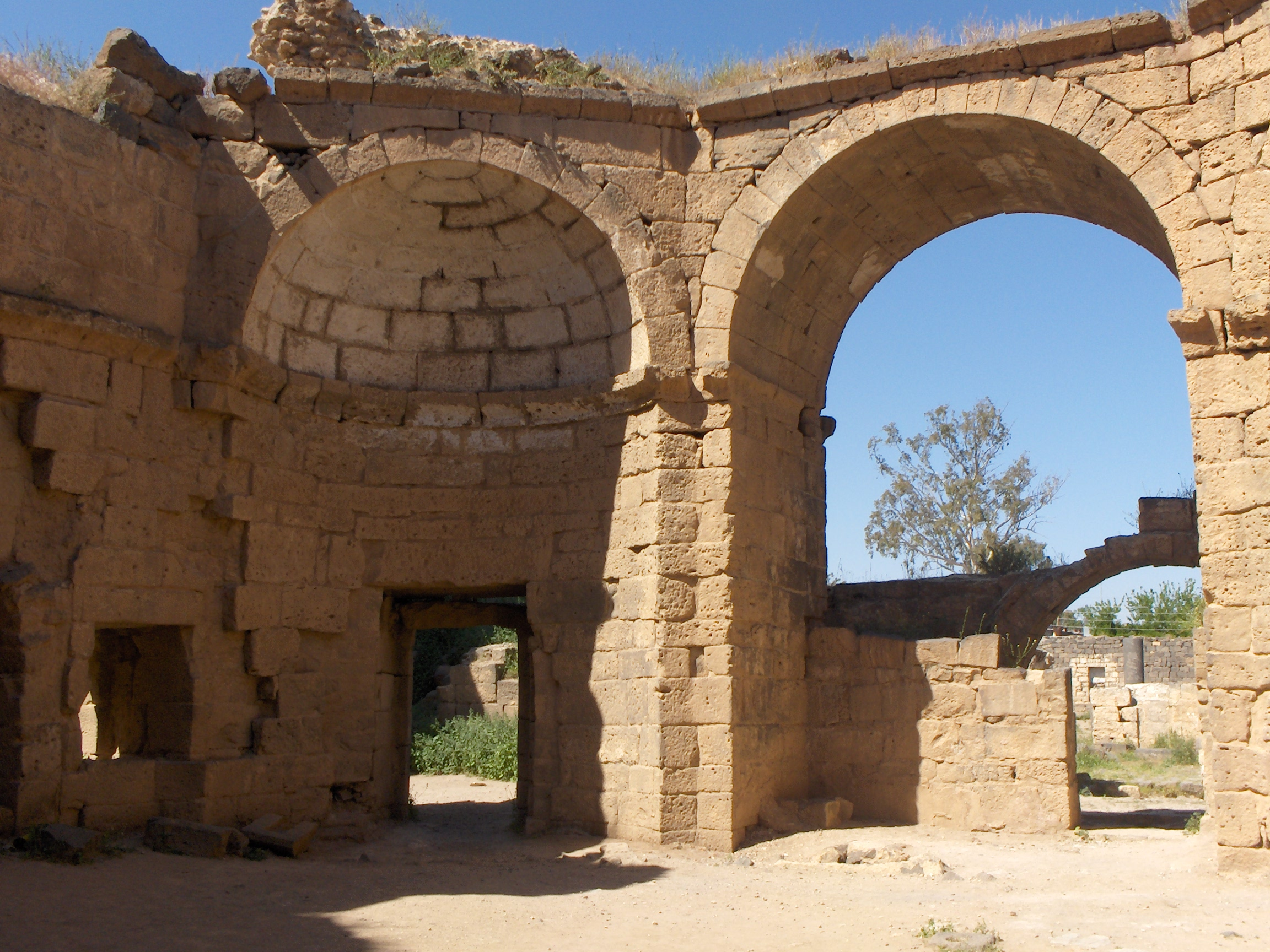
La sala ottagonale delle terme sud
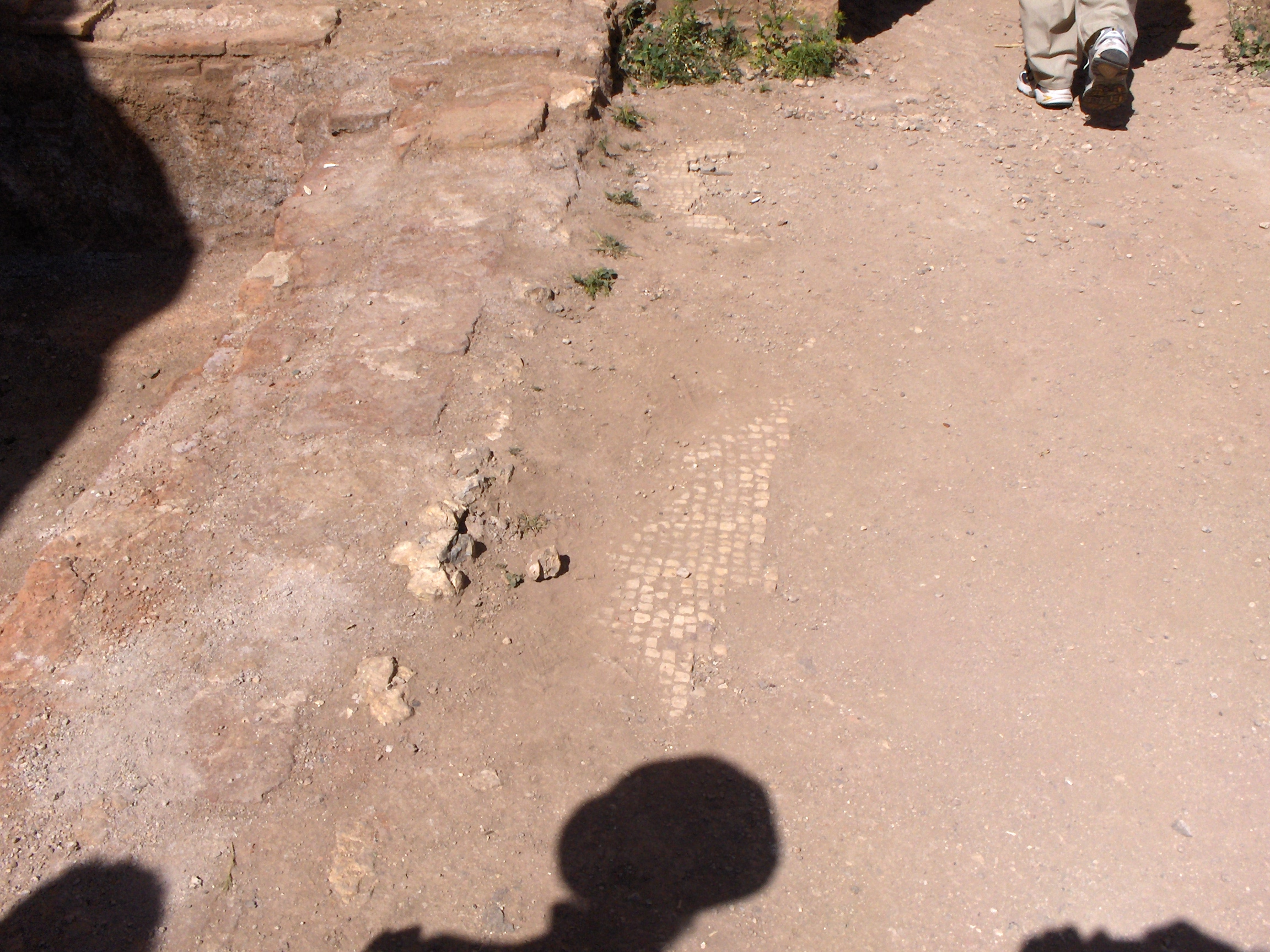
Pavimento originale delle terme sud

### Terme centrali
Costruite nella metà del II secolo, a nord del decumano massimo, si sviluppavano su una superficie di circa 7 000 metri quadrati. Furono modificate nel III secolo, mentre nella prima metà del V secolo furono ridotte di dimensione per ricavare delle latrine, le più grandi latrine scoperte nel Vicino Oriente, da circa 110-130 posti.

### La basilica di Bahira

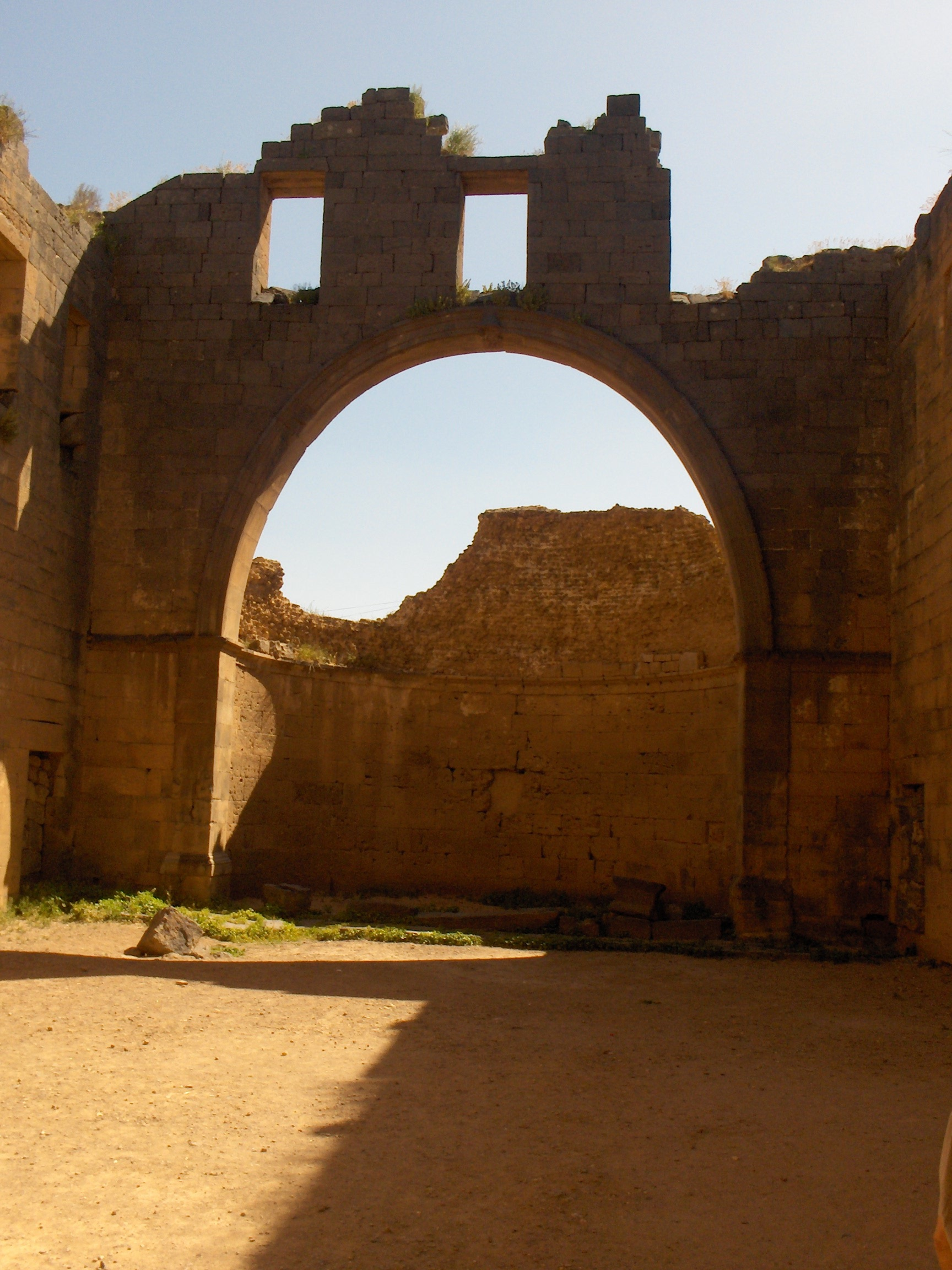
L'abside della basilica di Bahira

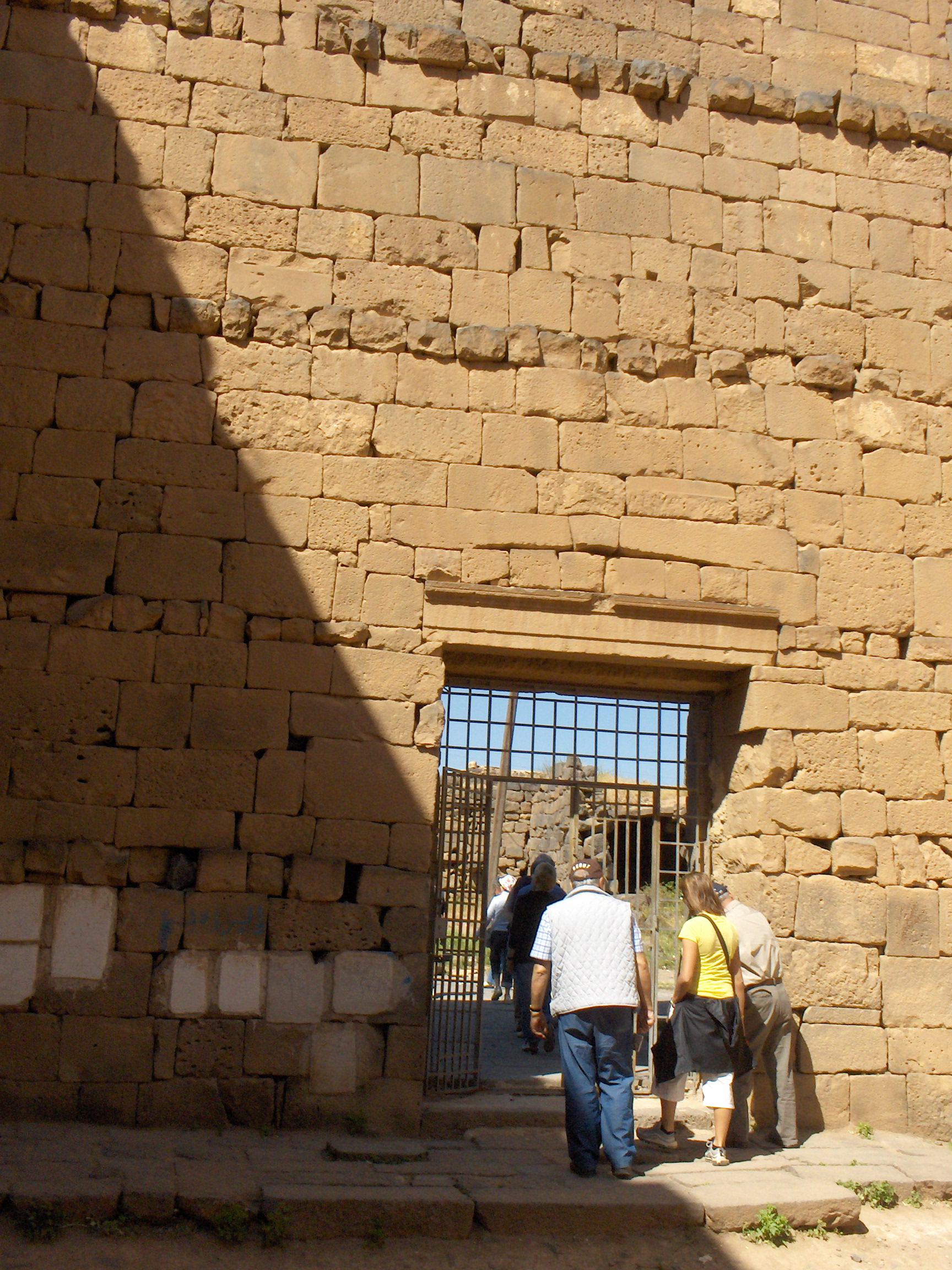
Ingresso della basilica di Bahira

Costruzione di pianta rettangolare, con abside circolare del IV secolo. La costruzione è associata alla figura del monaco-eremita cristiano, Bahira (dall'aramaico bechira, eletto), che secondo la tradizione islamica avrebbe riconosciuto nel giovane Maometto, un futuro profeta.

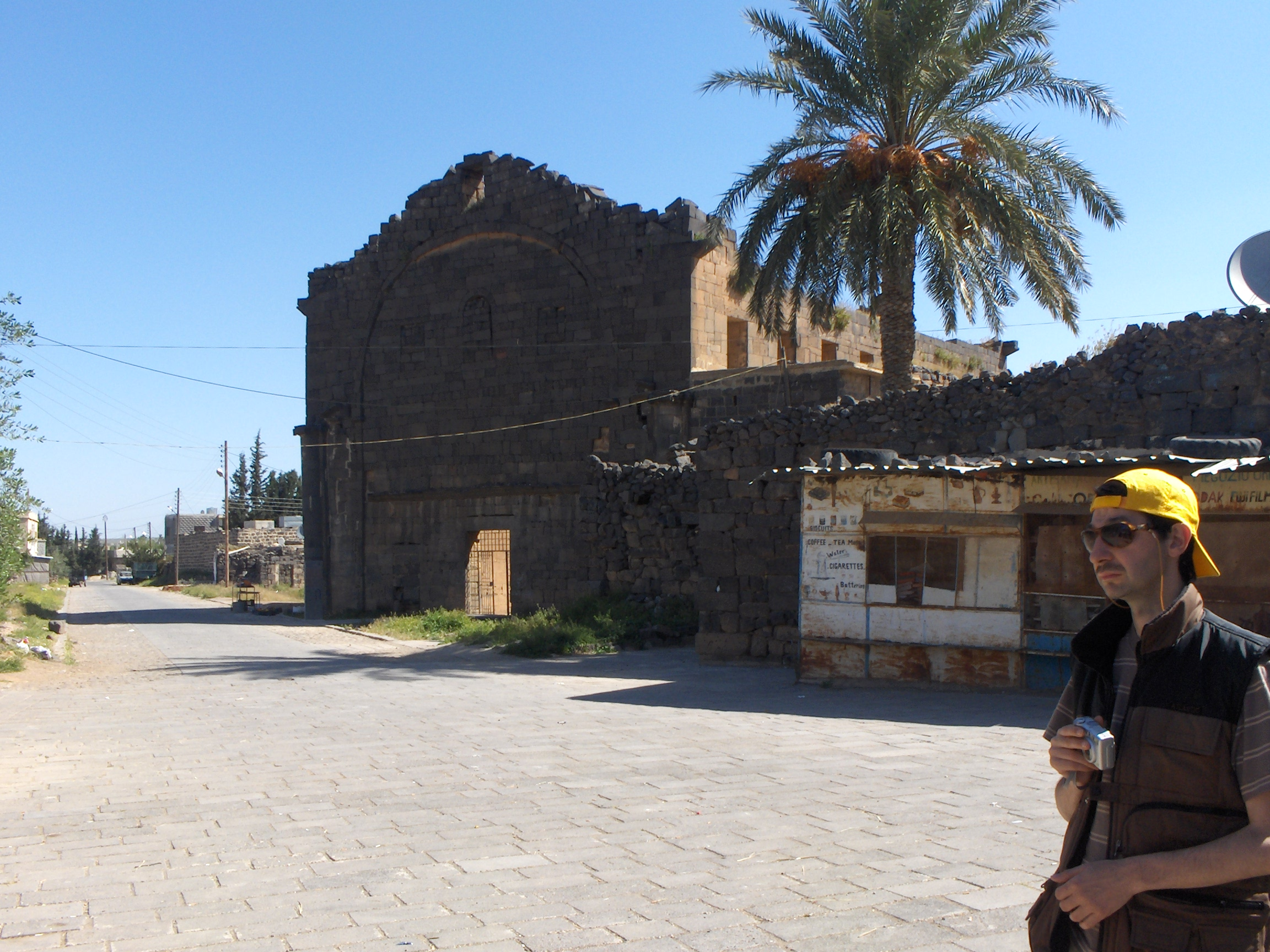
La facciata
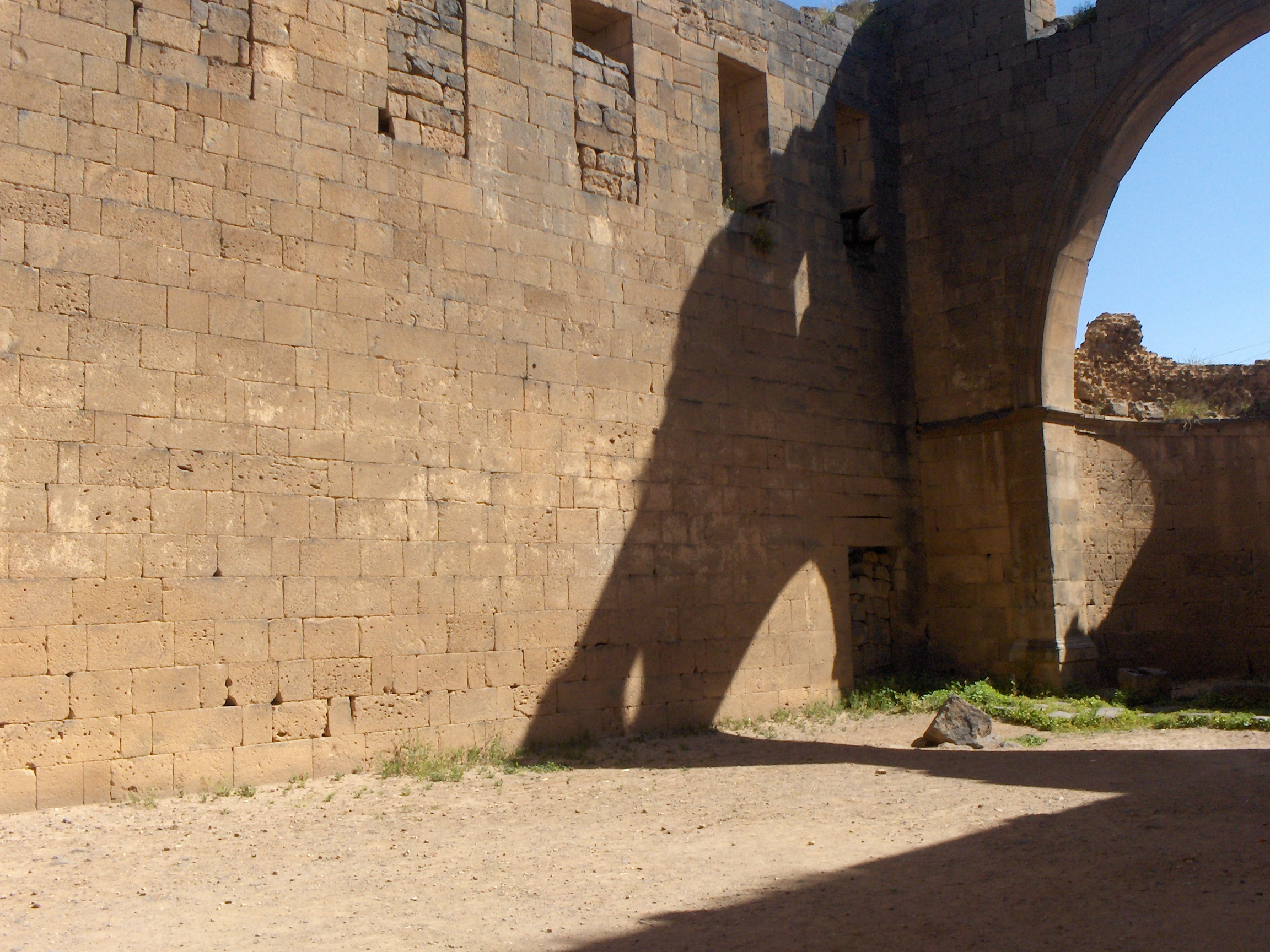
Una parete laterale

### La cattedrale

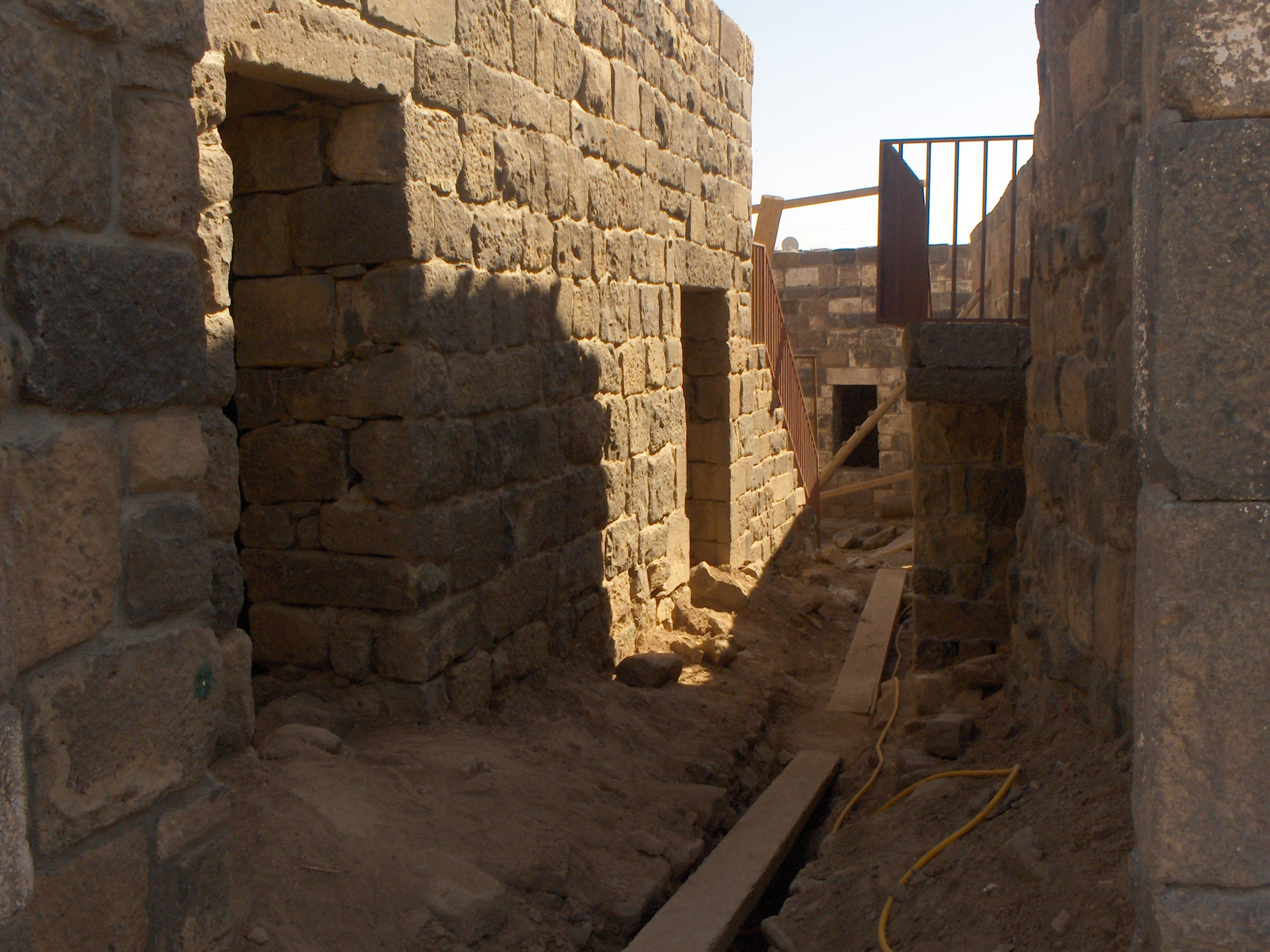
Una strada ancora abitata

Costruita con materiali di spoglio, blocchi ben levigati, presenta un corpo centrale quadro che con pilastri a elle sorreggeva una cupola di un diametro di 24 metri, confrontabile con quella di Santa Sofia a Costantinopoli.

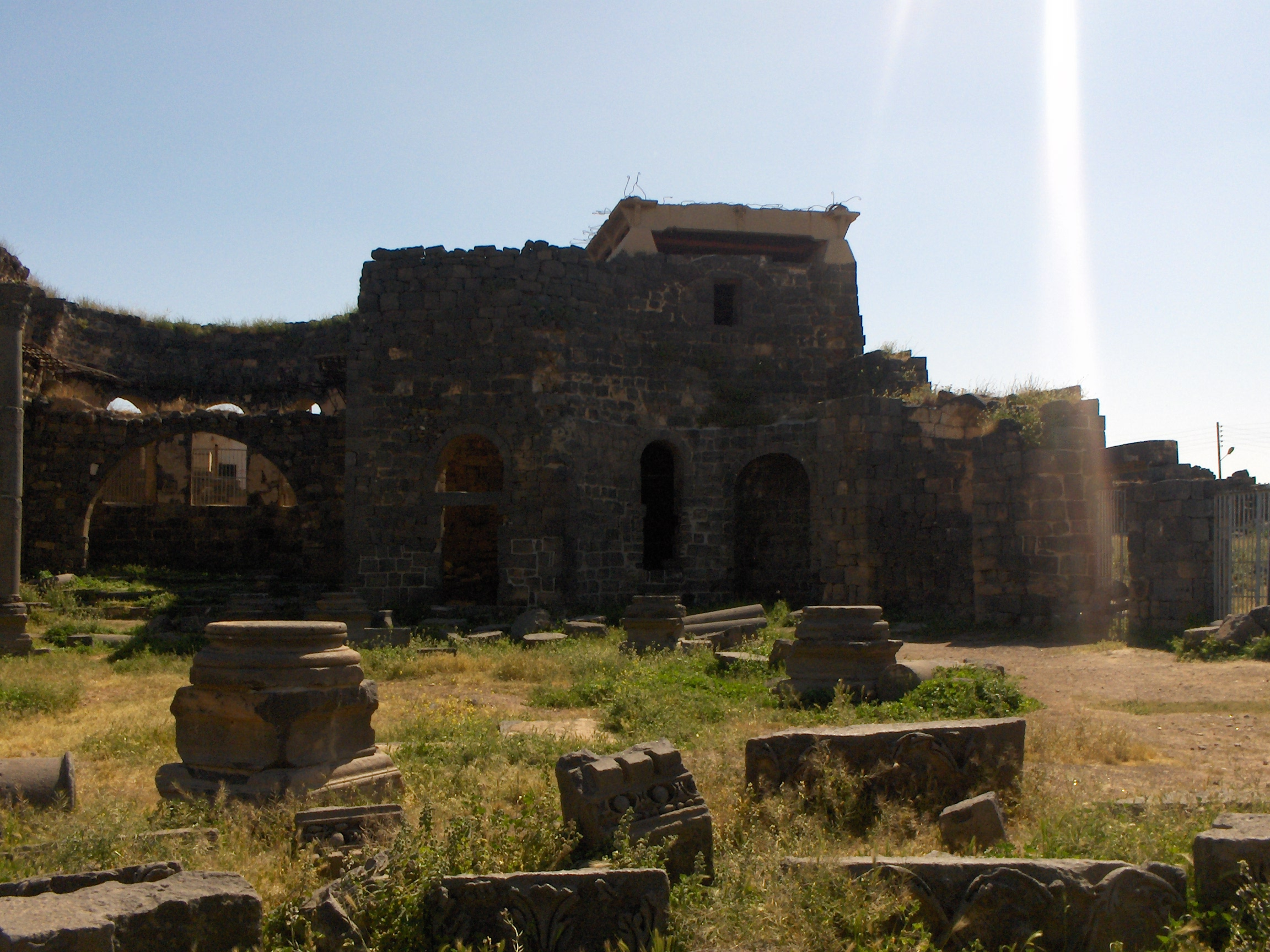
Rovine della cattedrale
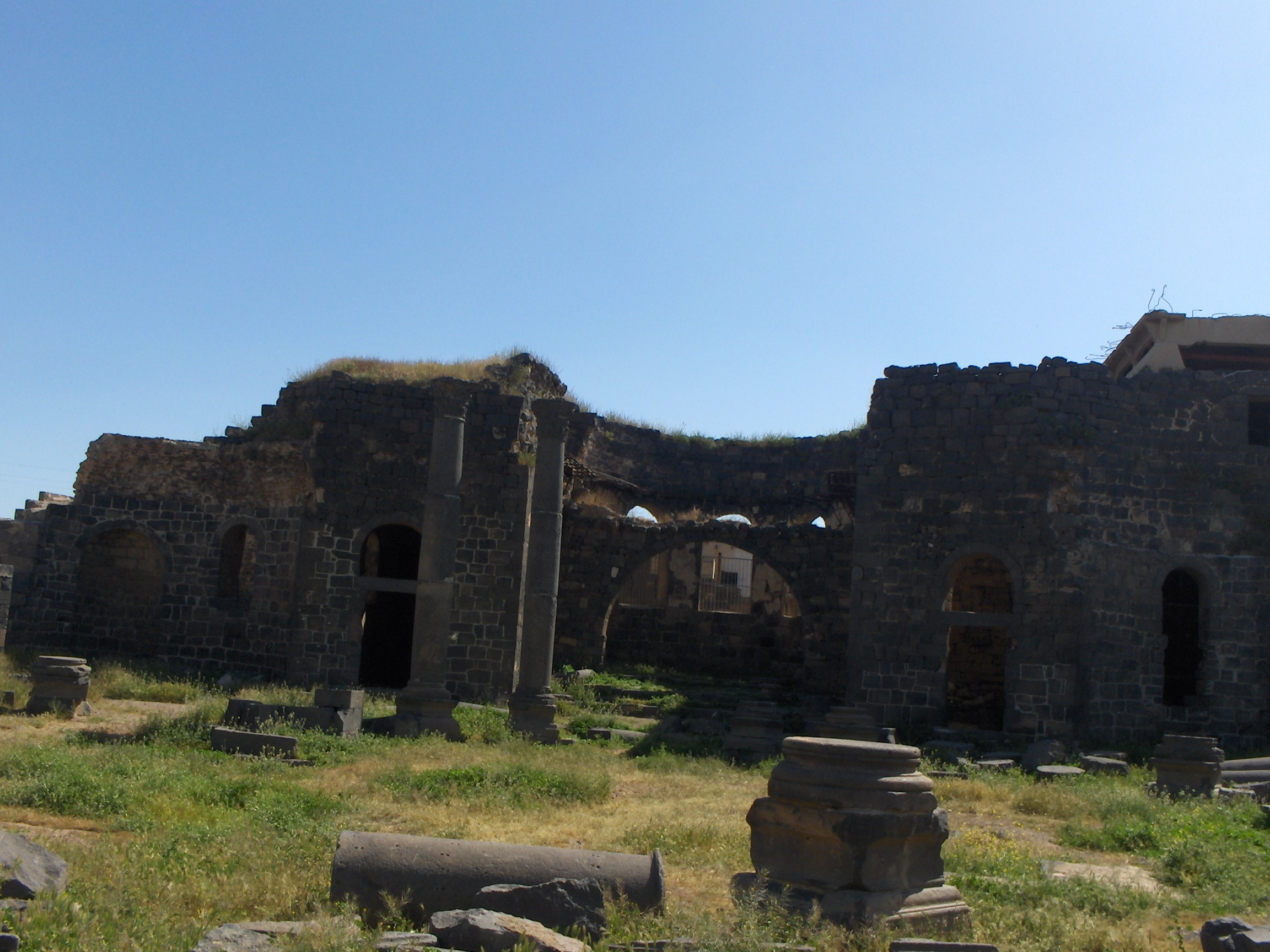
Rovine della cattedrale

### La nuova cattedrale

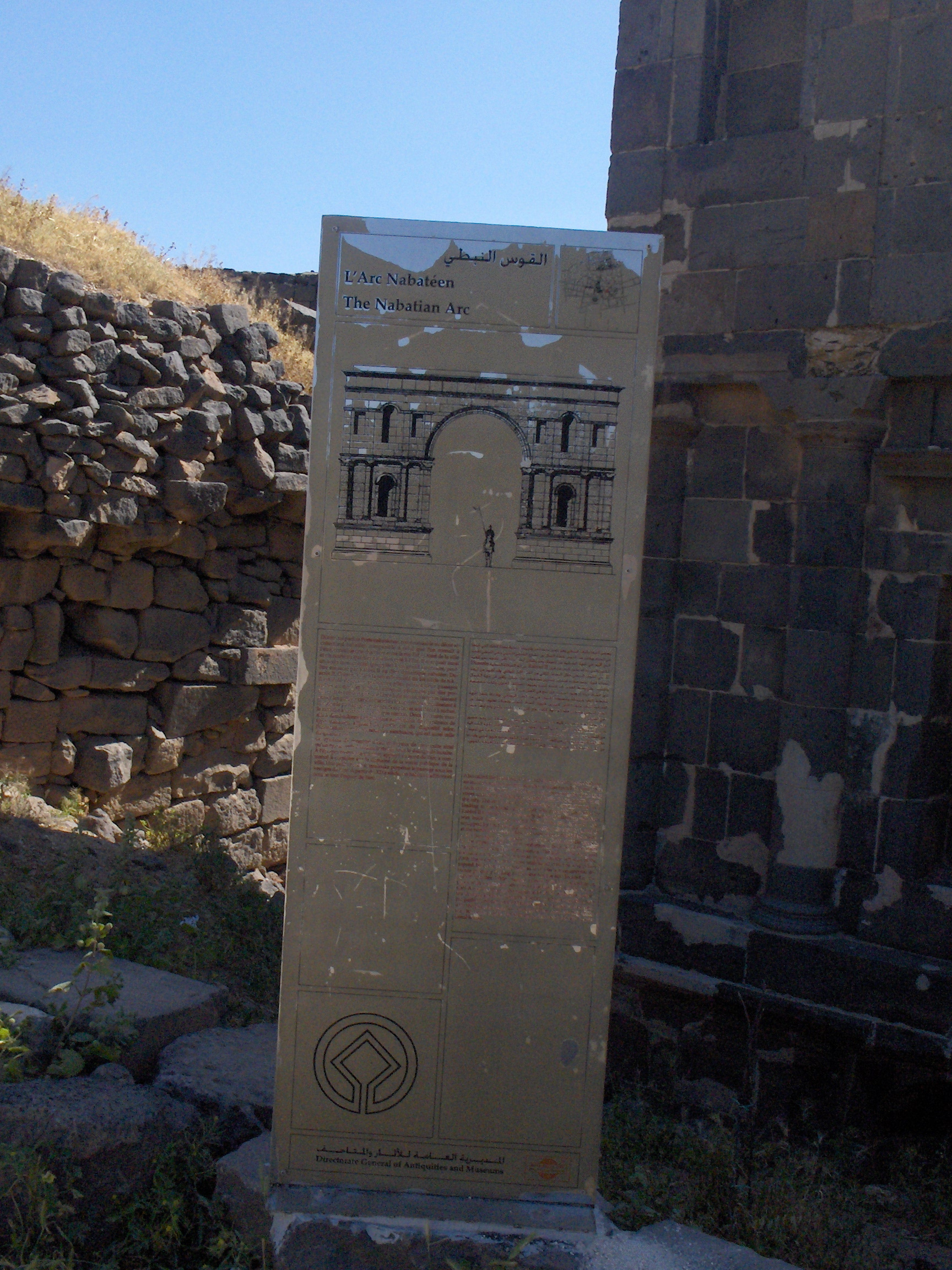
Ricostruzione dell'arco nabateo

A sud della precedente, fu edificata nel IV secolo sui resti di un tempio nabateo del I secolo, dedicato a Dushares (Giove). La chiesa aveva un corpo centrale quadrato di 45 metri di lato, in cui era inscritto un ambiente di pianta circolare. La basilica aveva una copertura lignea. In un secondo tempo alla basilica venne aggiunta una seconda chiesa a tre navate.

### Arco Nabateo
La struttura dell'arco a tre fornici è tipicamente romana e risale al I secolo, mentre le decorazioni dell'arco sono di ispirazione nabatea: i capitelli che ricordano quelli corinzi, il fornice centrale di grandi dimensioni, le nicchie semicircolari sormontate da archi e le merlature alla sommità della struttura che richiamano quelle del tempio di Bel o Baal a Palmira.

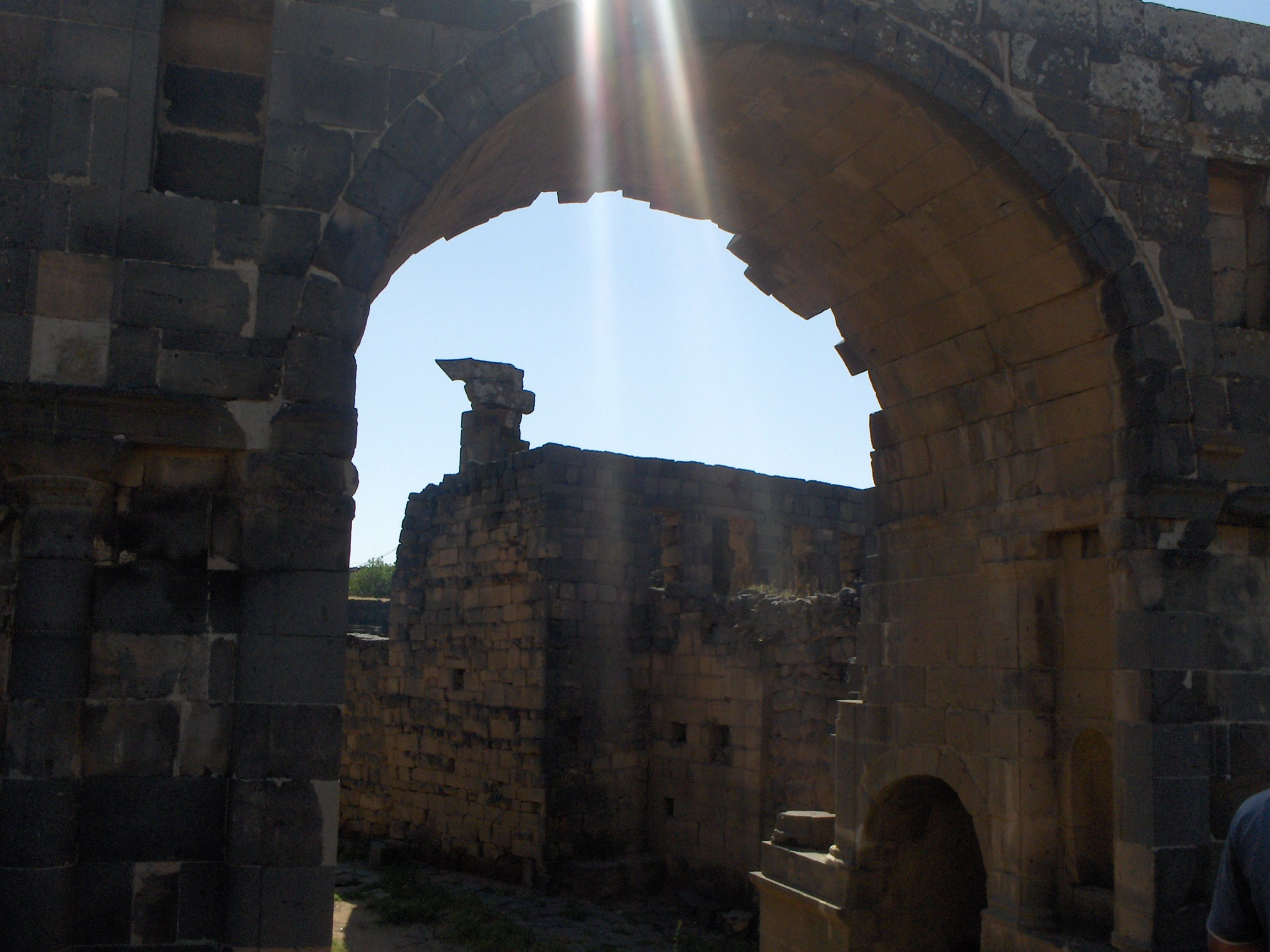
Fornice centrale dell'arco nabateo

### Palazzo di Traiano

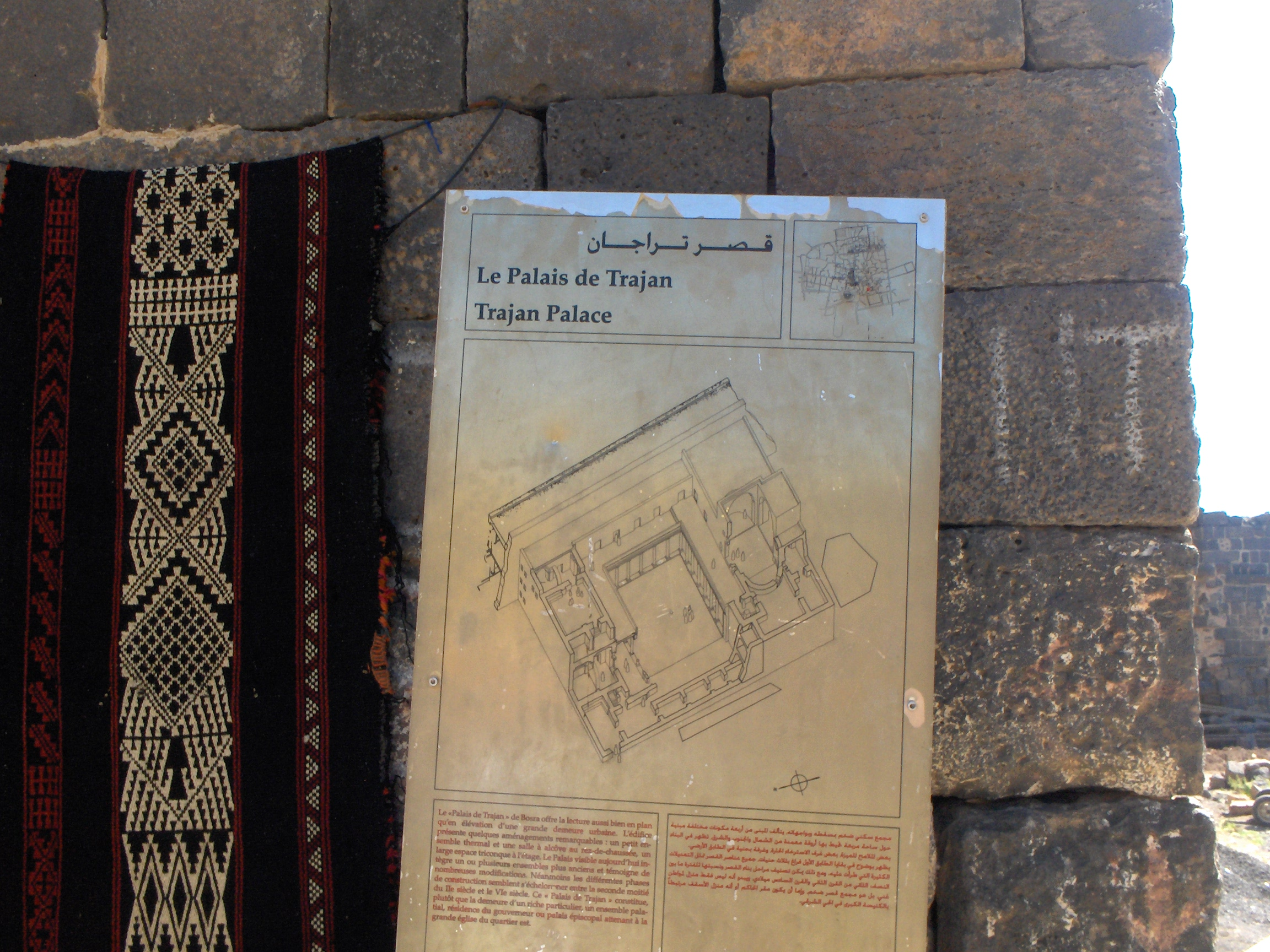
Ricostruzione del palazzo di Traiano

Edificio a pianta rettangolare di 35 per 50 metri, a due piani, attorno a un cortile centrale porticato. La struttura viene collegata alla presenza romana nella città, tra il II e il VI secolo.

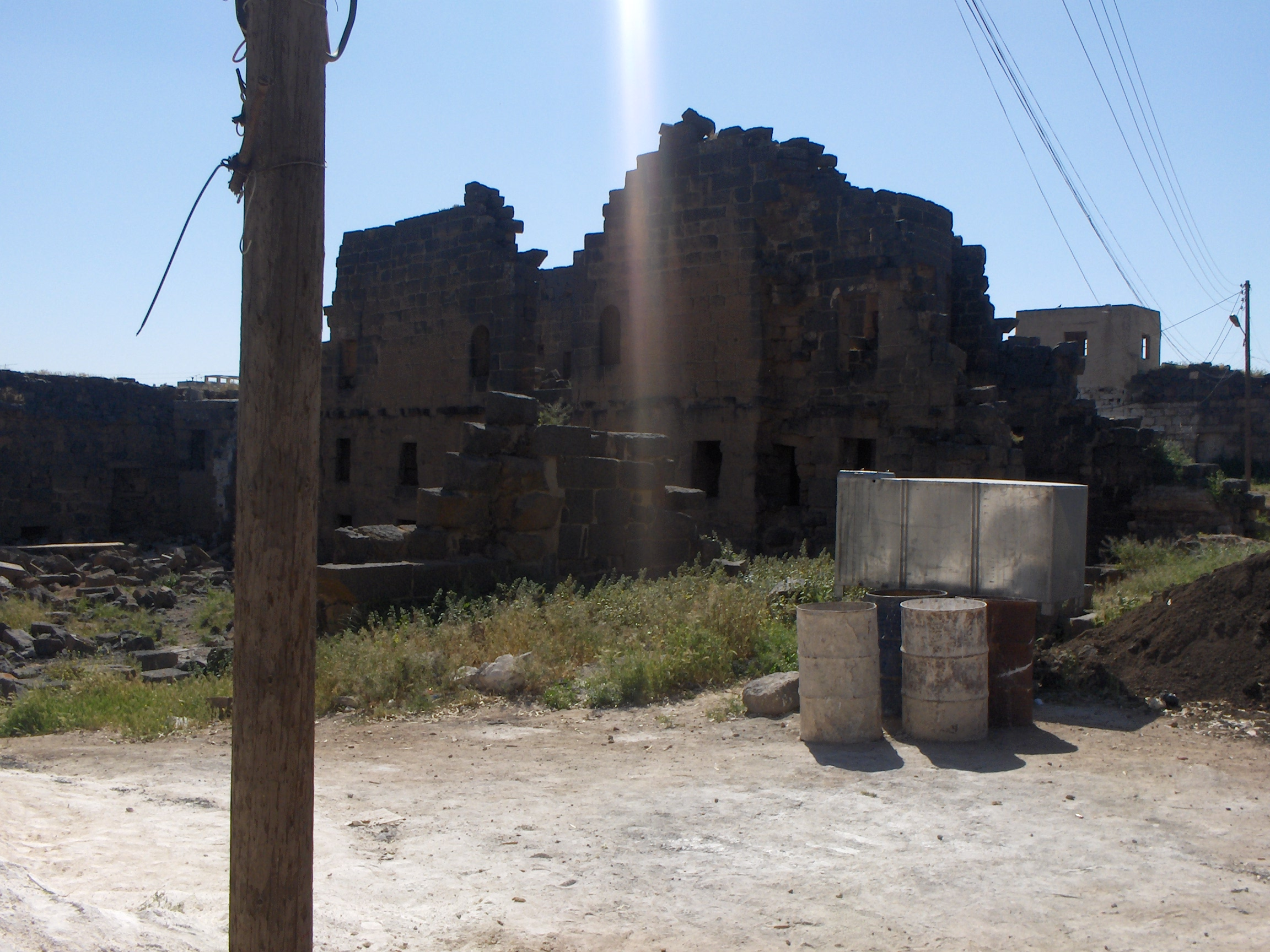
Rovine del palazzo di Traiano

### Monumenti islamici

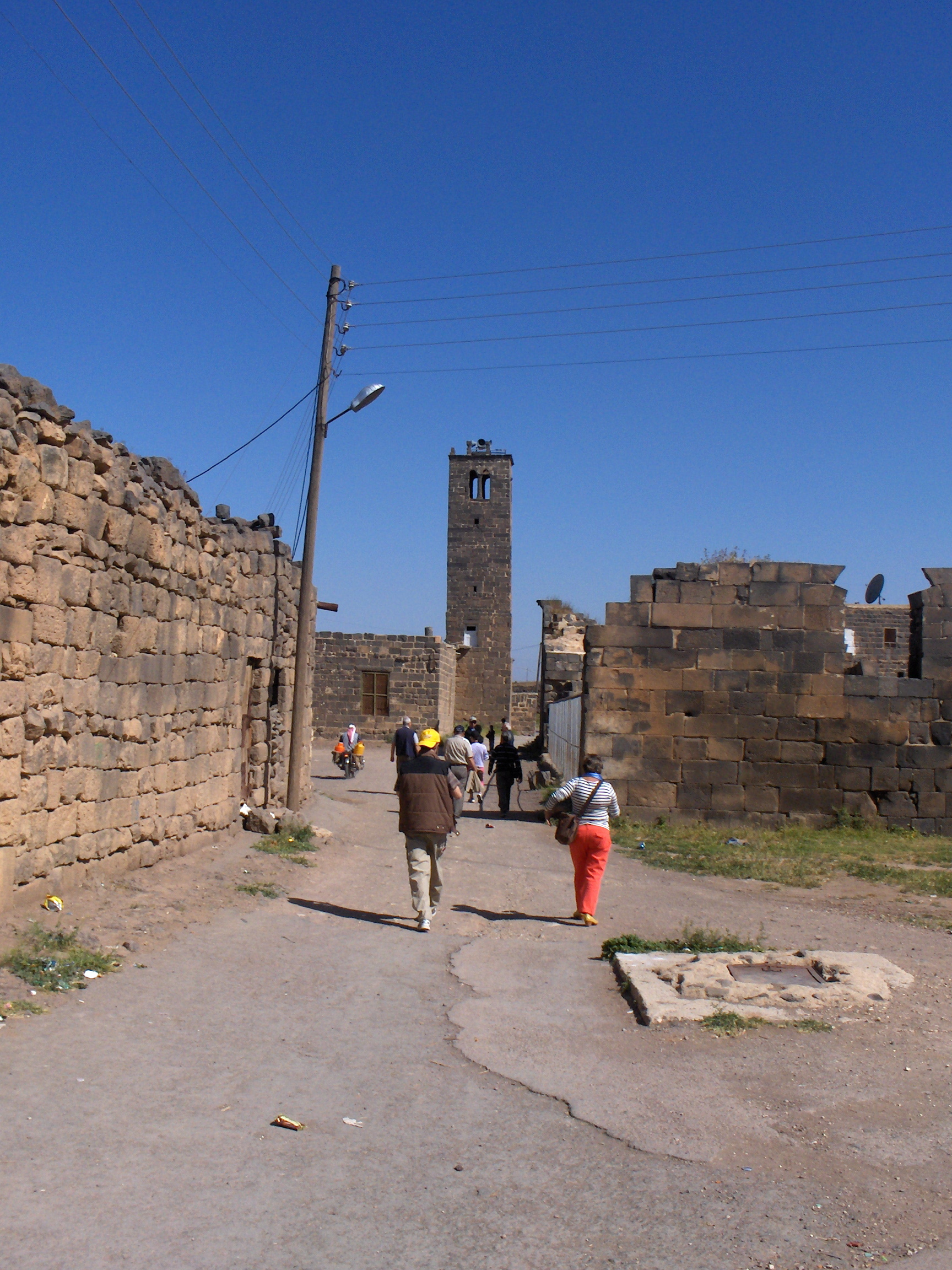
La moschea di Fatima

Vi sono diverse moschee, quasi tutte al di fuori della zona archeologica, tra cui la moschea del matrimonio, dove si ritiene che sia passato Maometto, venticinquenne, in compagnia della ricca vedova, Khadija, con cui era in affari e che avrebbe in seguito sposato, e la moschea al-Mibrak (la moschea delle ginocchia), sorta sul luogo dove Maometto si fermò a pregare e dove, su una lastra di pietra posta davanti al miḥrāb, si troverebbero le impronte delle ginocchia della cammella del profeta.
Accanto agli edifici cristiani, è la moschea di Fatima, eretta dai mamelucchi, nel 1306, dedicata alla figlia del profeta, questo fu l'unico edificio musulmano rimasto in uso, verso la fine del XIX secolo, al tempo dello spopolamento della città.

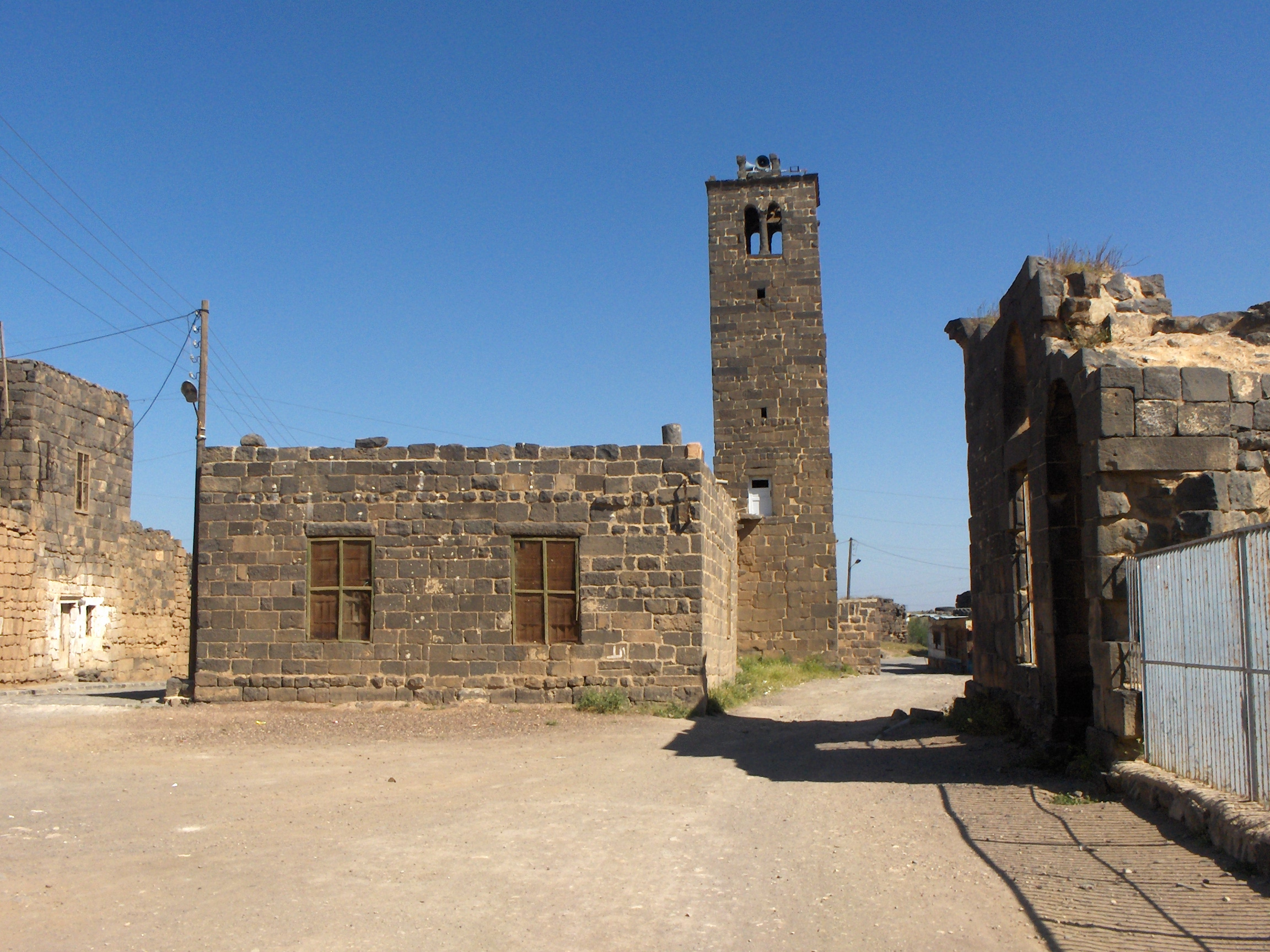
Il minareto della moschea di Fatima

## Bosra oggi
Nel 2013 viene riportato che il sito archeologico di Bosra, trovatosi al centro di feroci combattimenti nel corso della guerra civile in corso, è stato quasi interamente distrutto.

## Galleria d'immagini

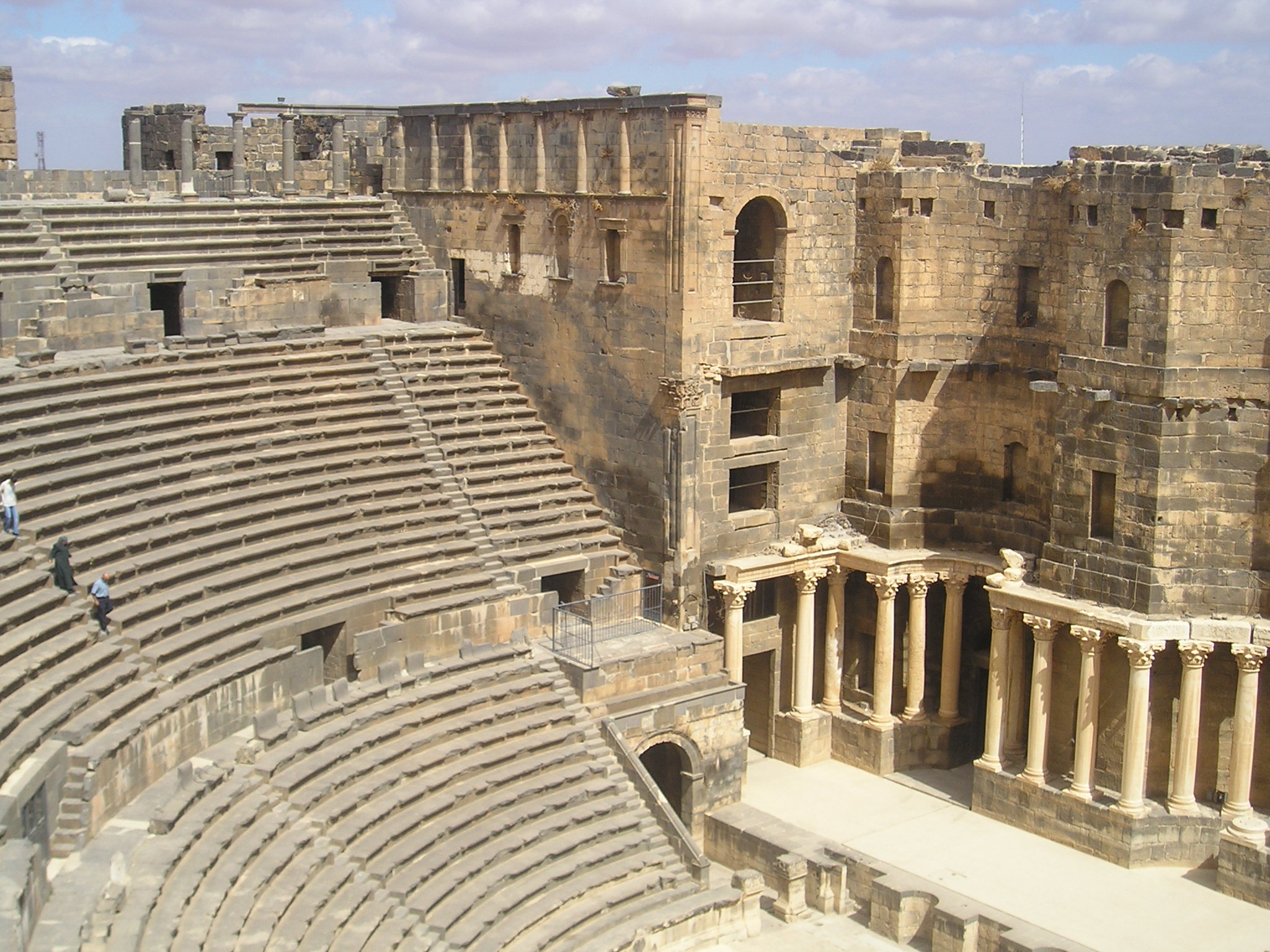
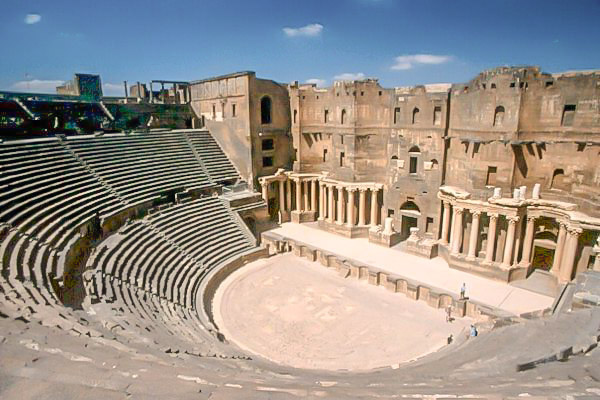
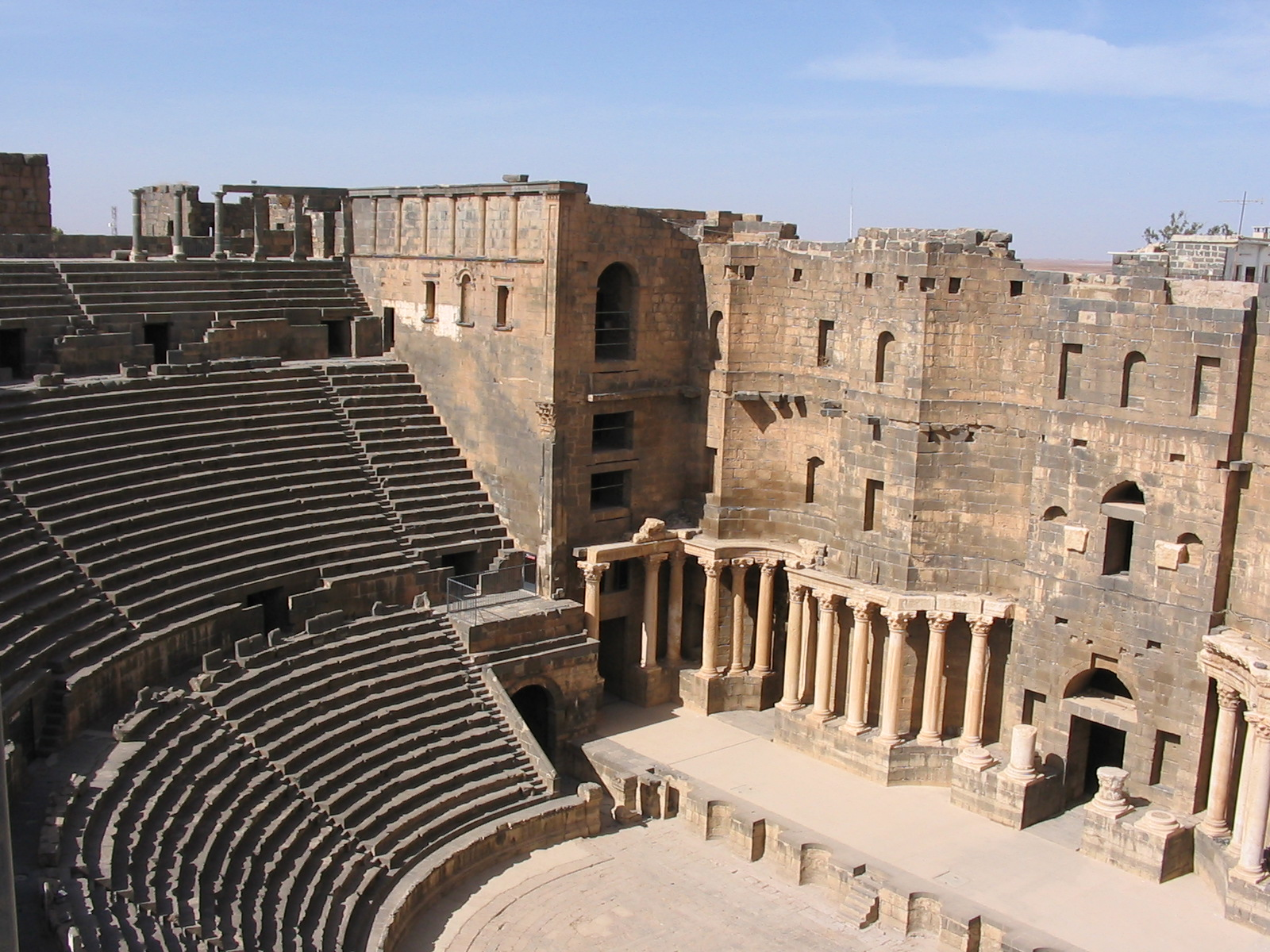
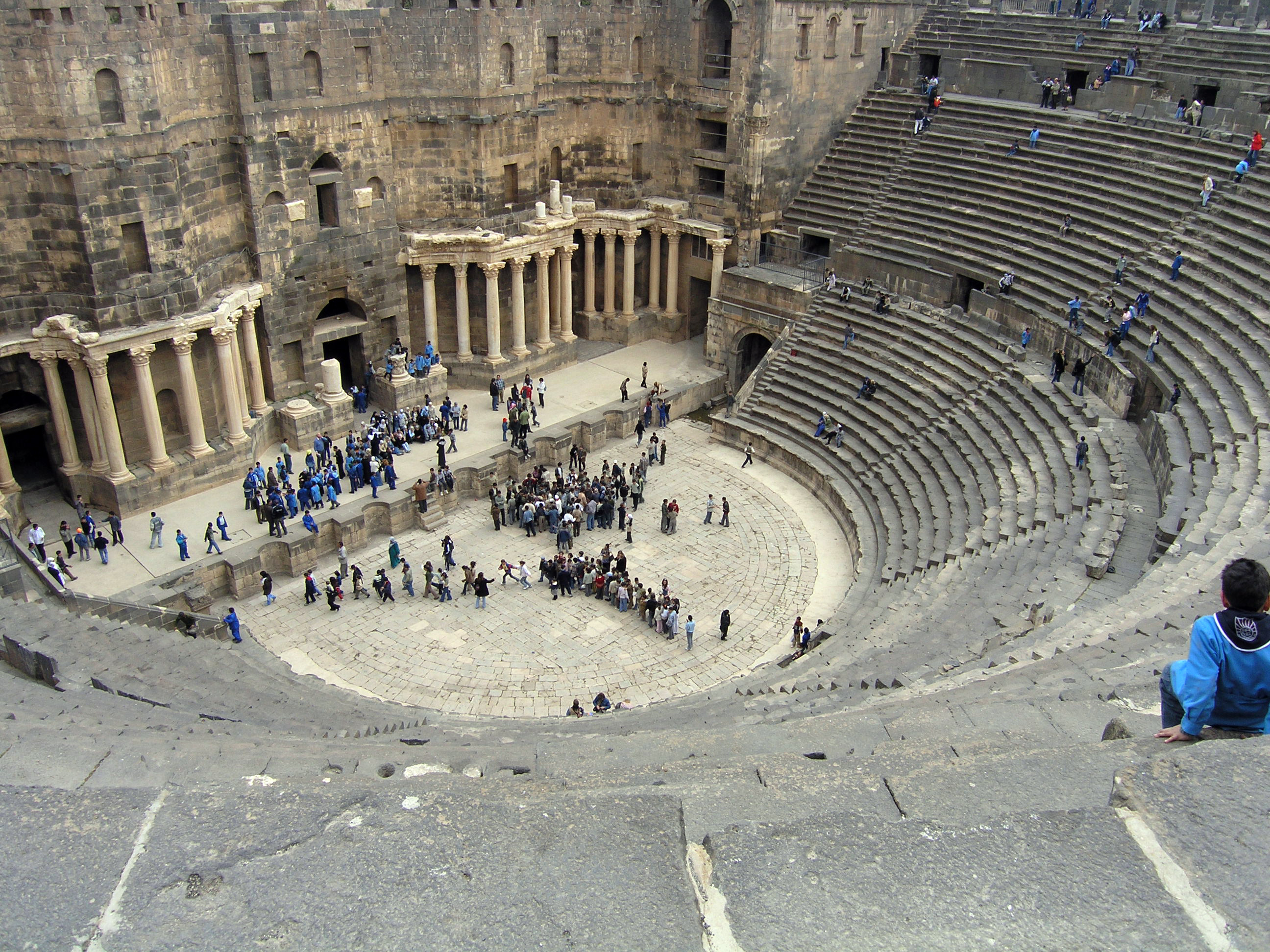
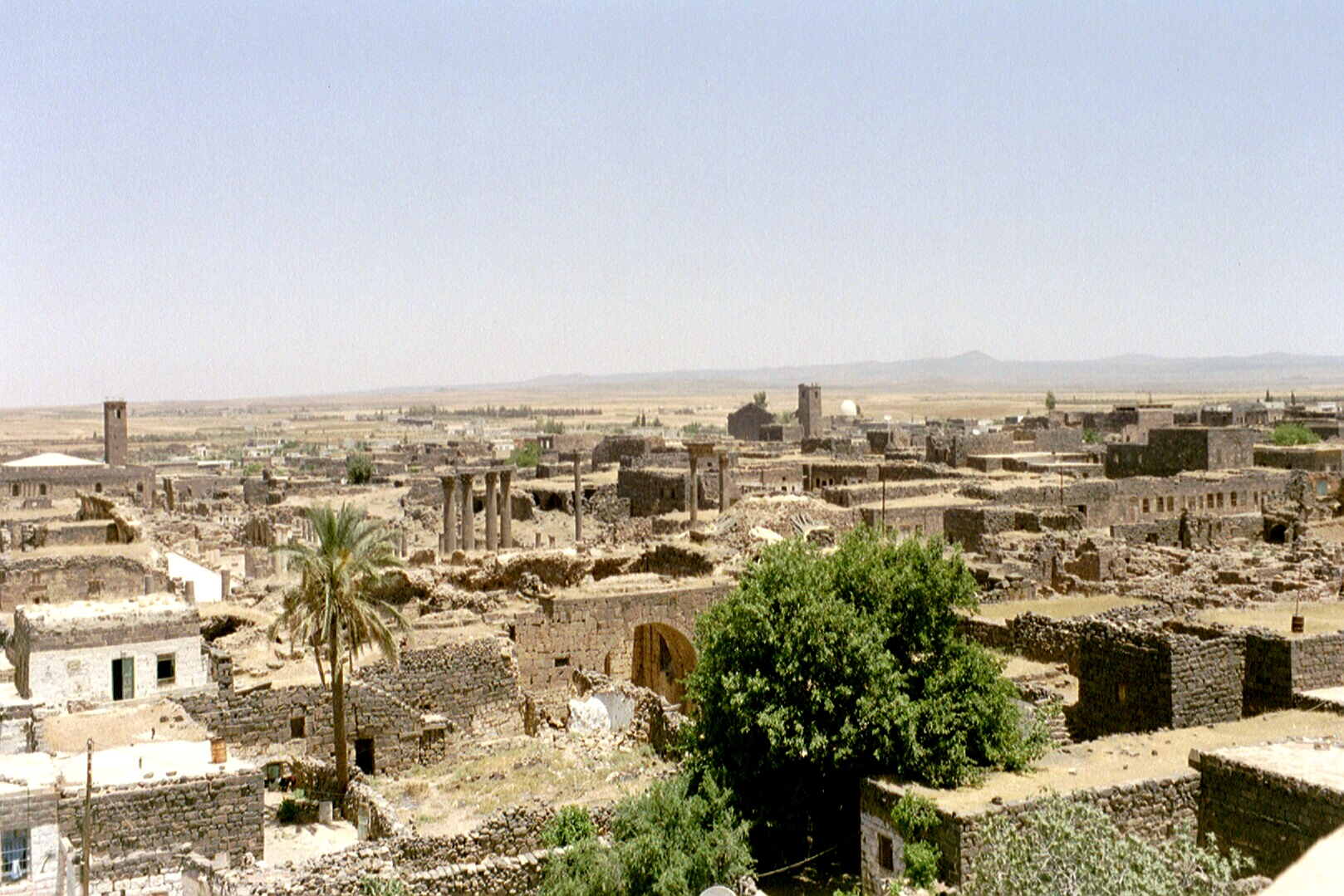
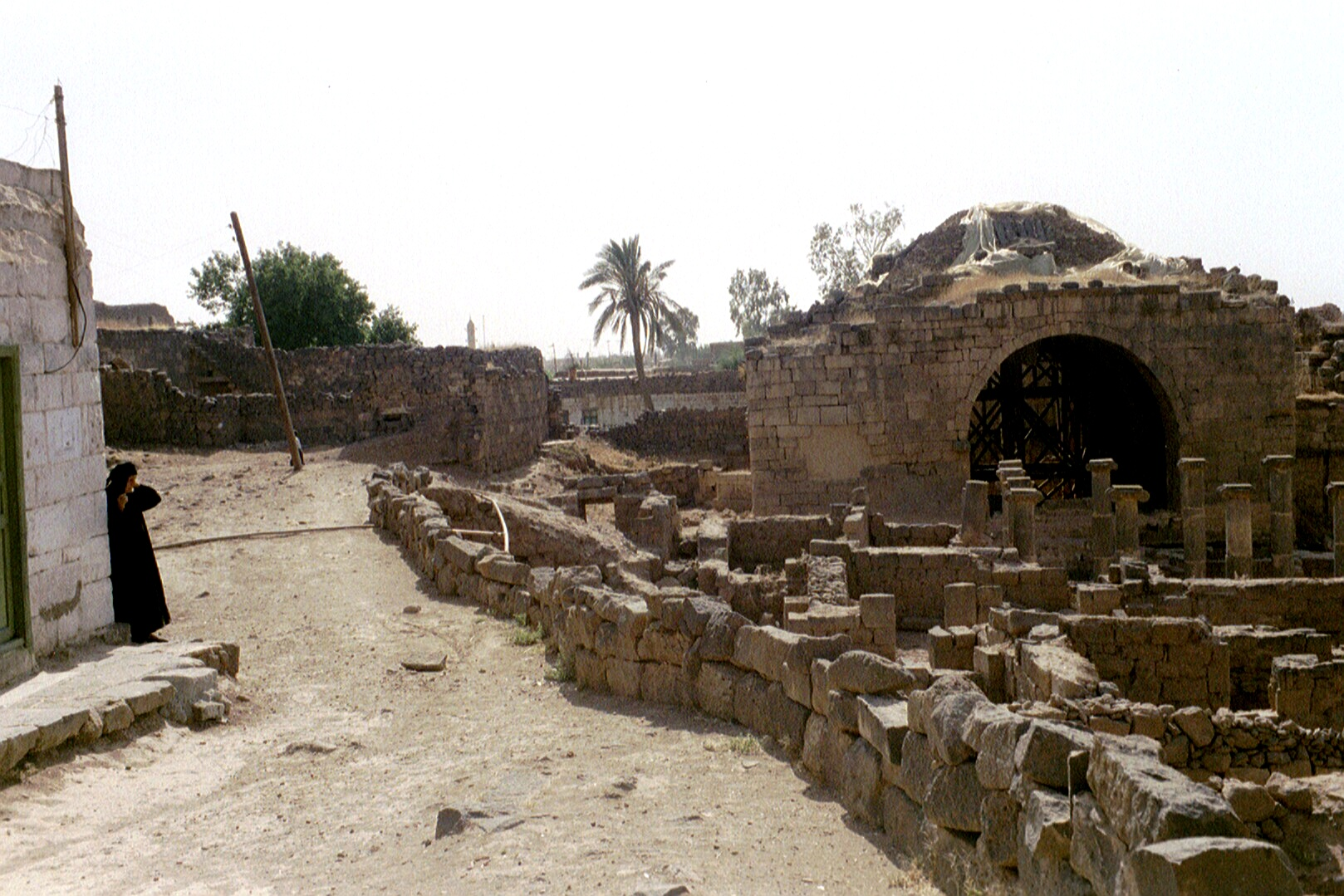
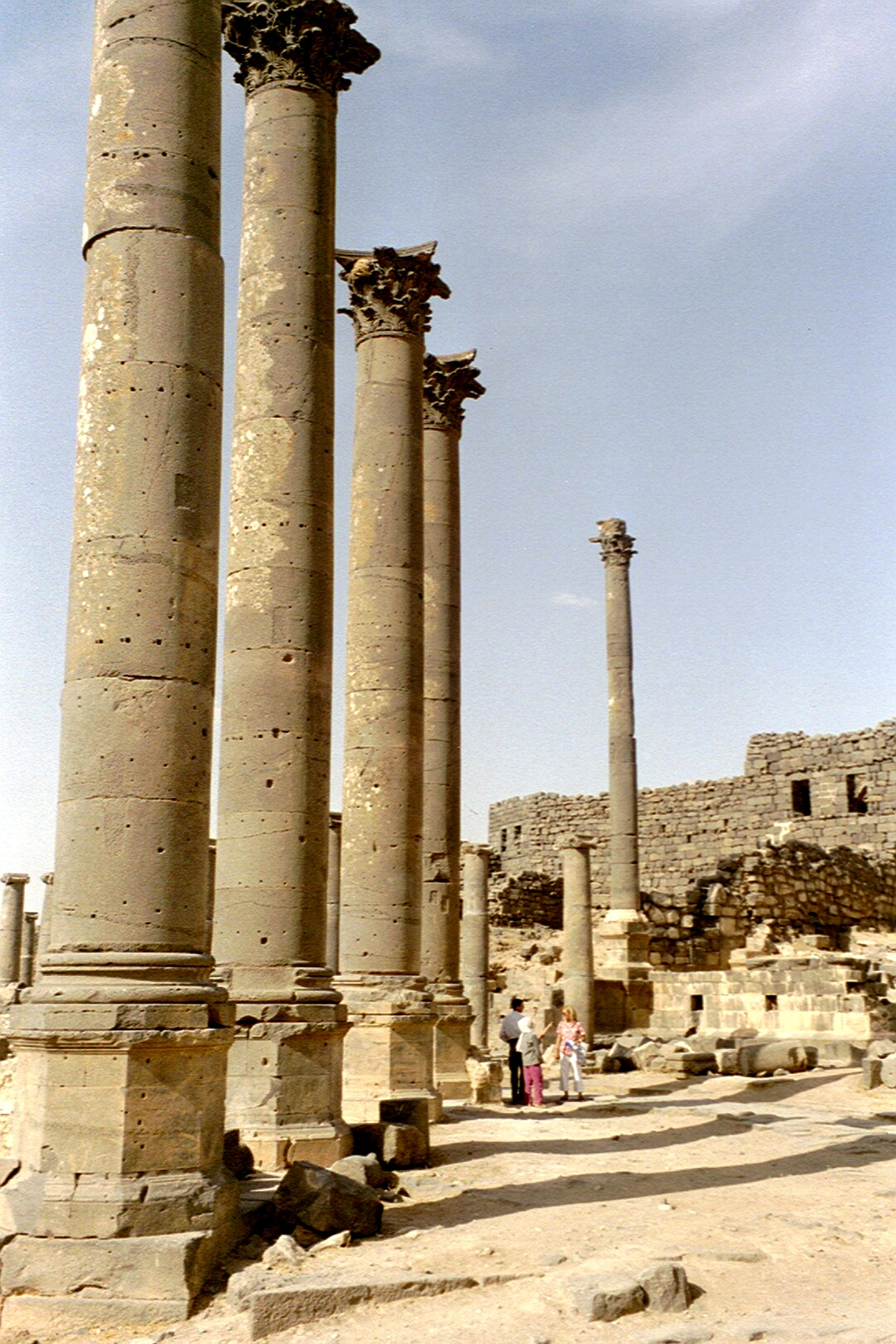
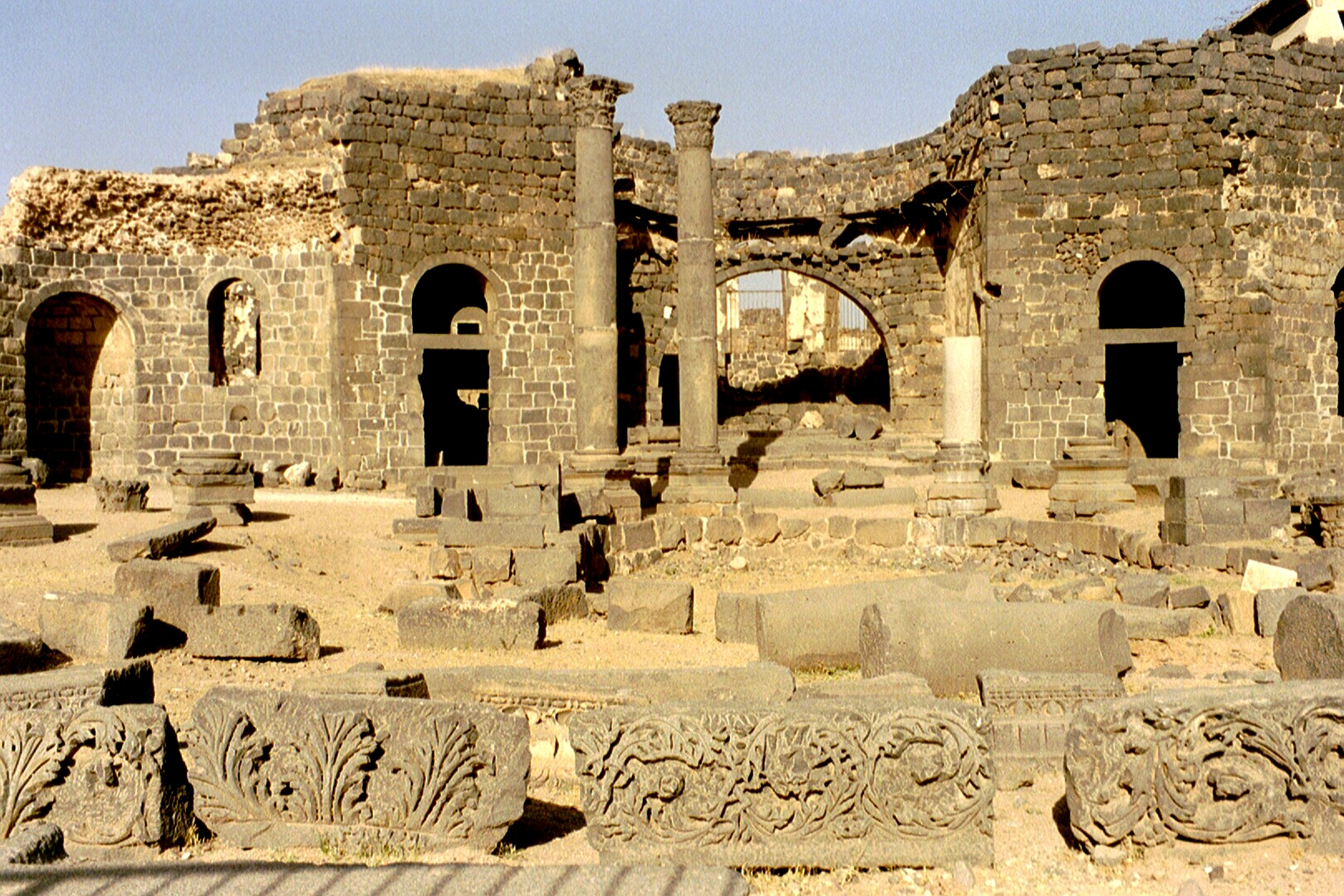
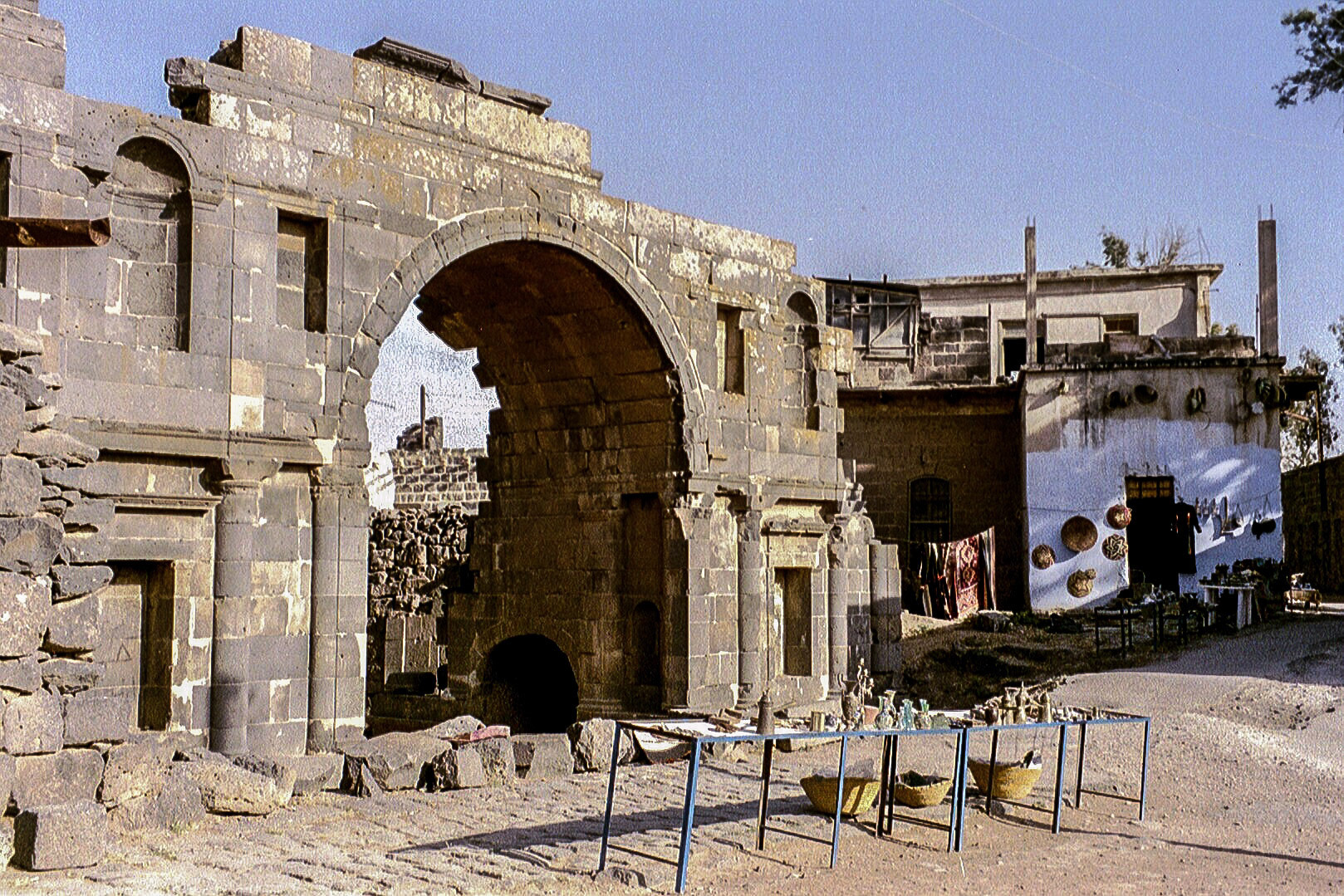
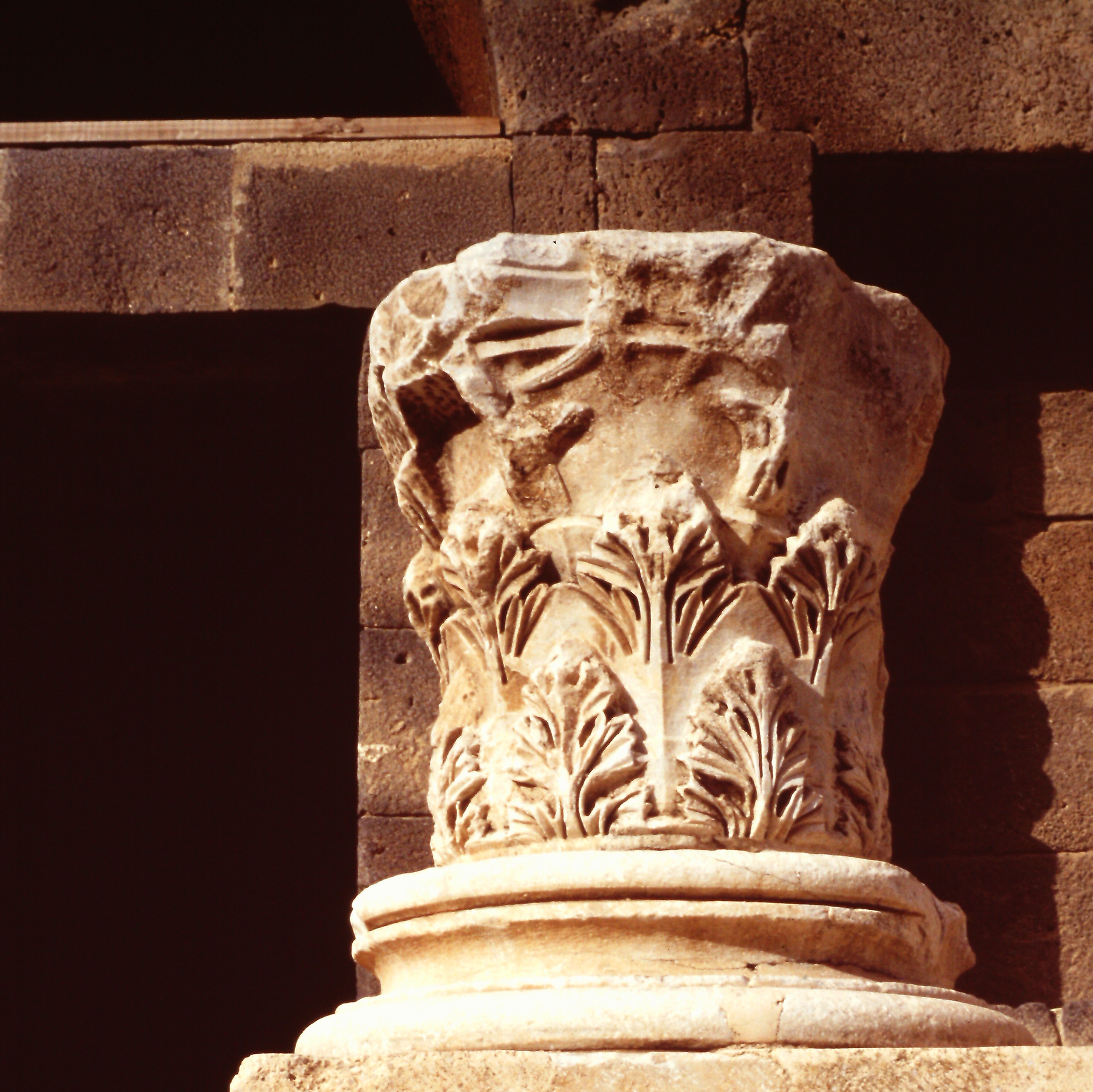
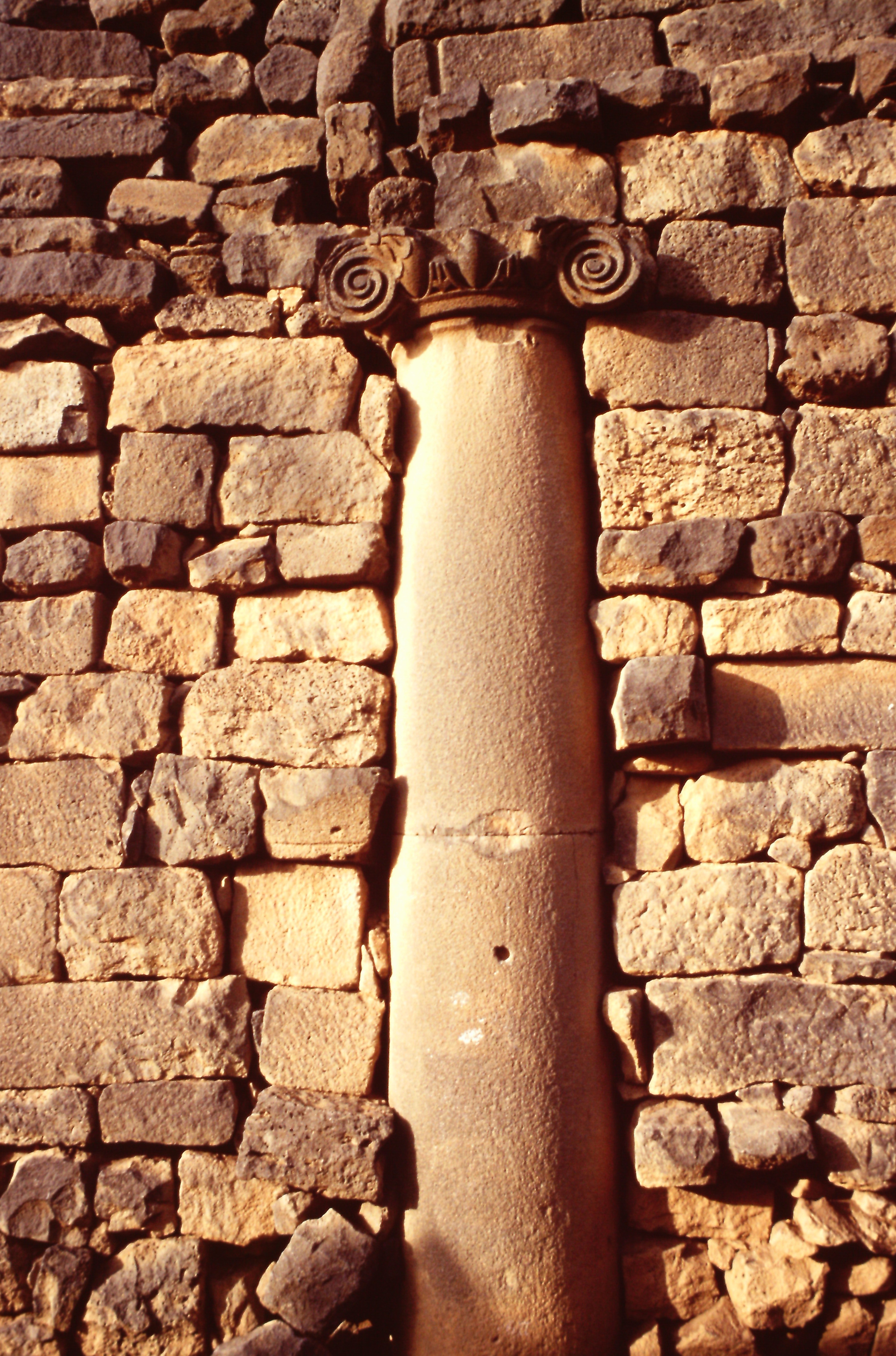
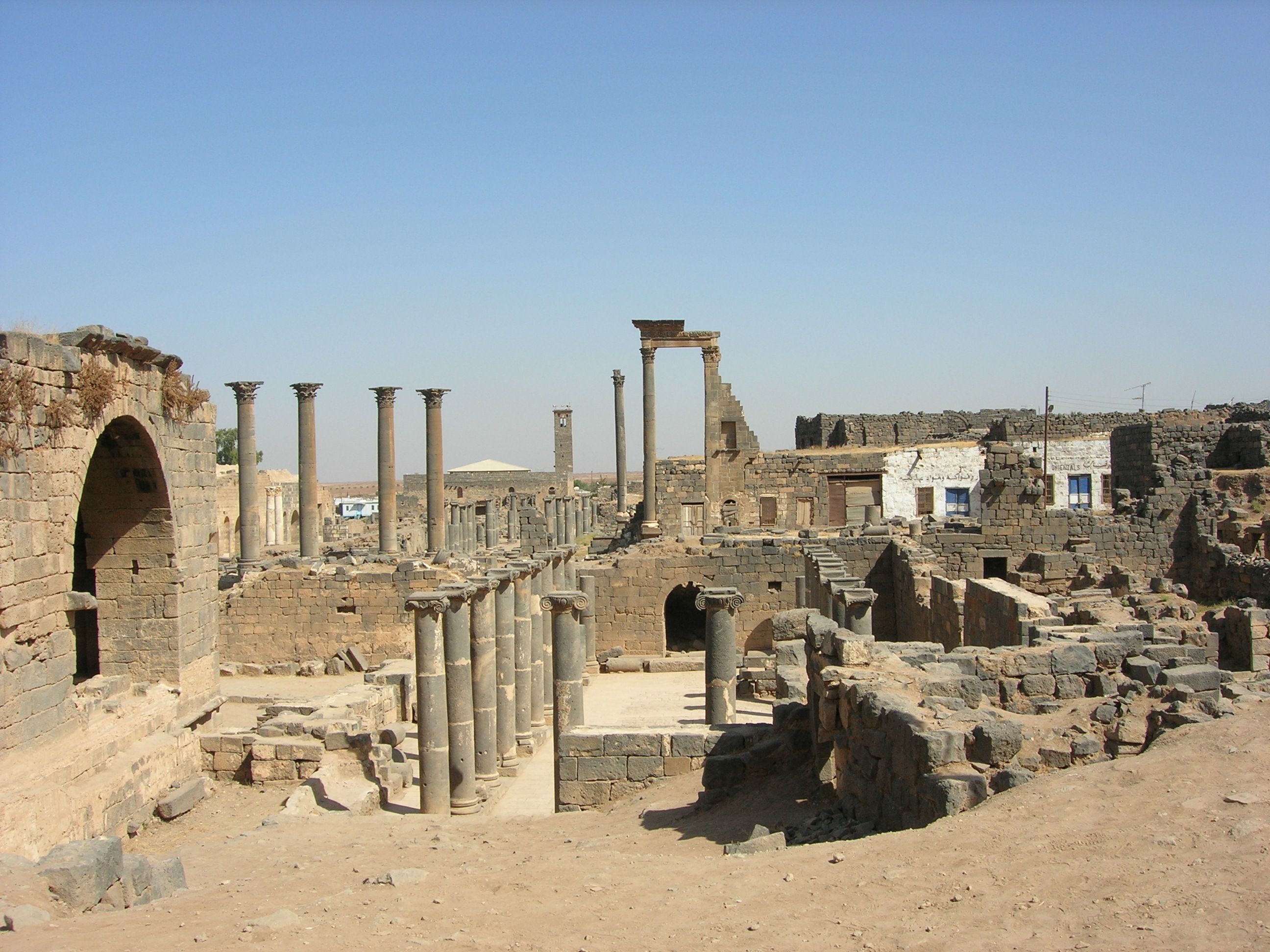
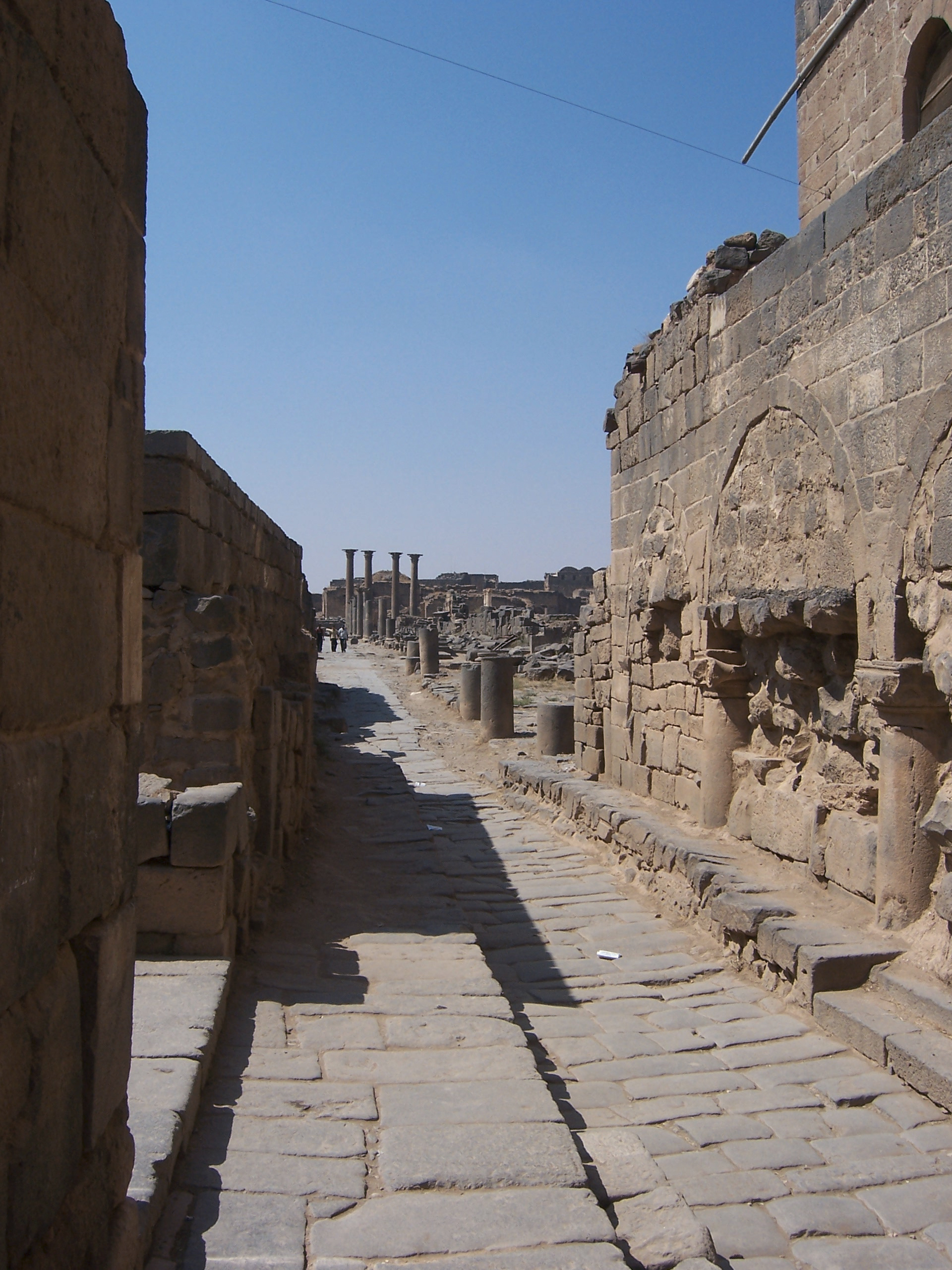
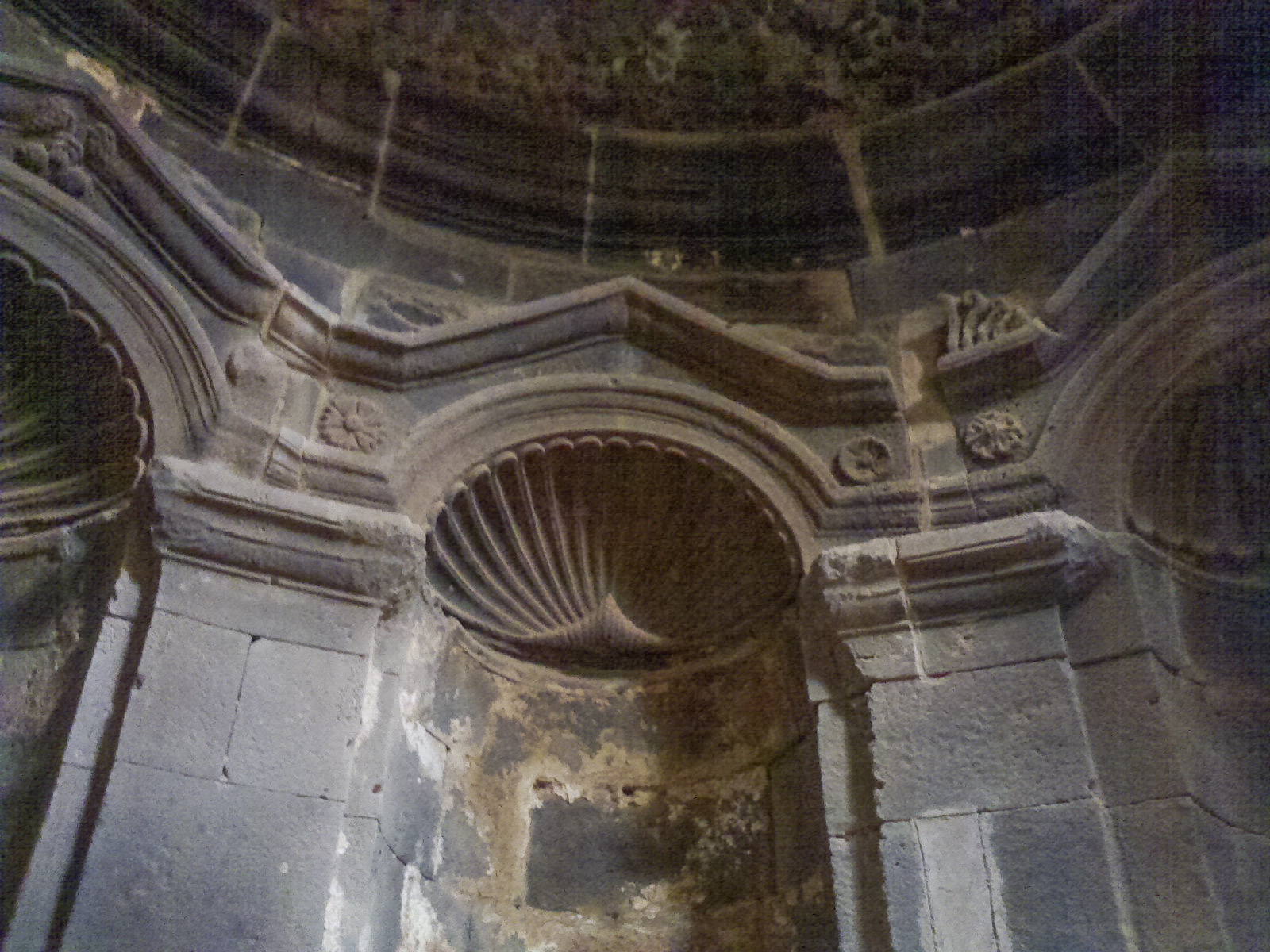
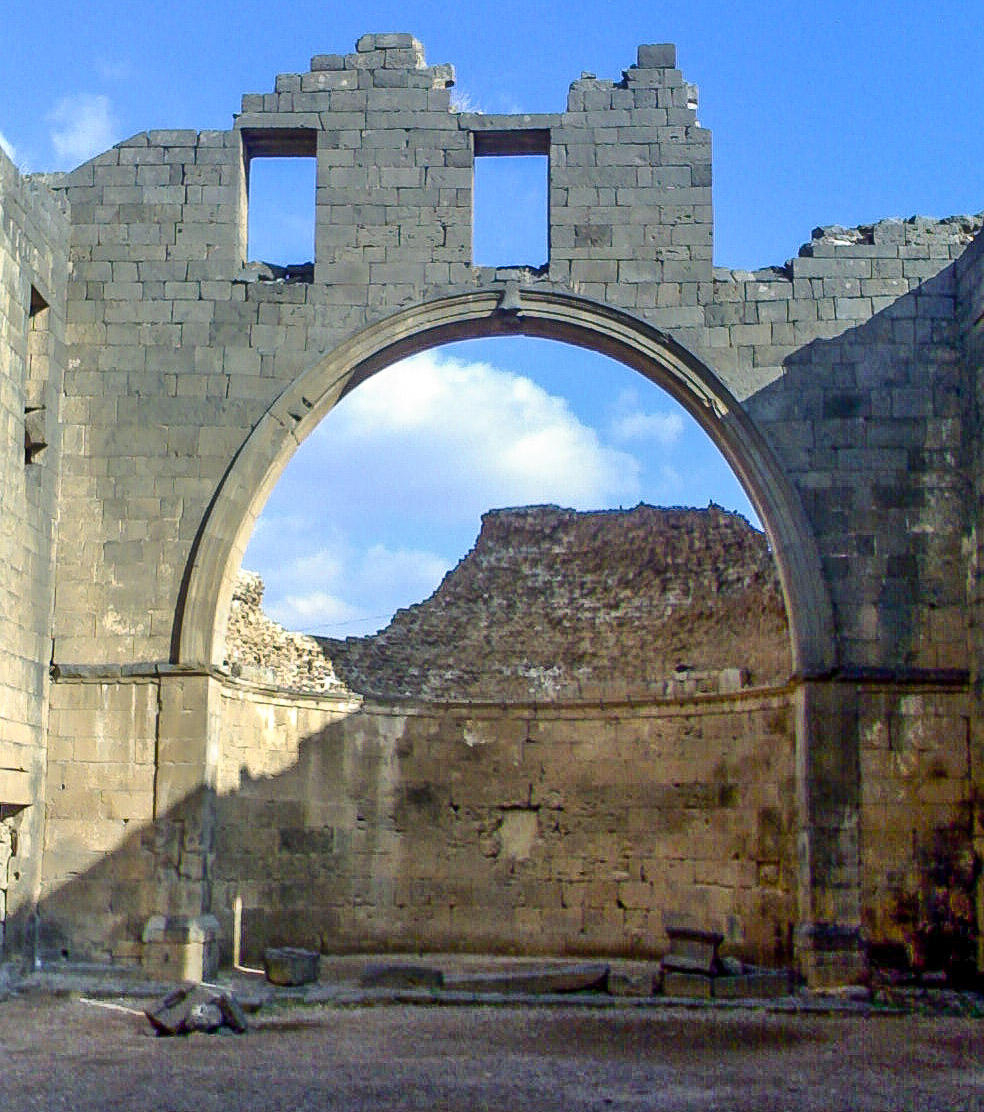
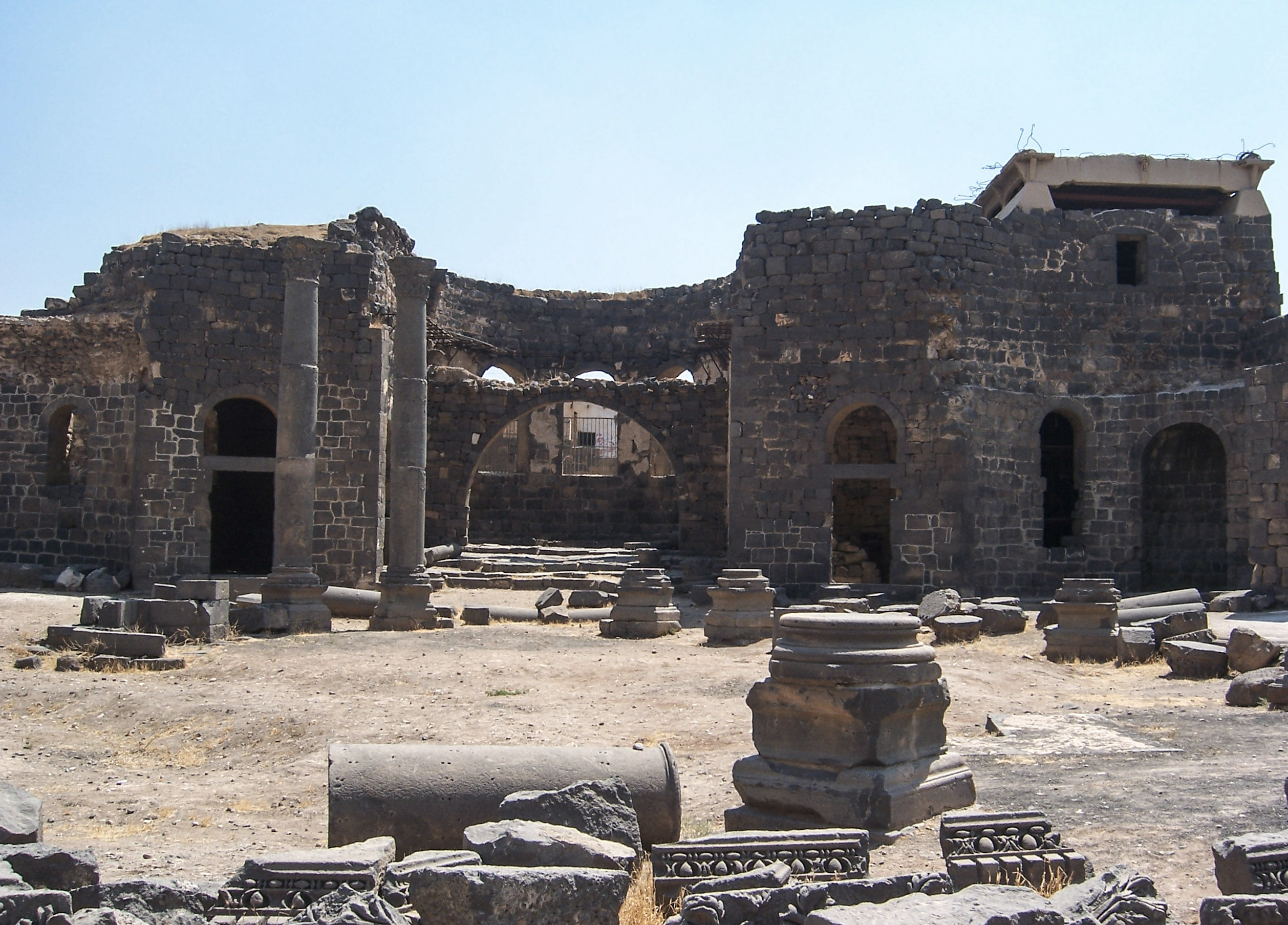
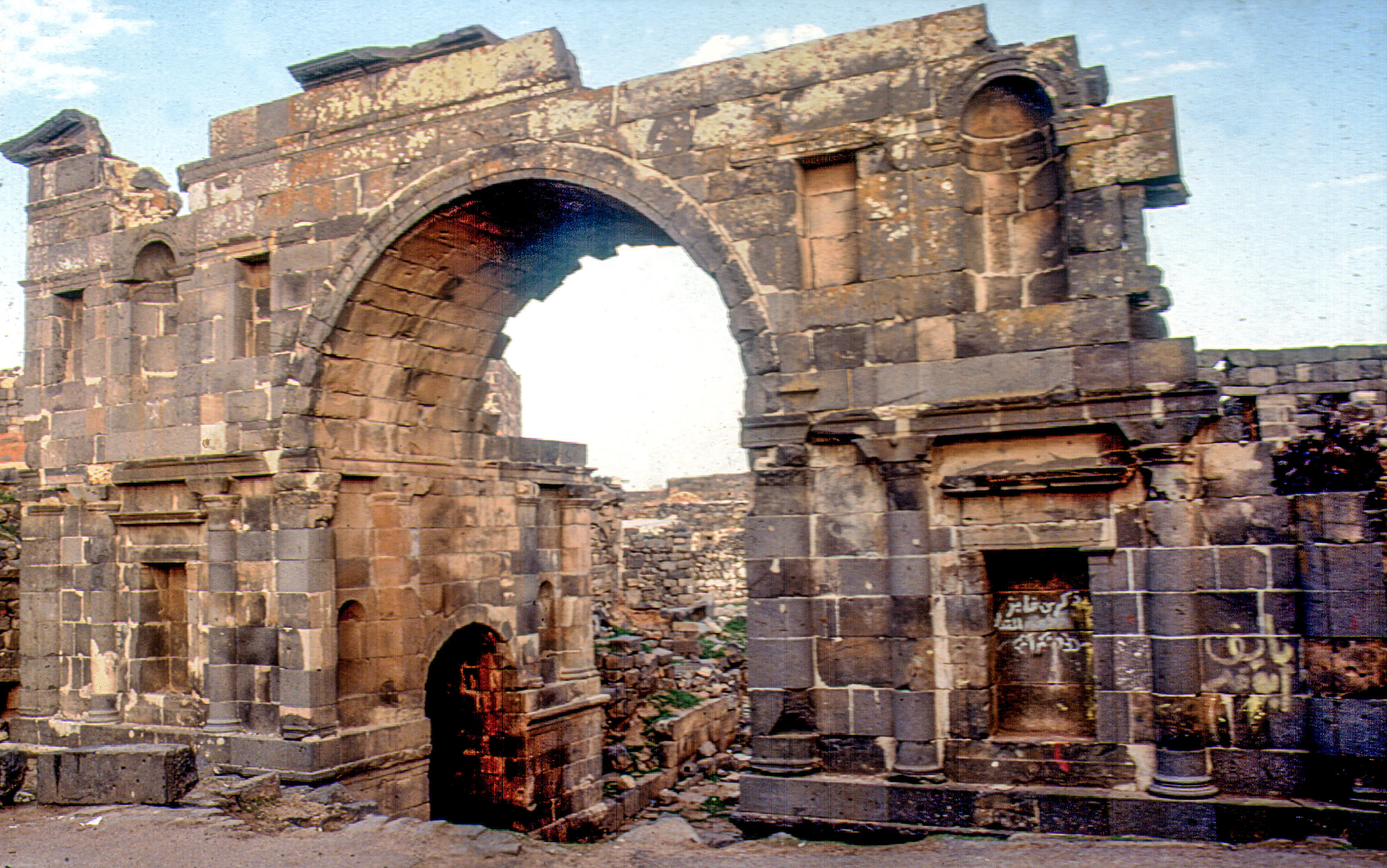
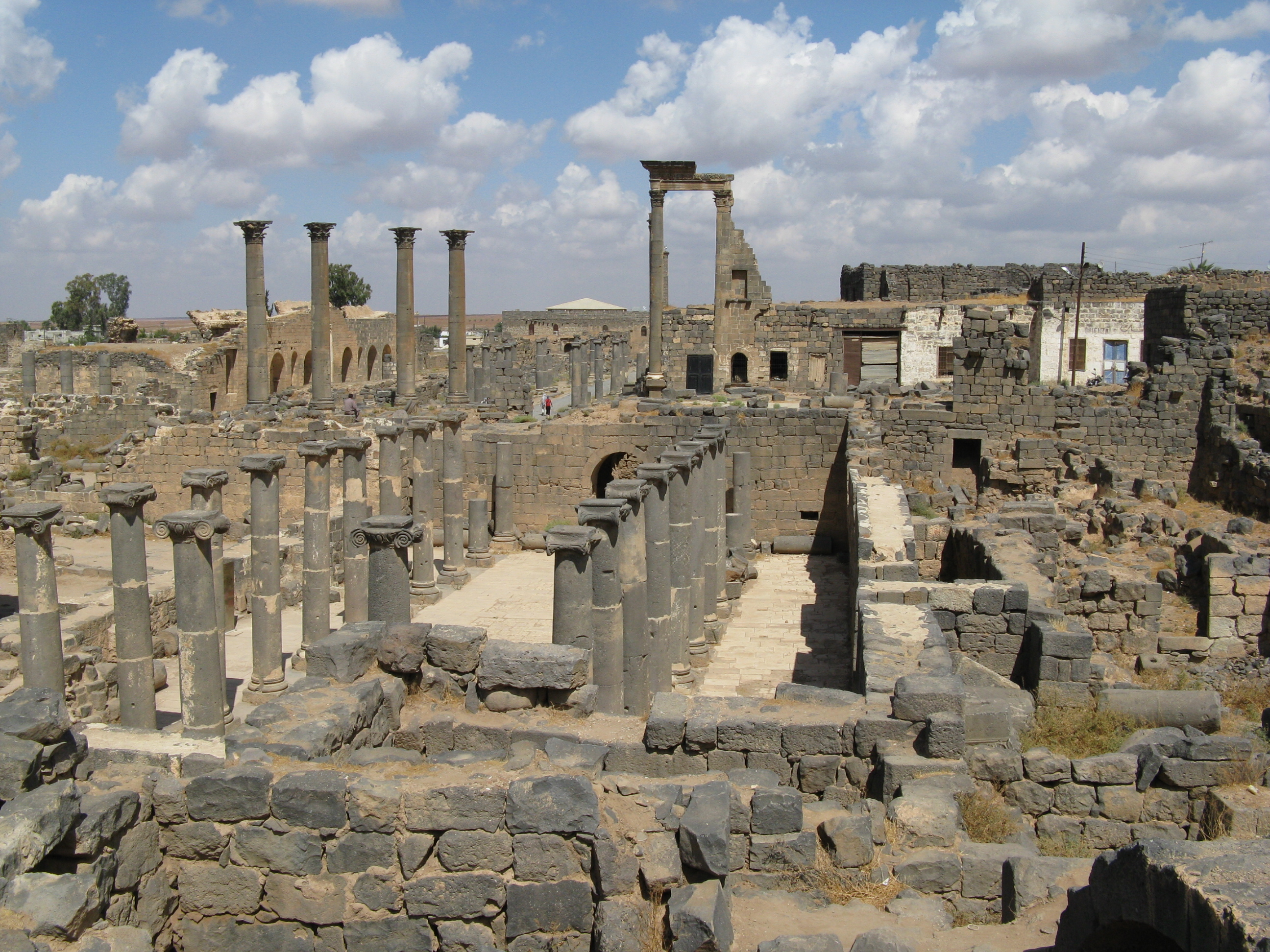
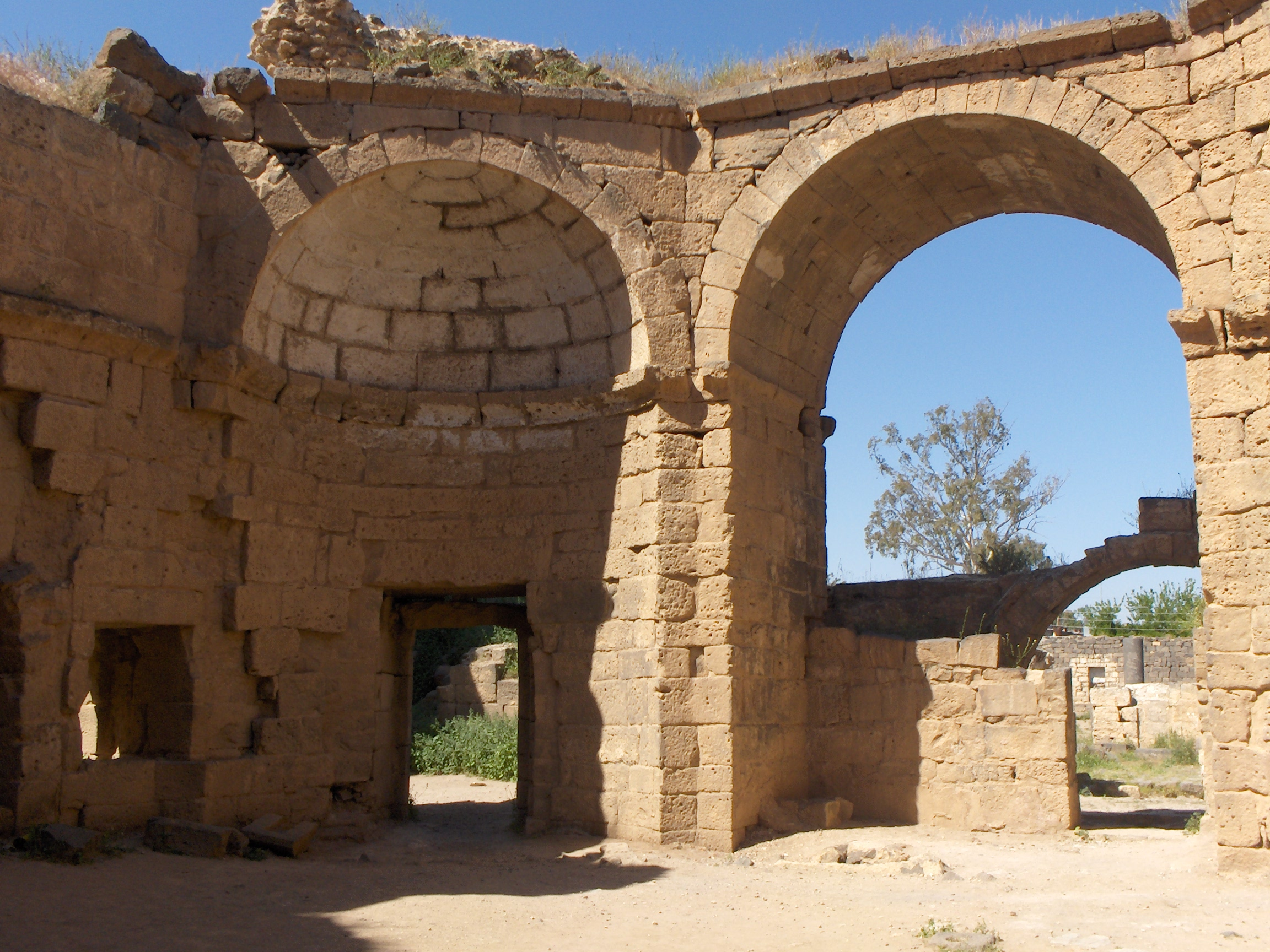
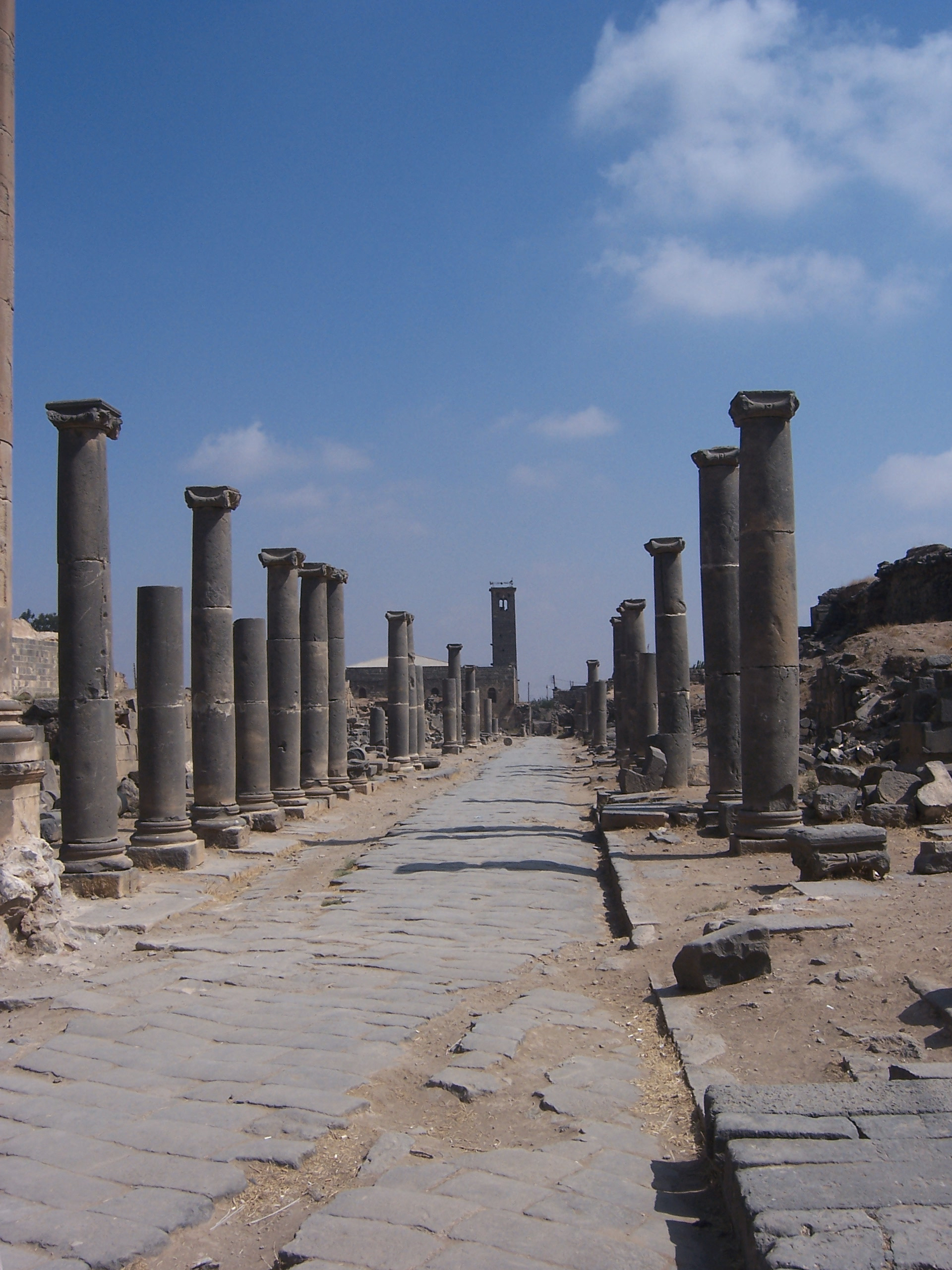
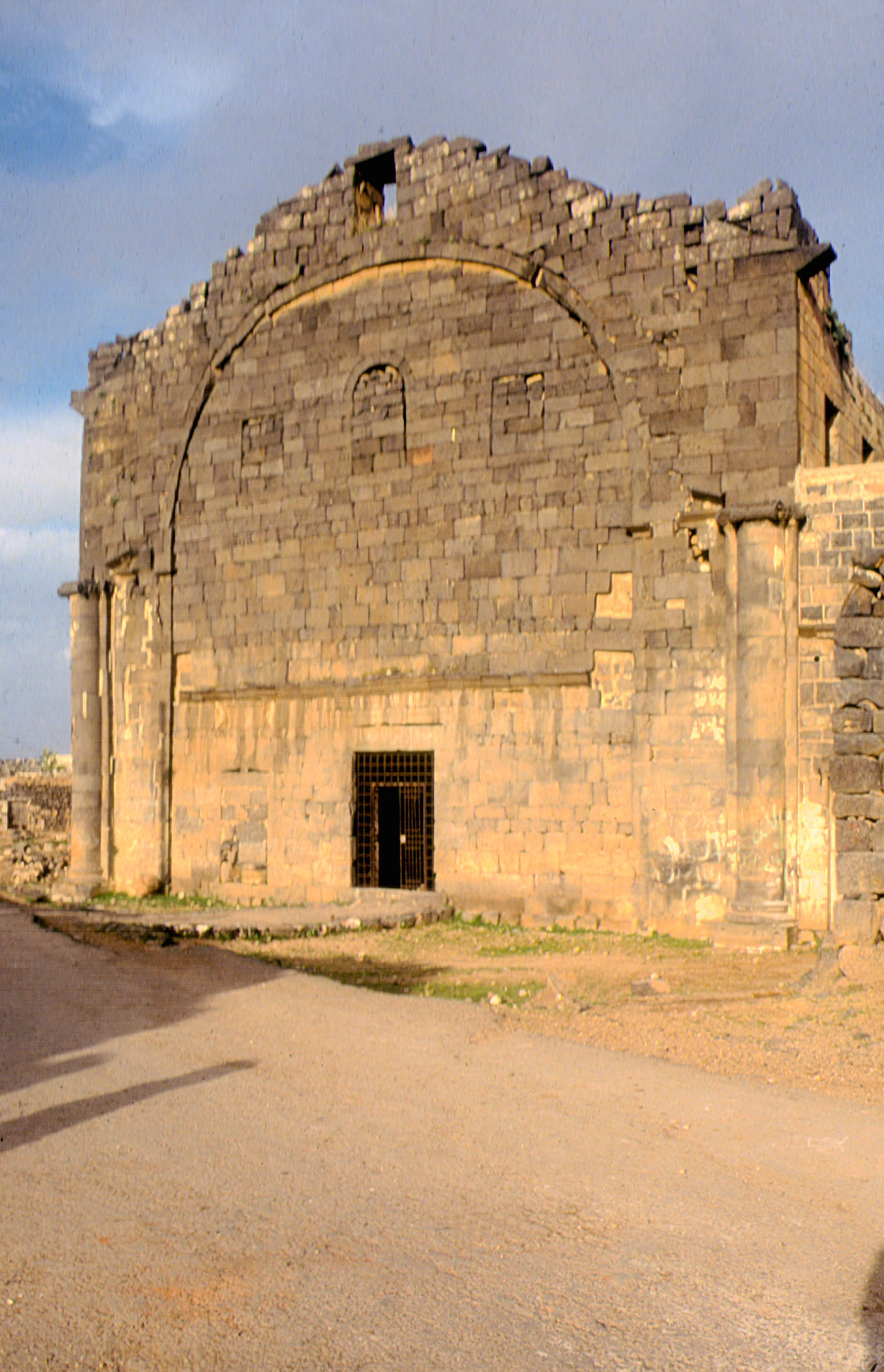
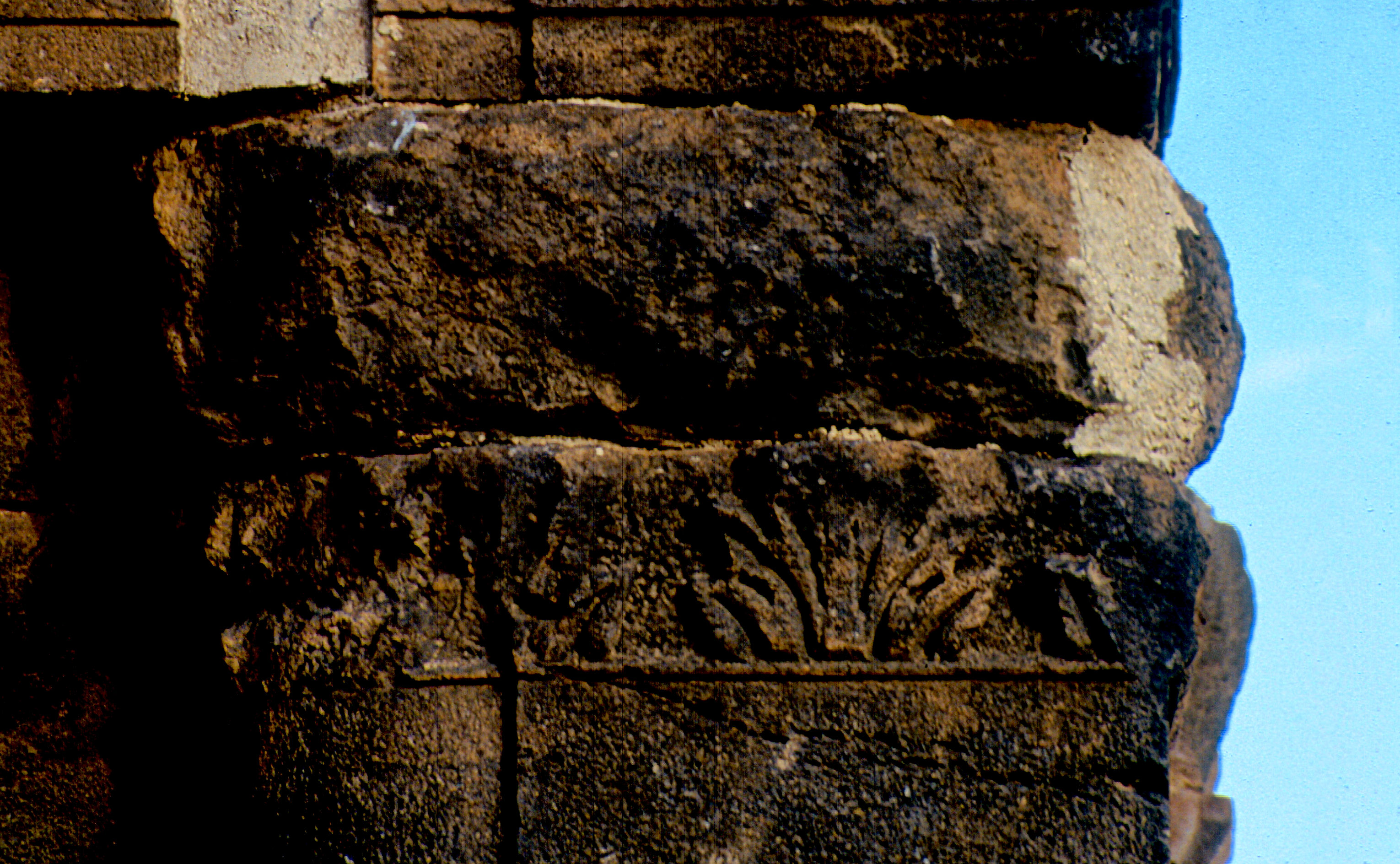
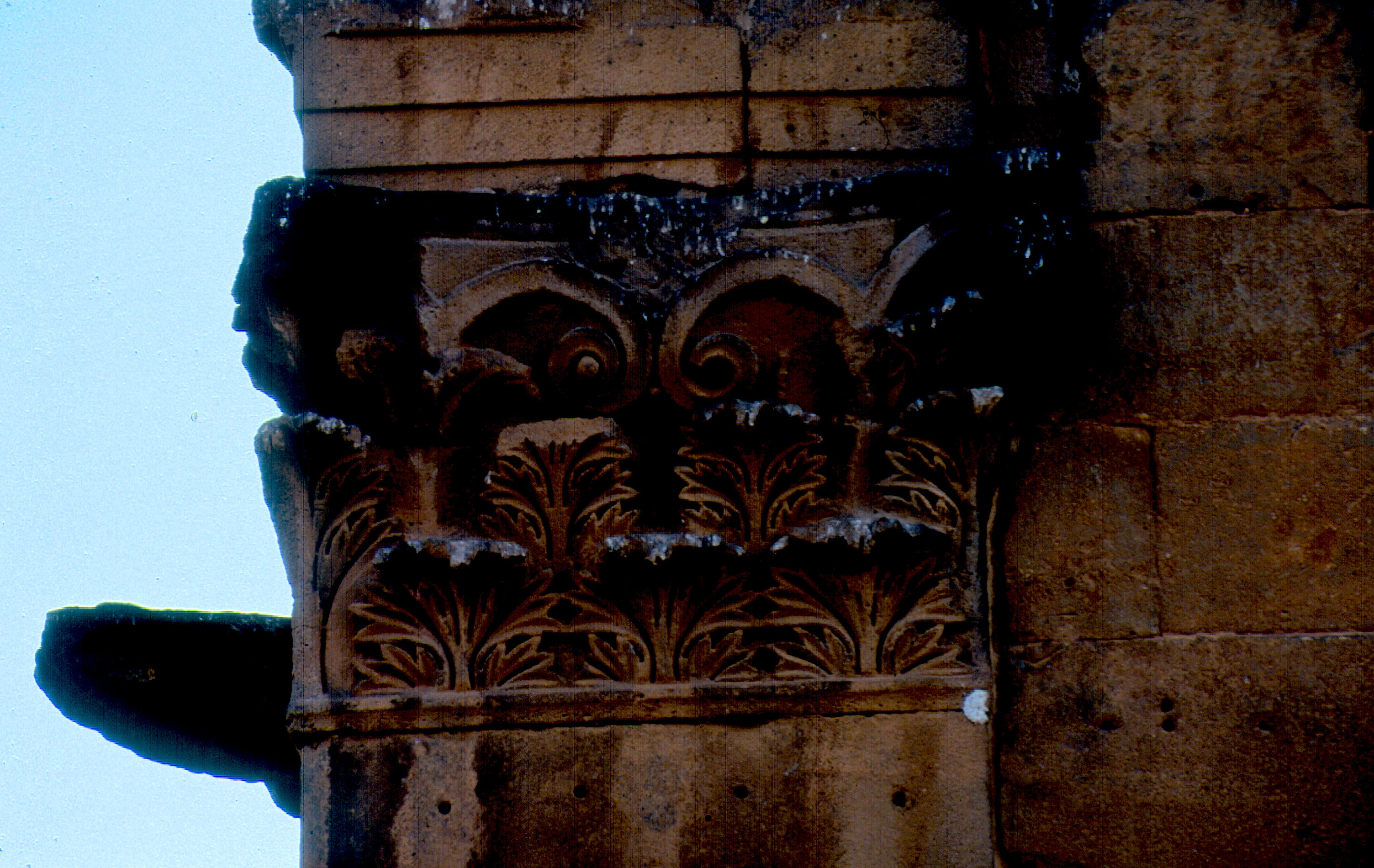
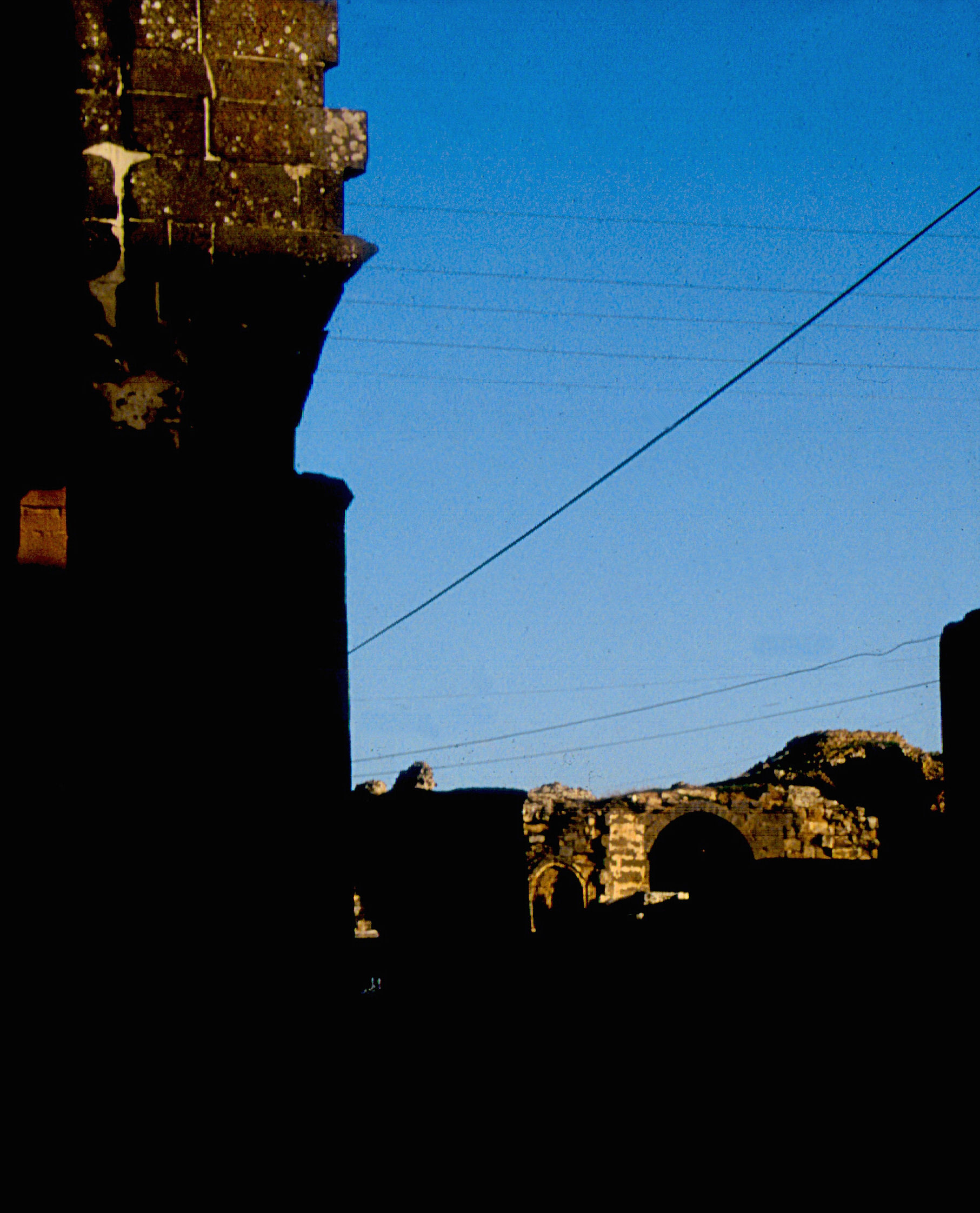
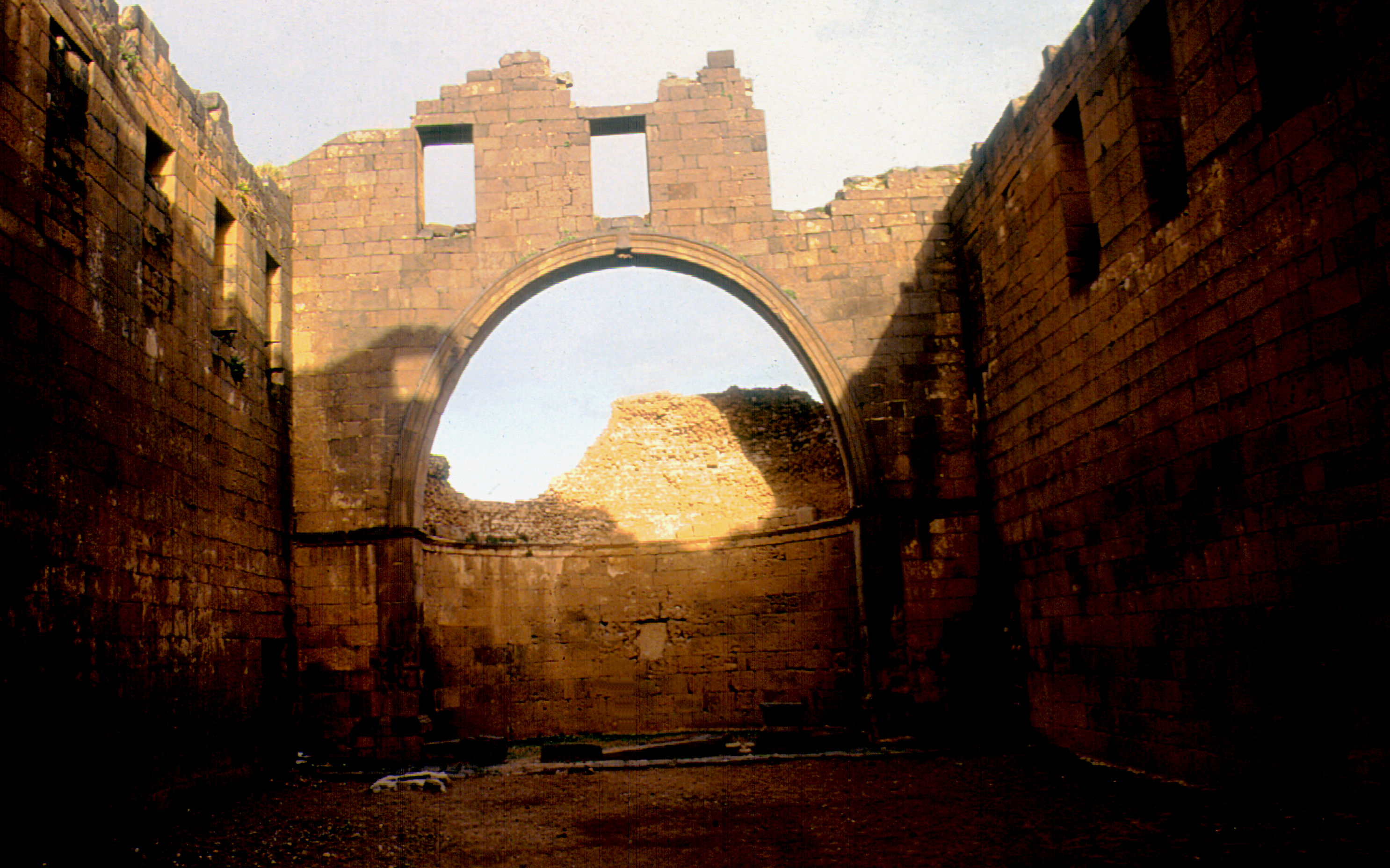
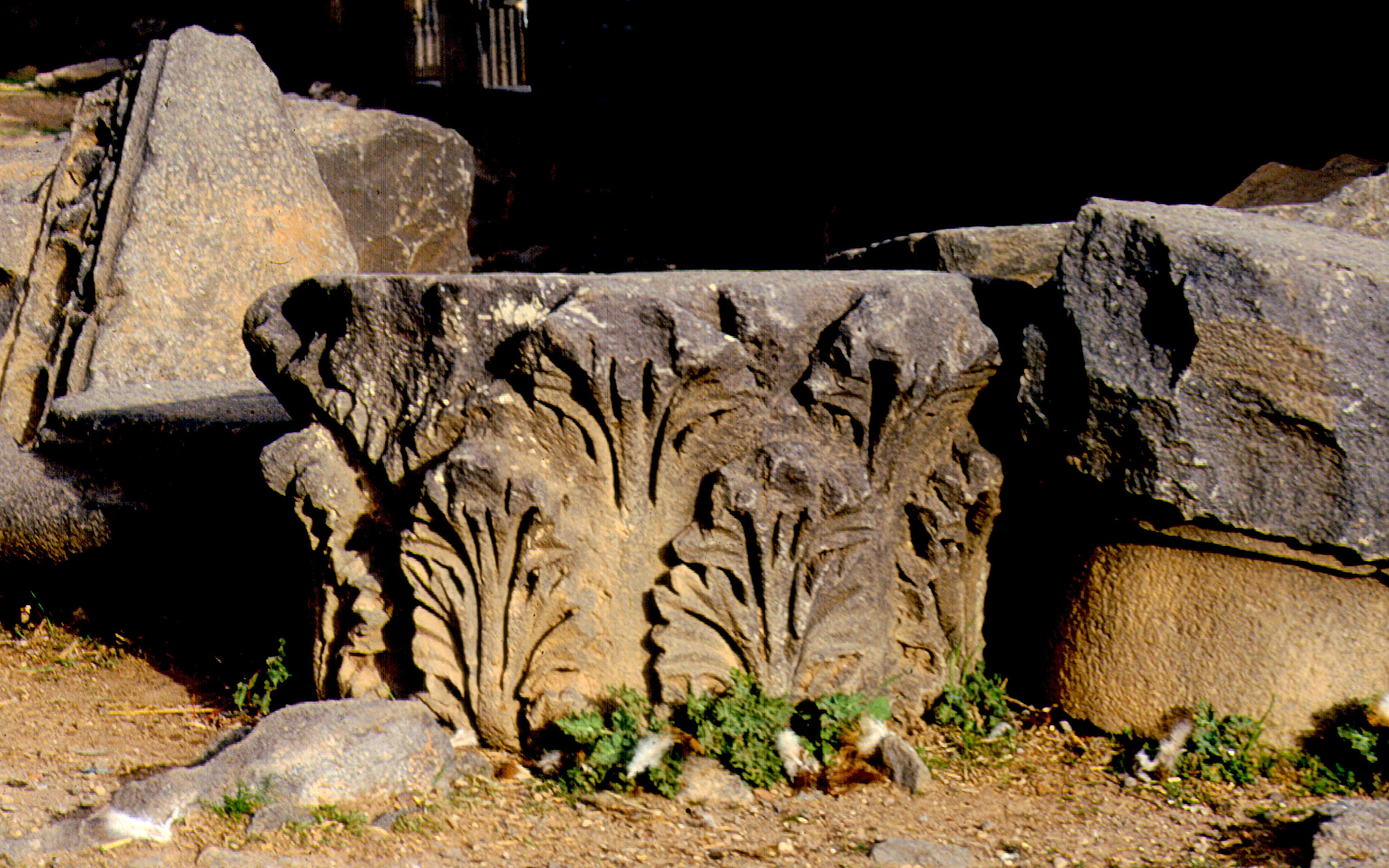
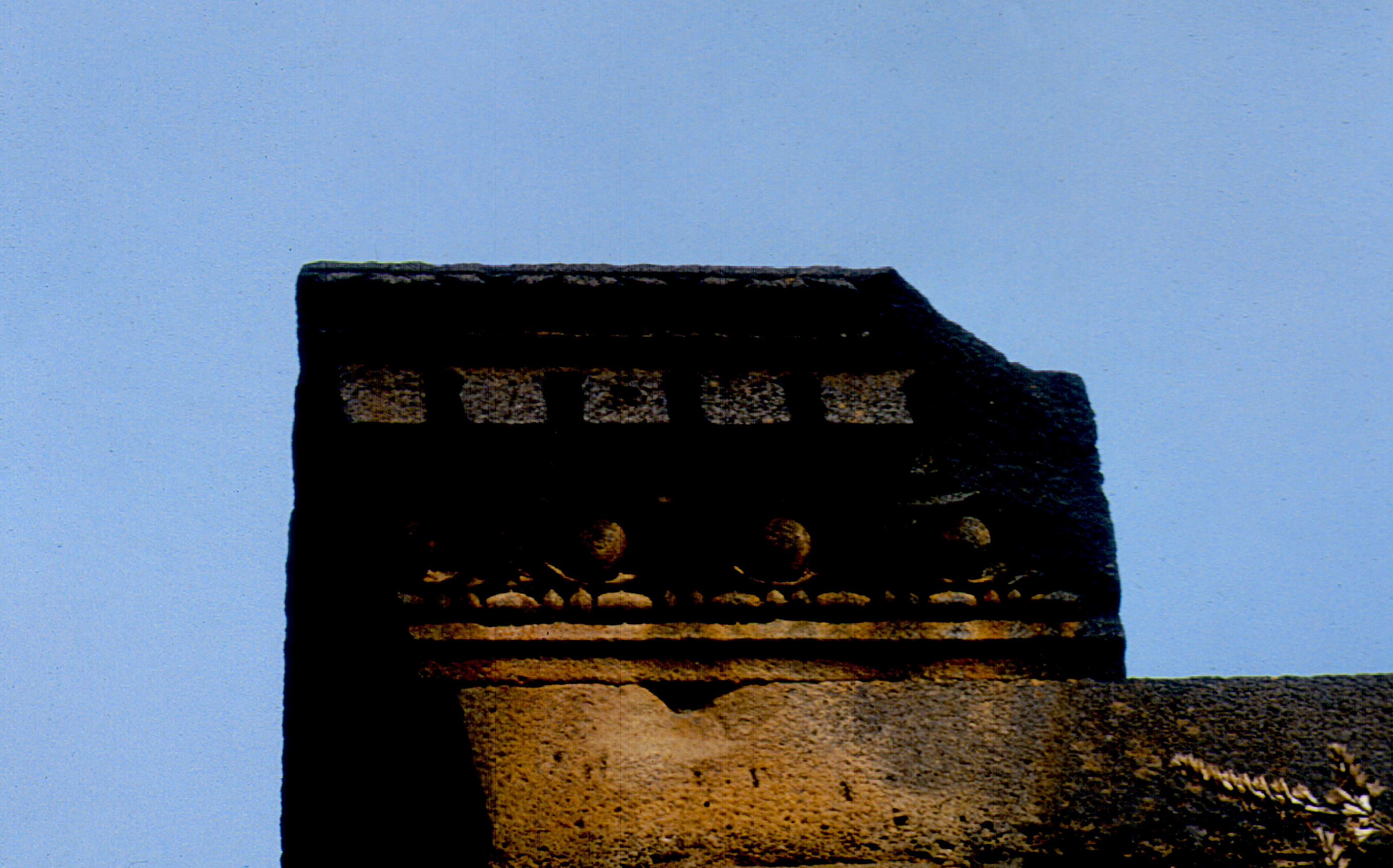
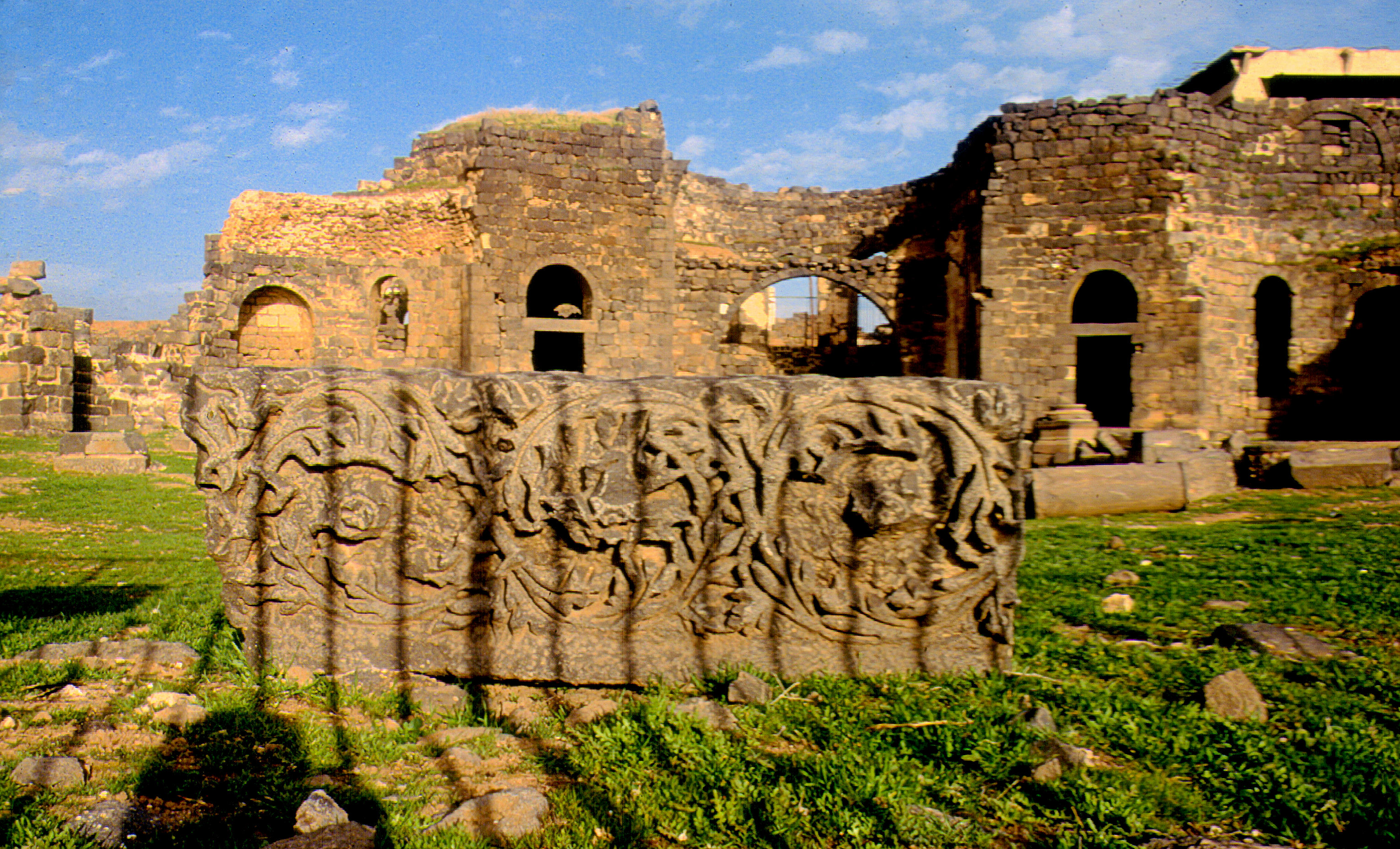
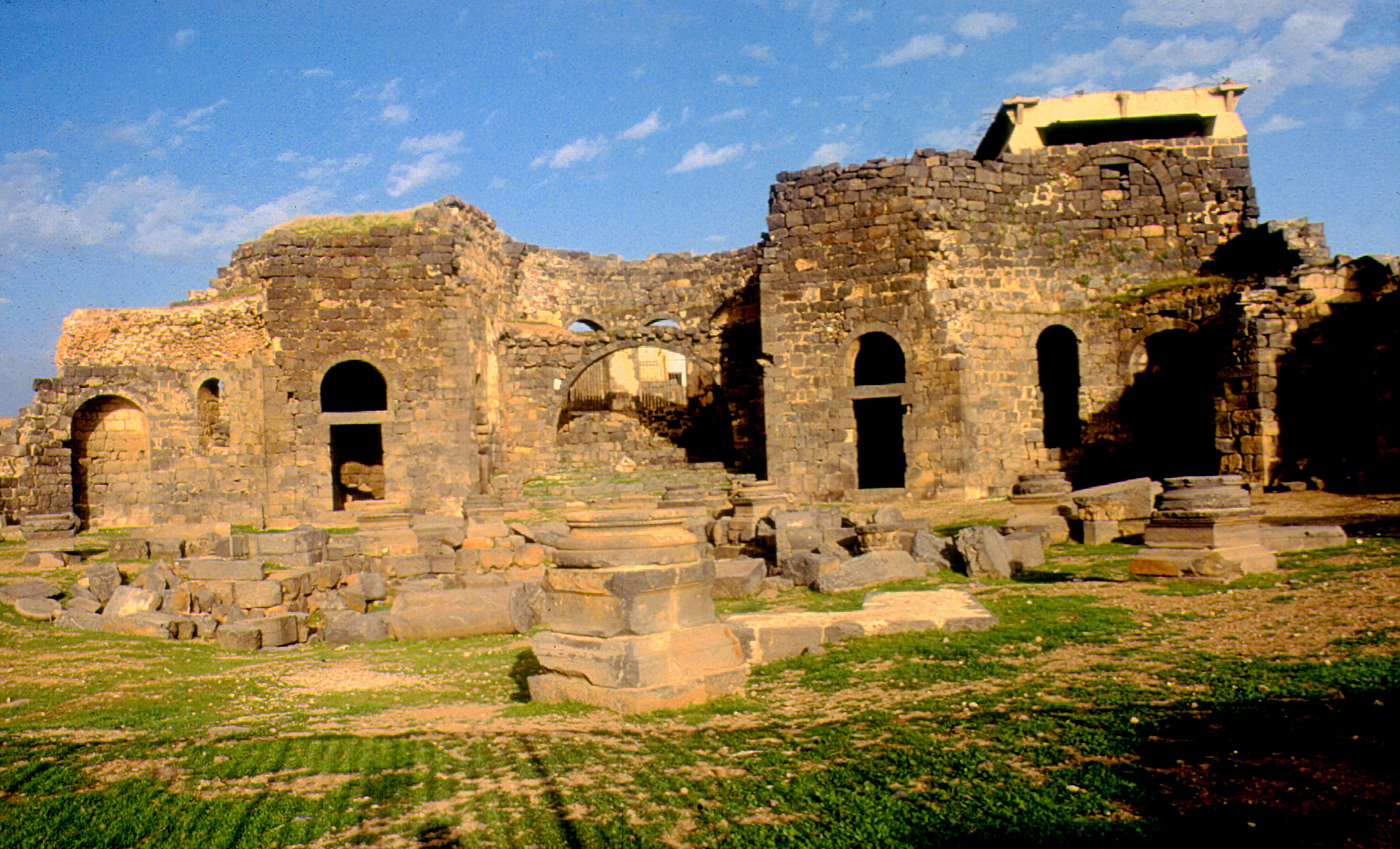
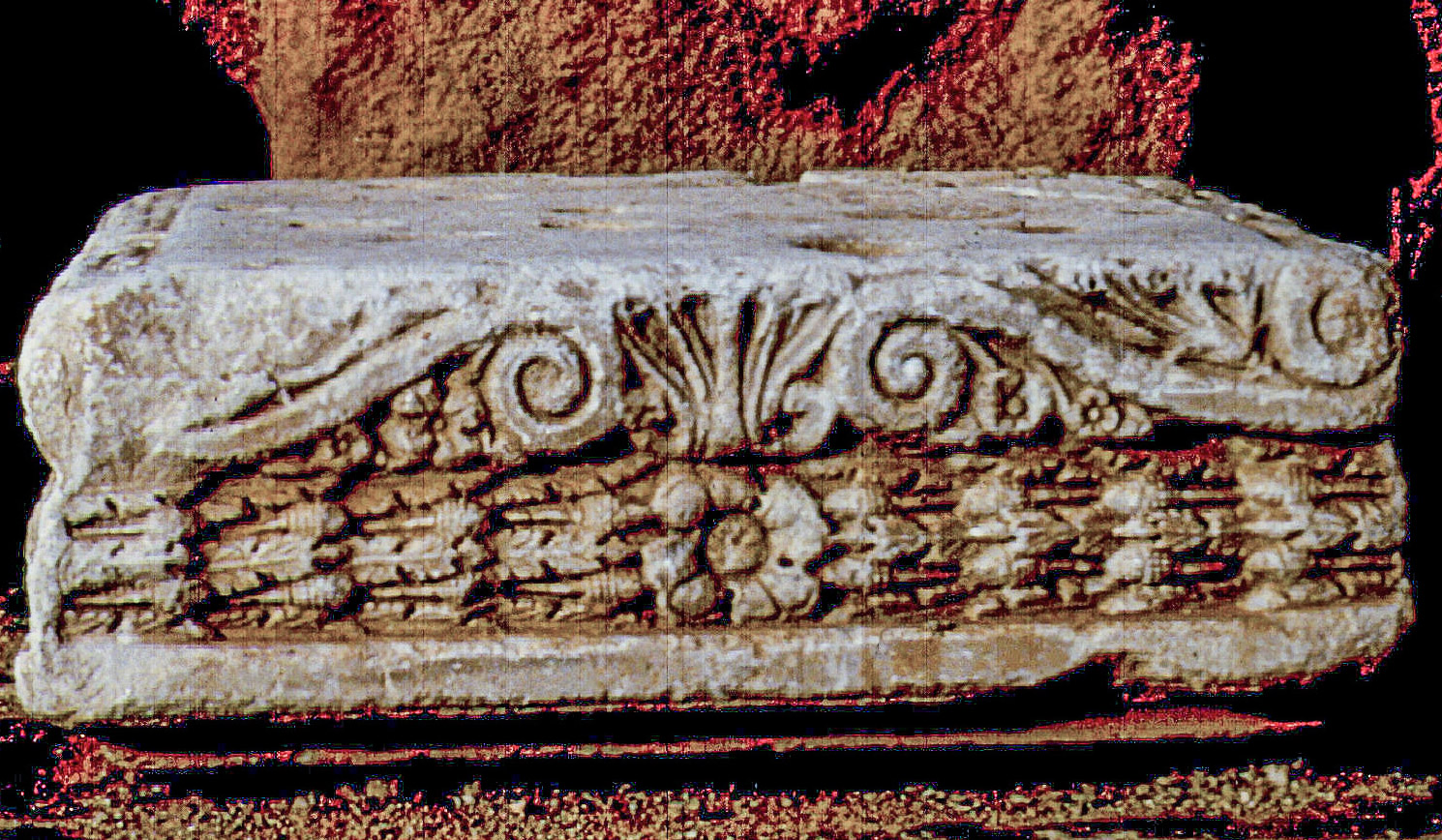
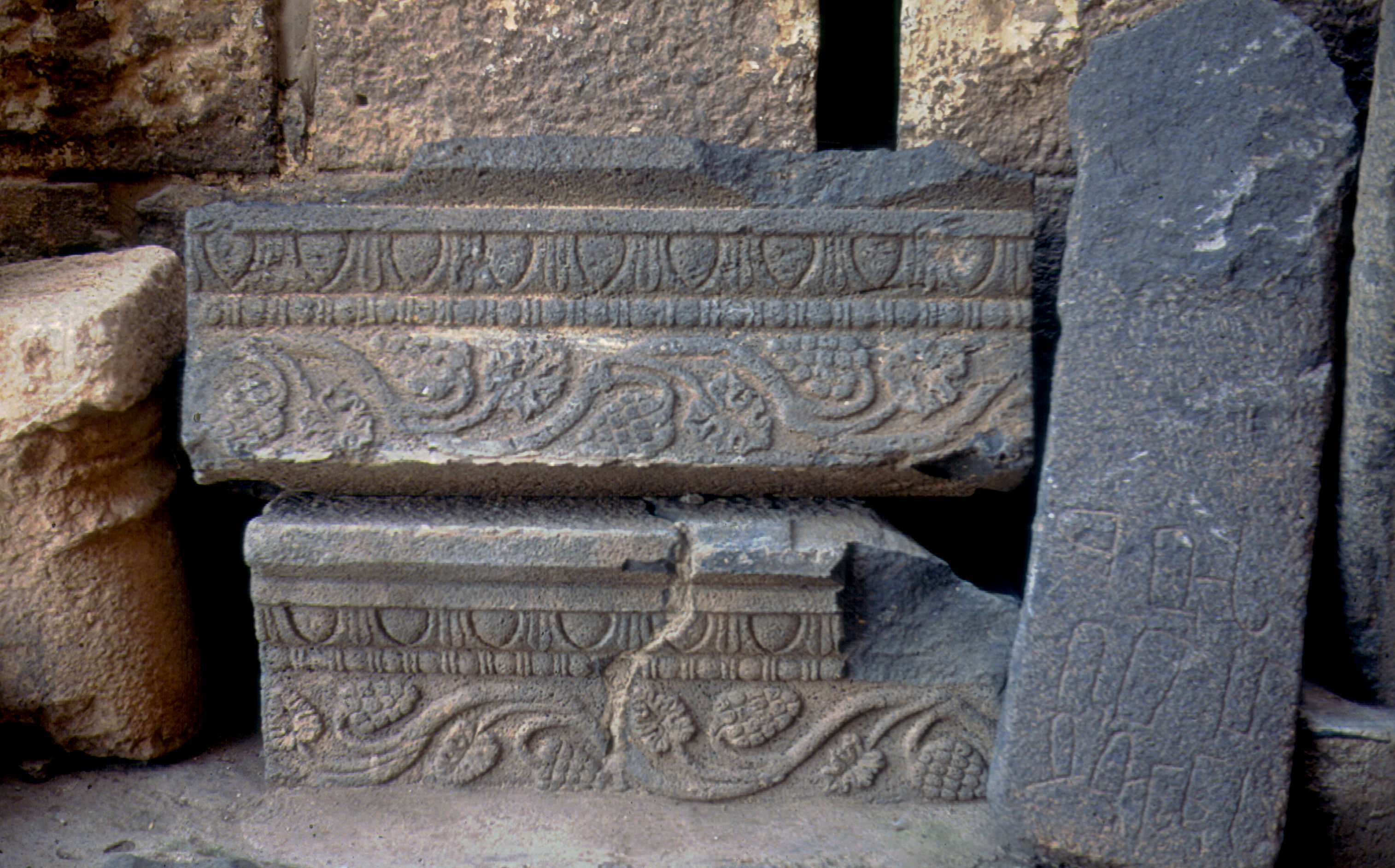
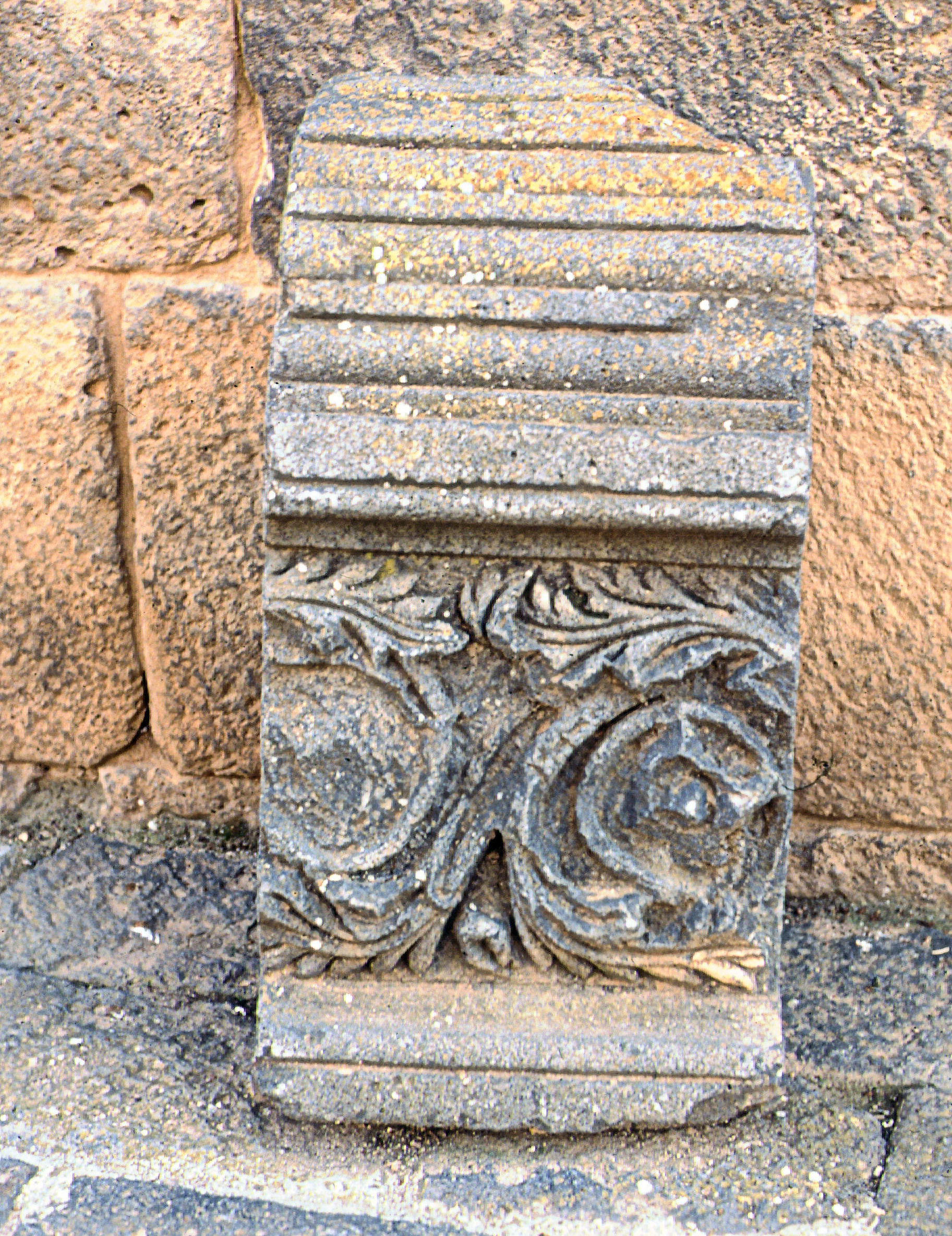
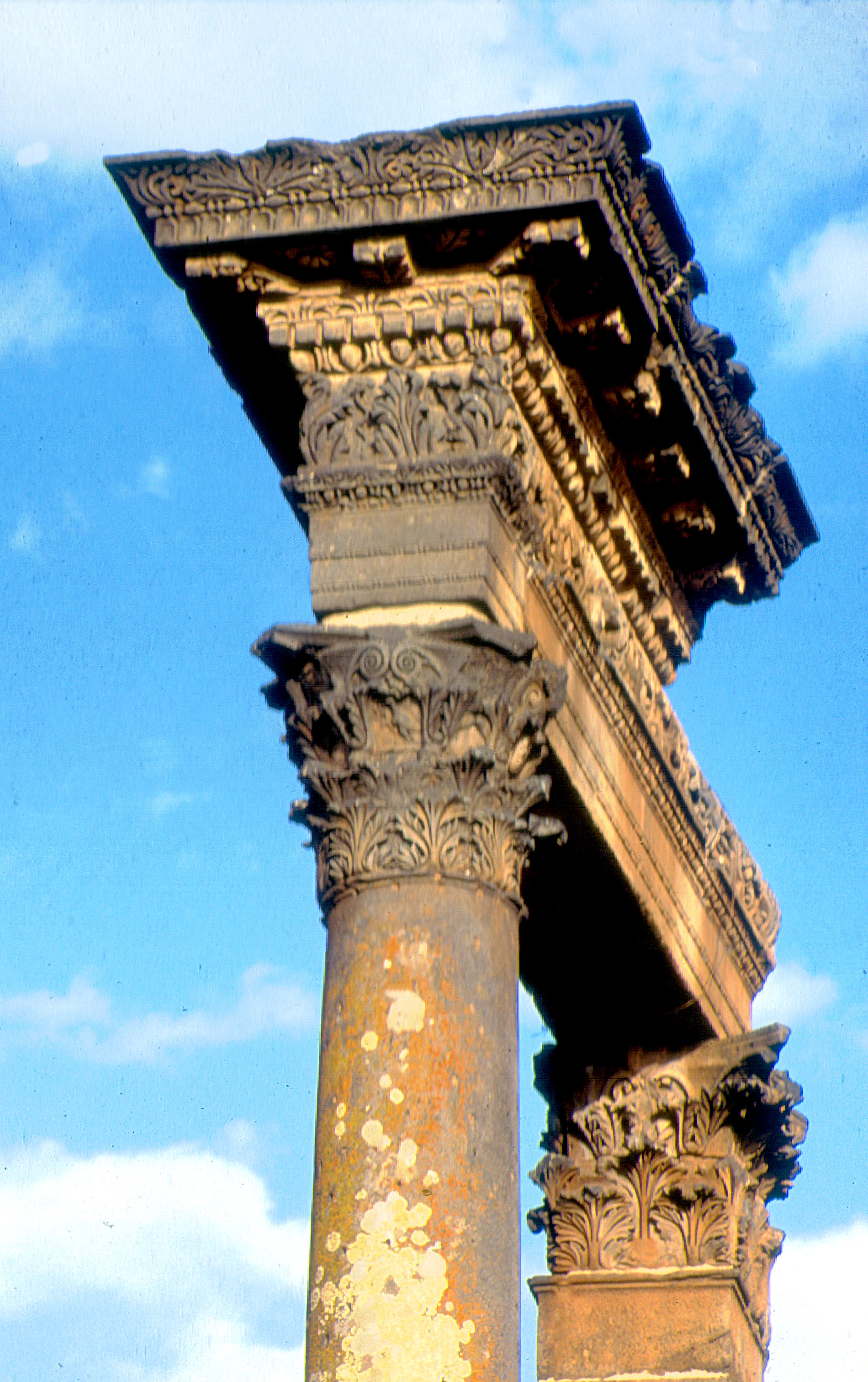
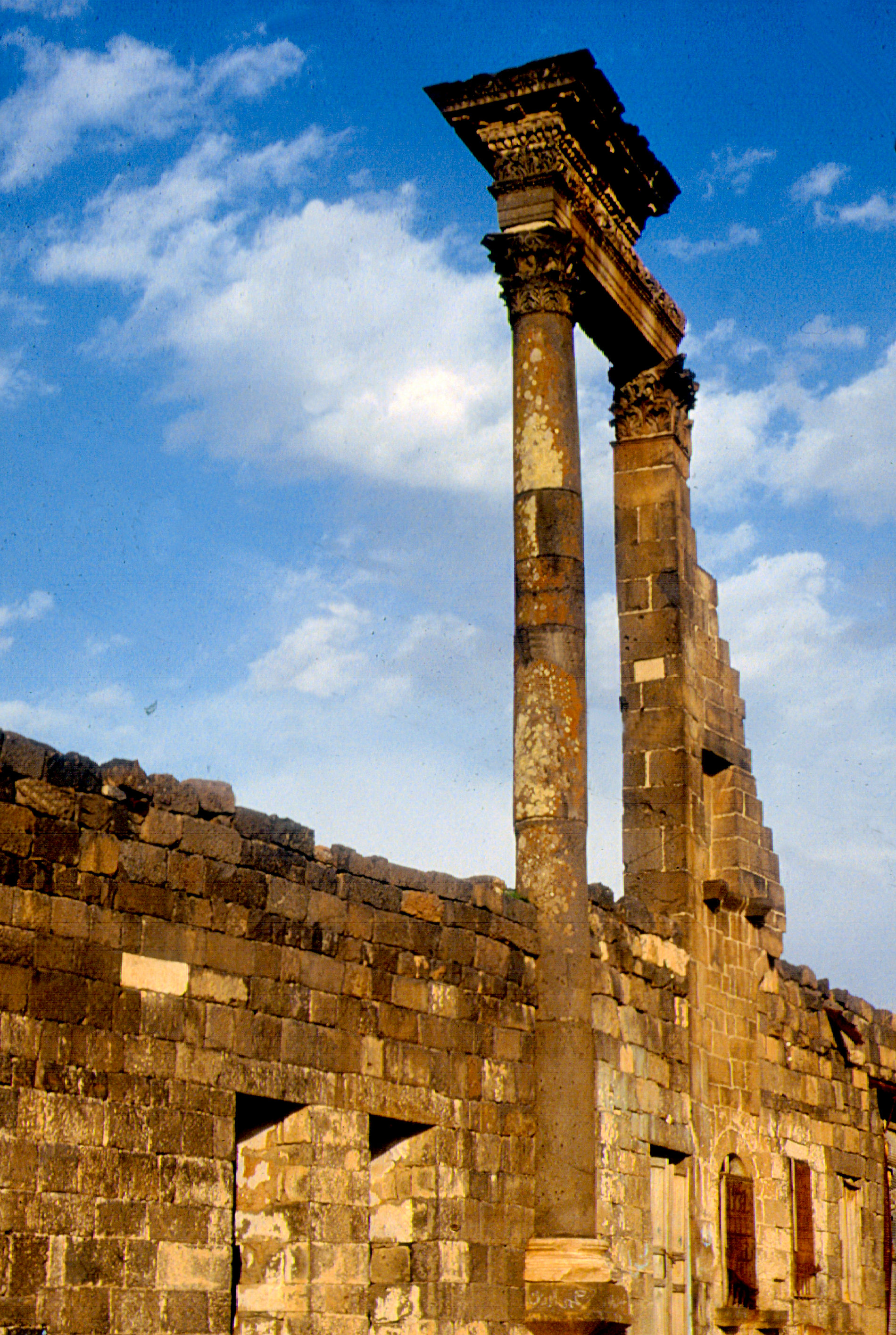
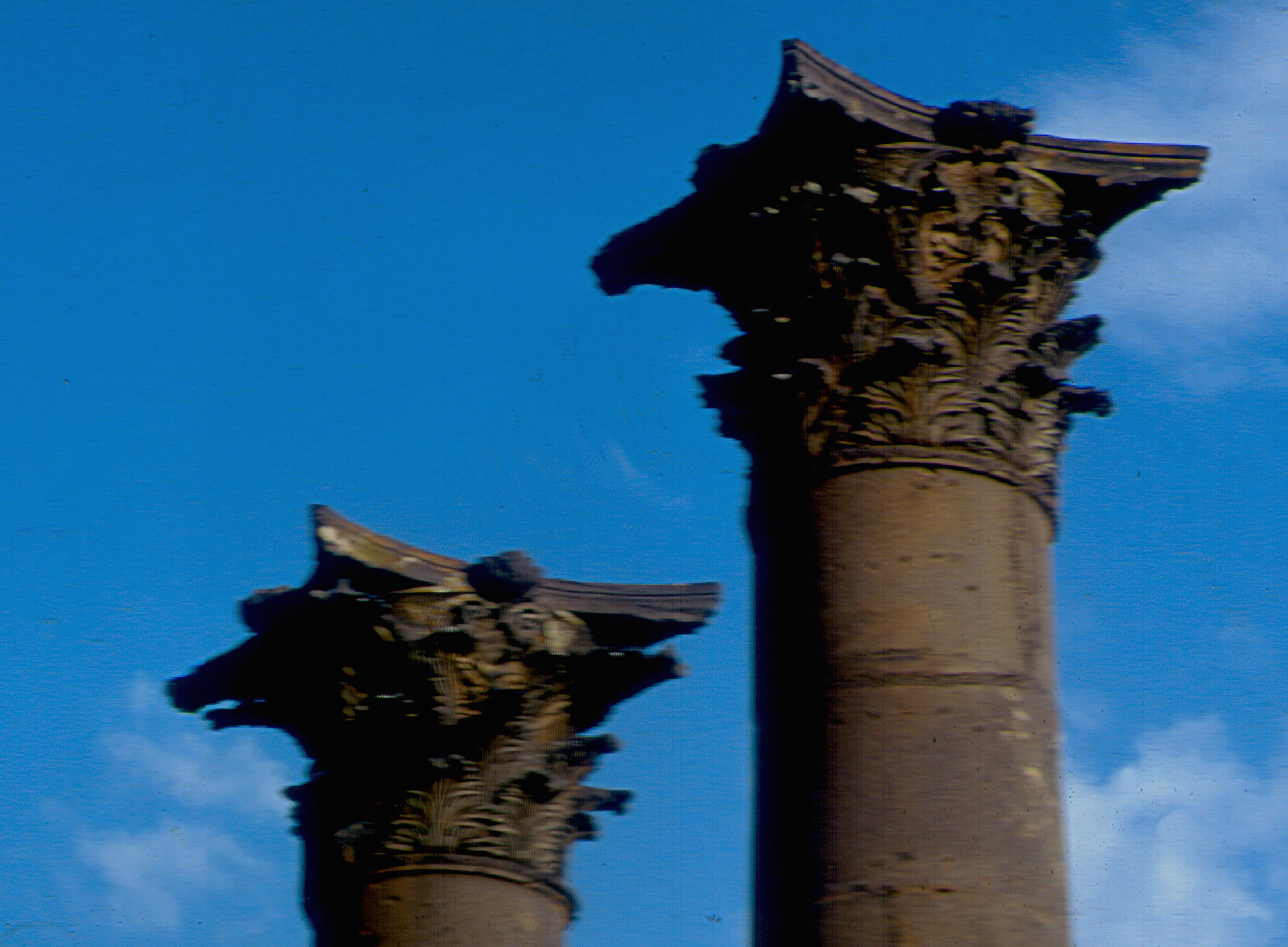
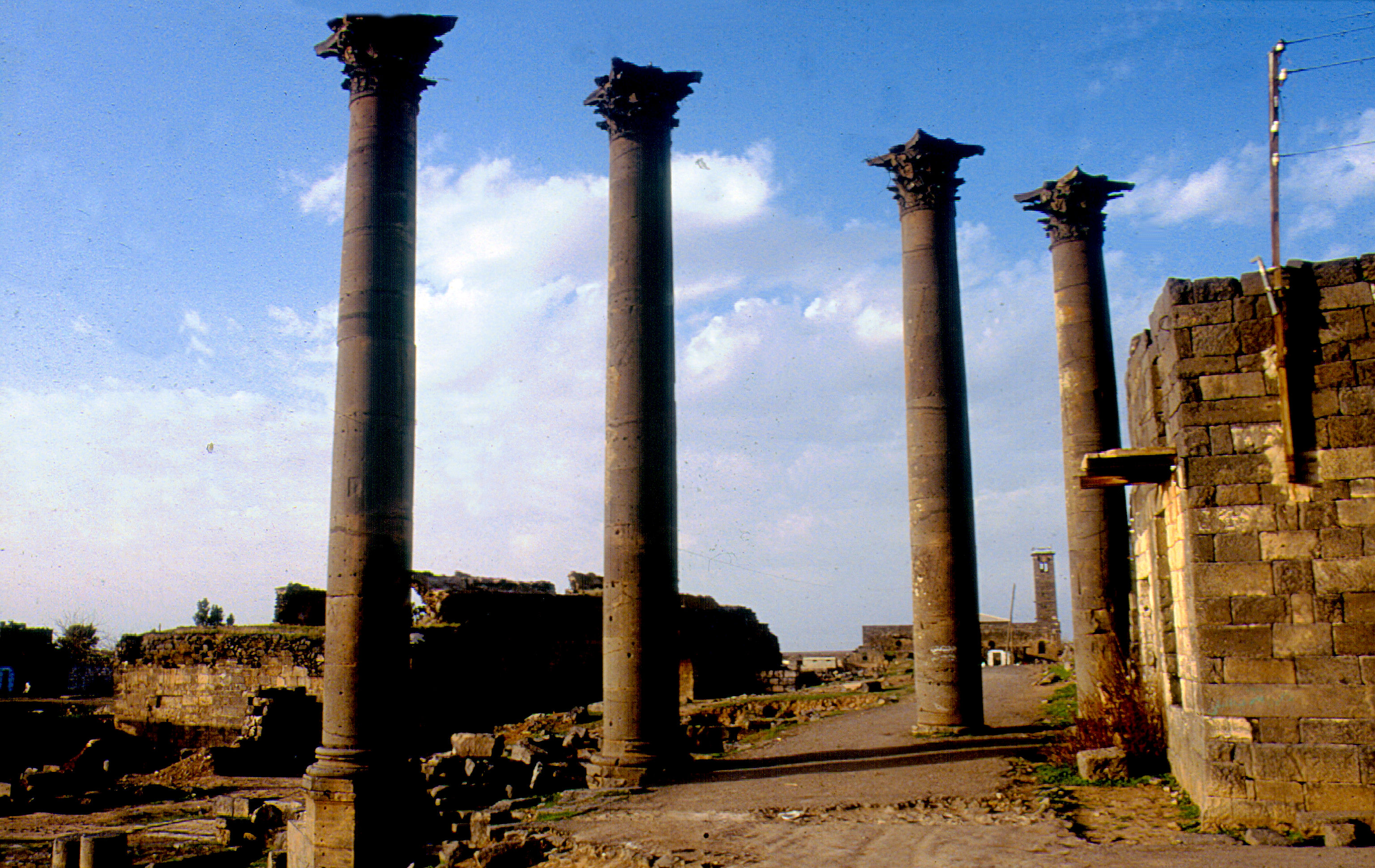
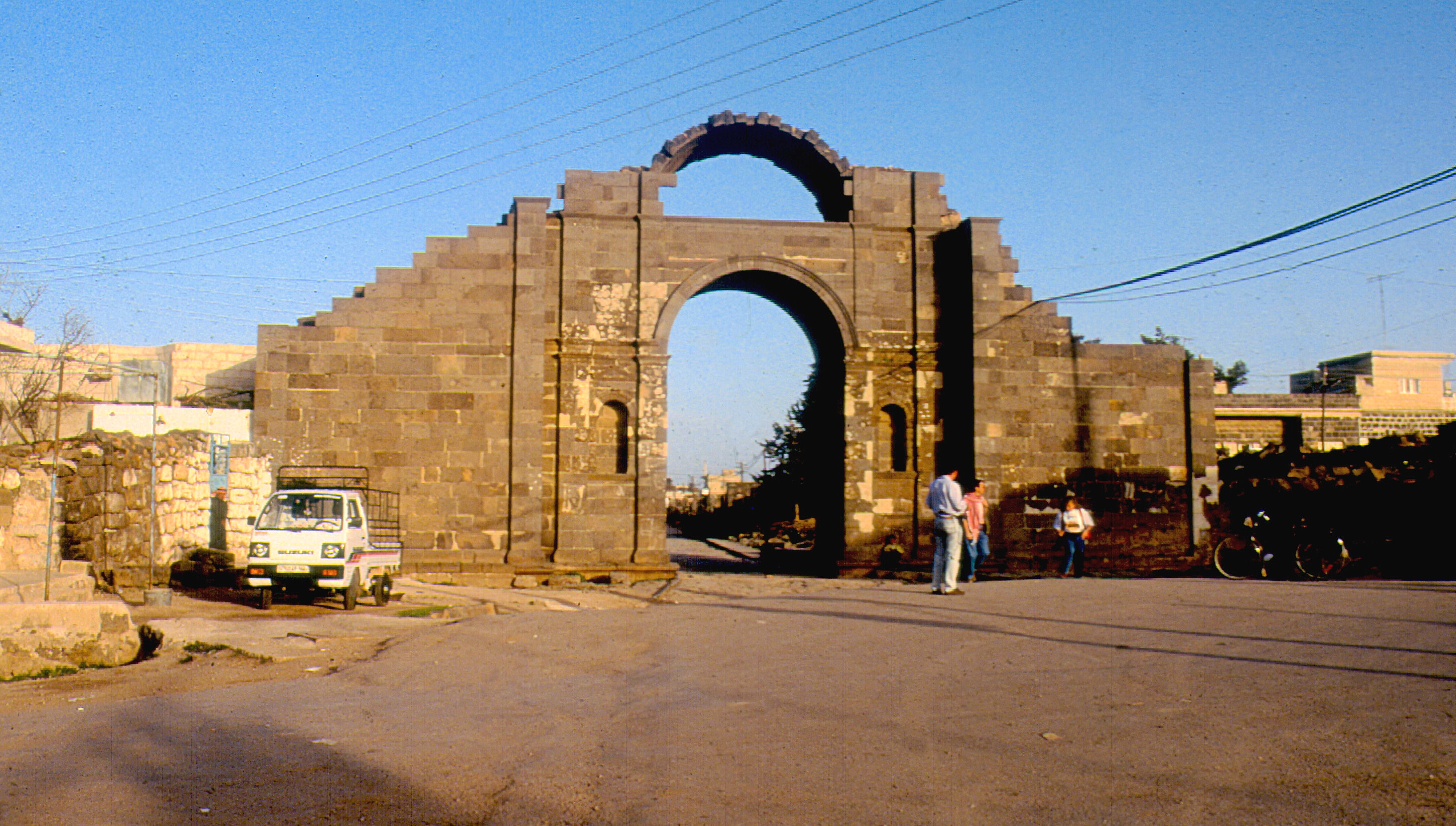
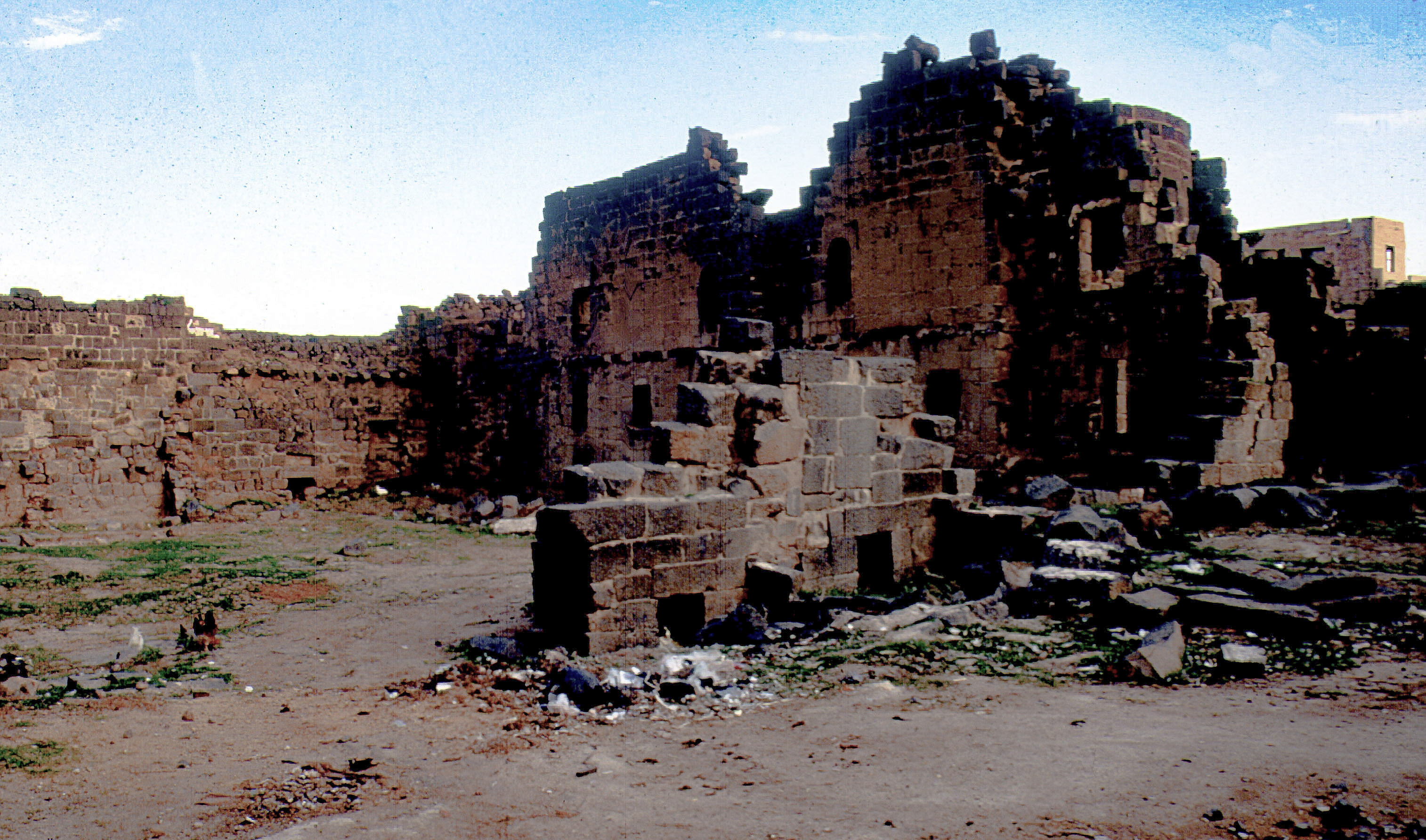
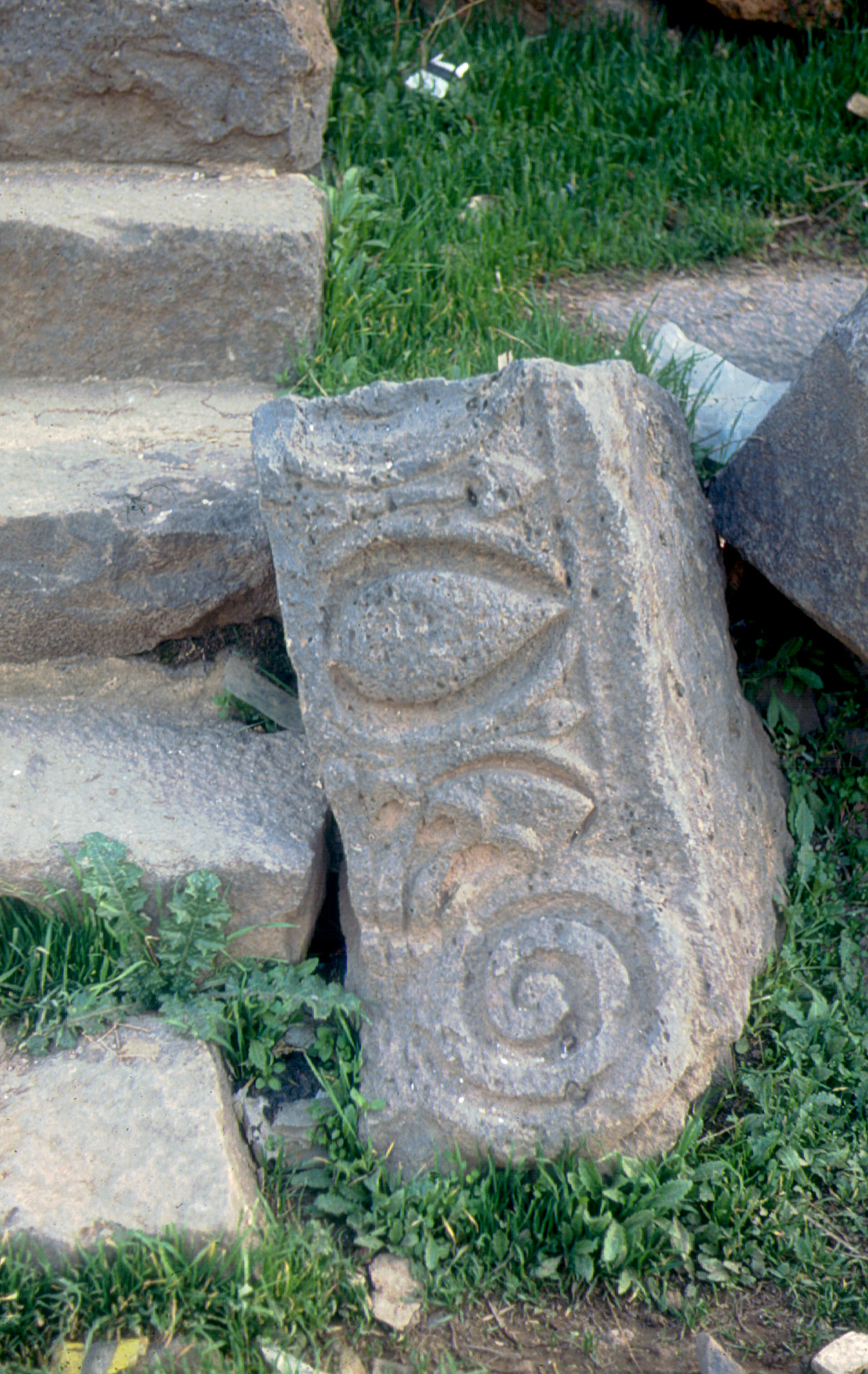
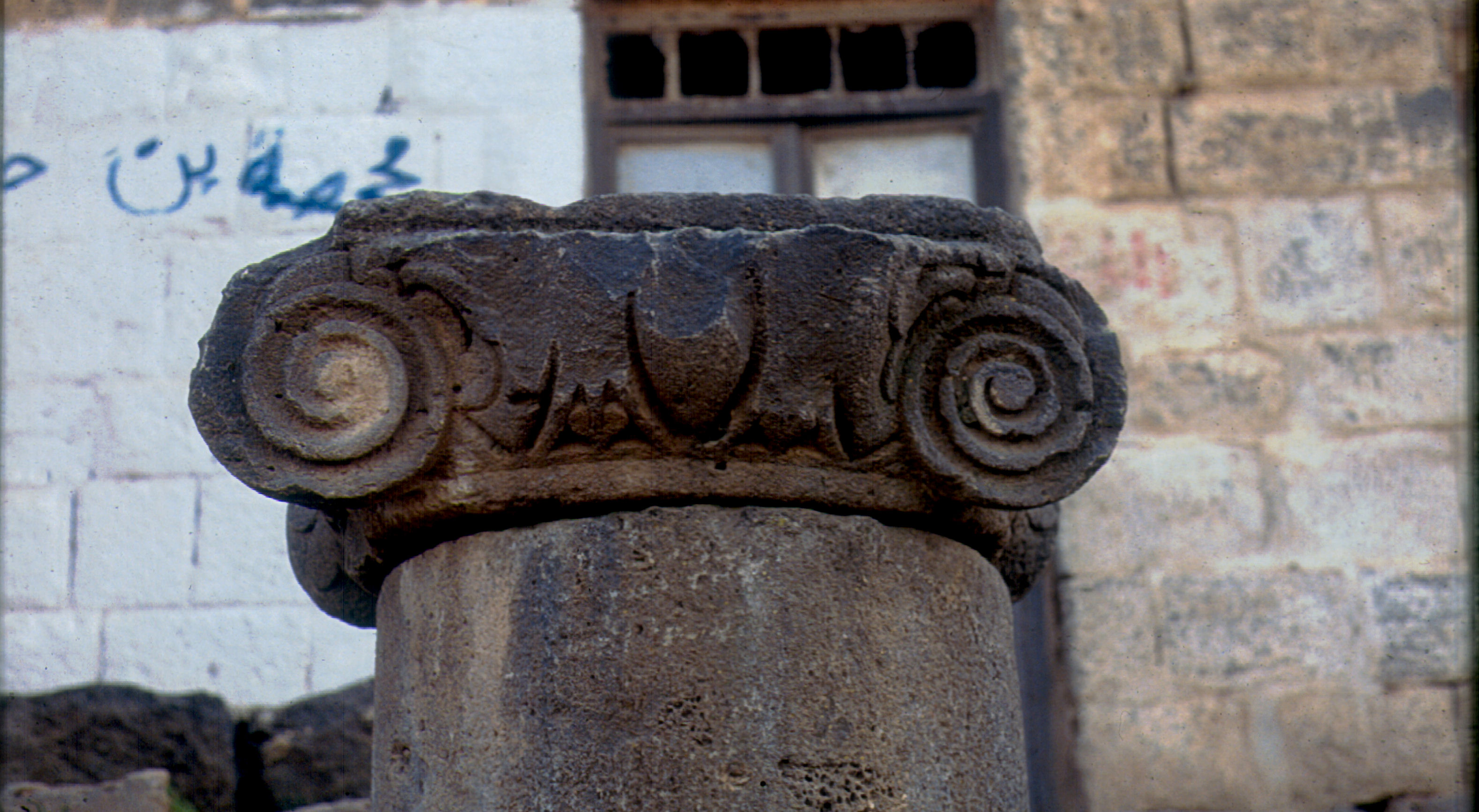
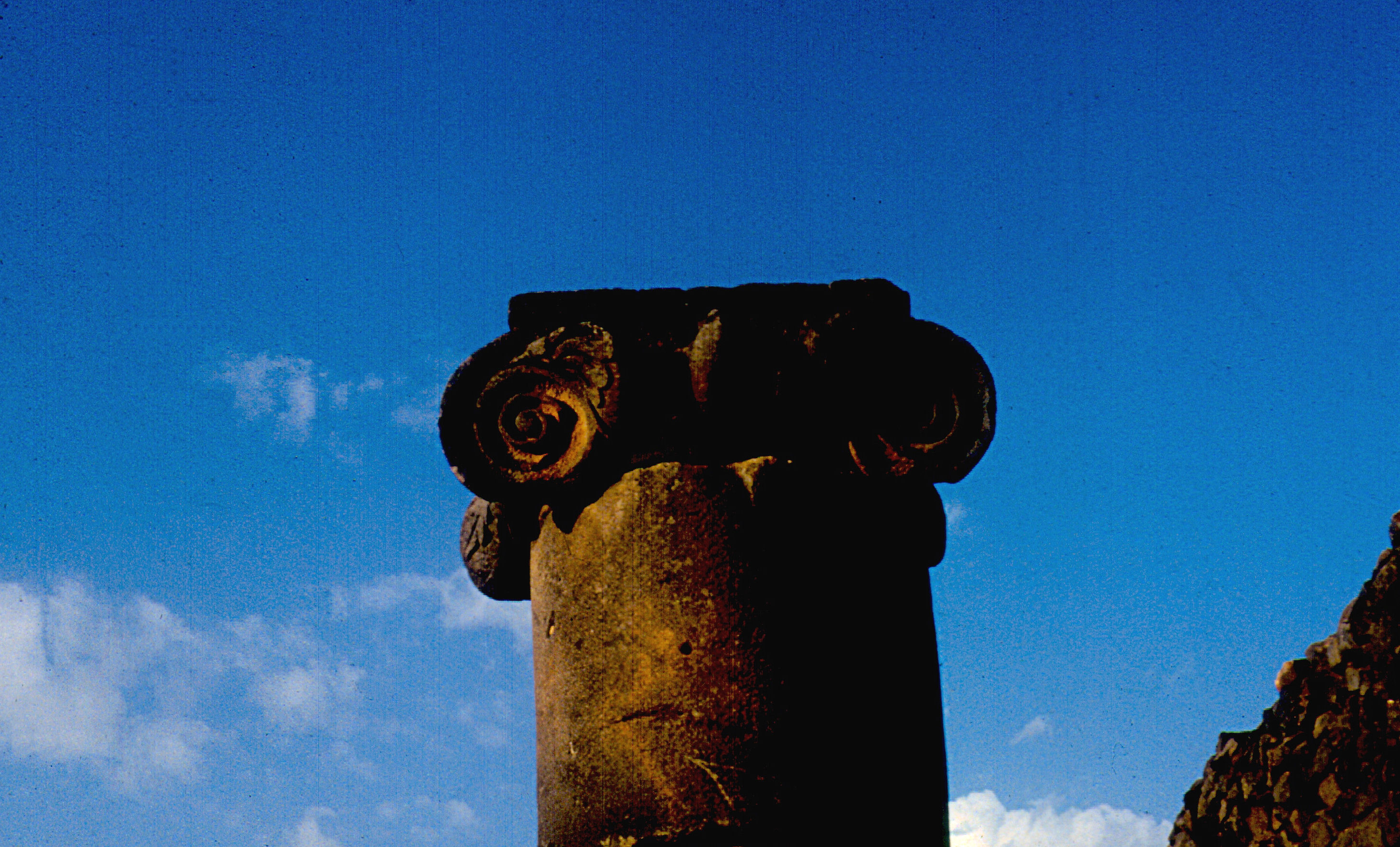
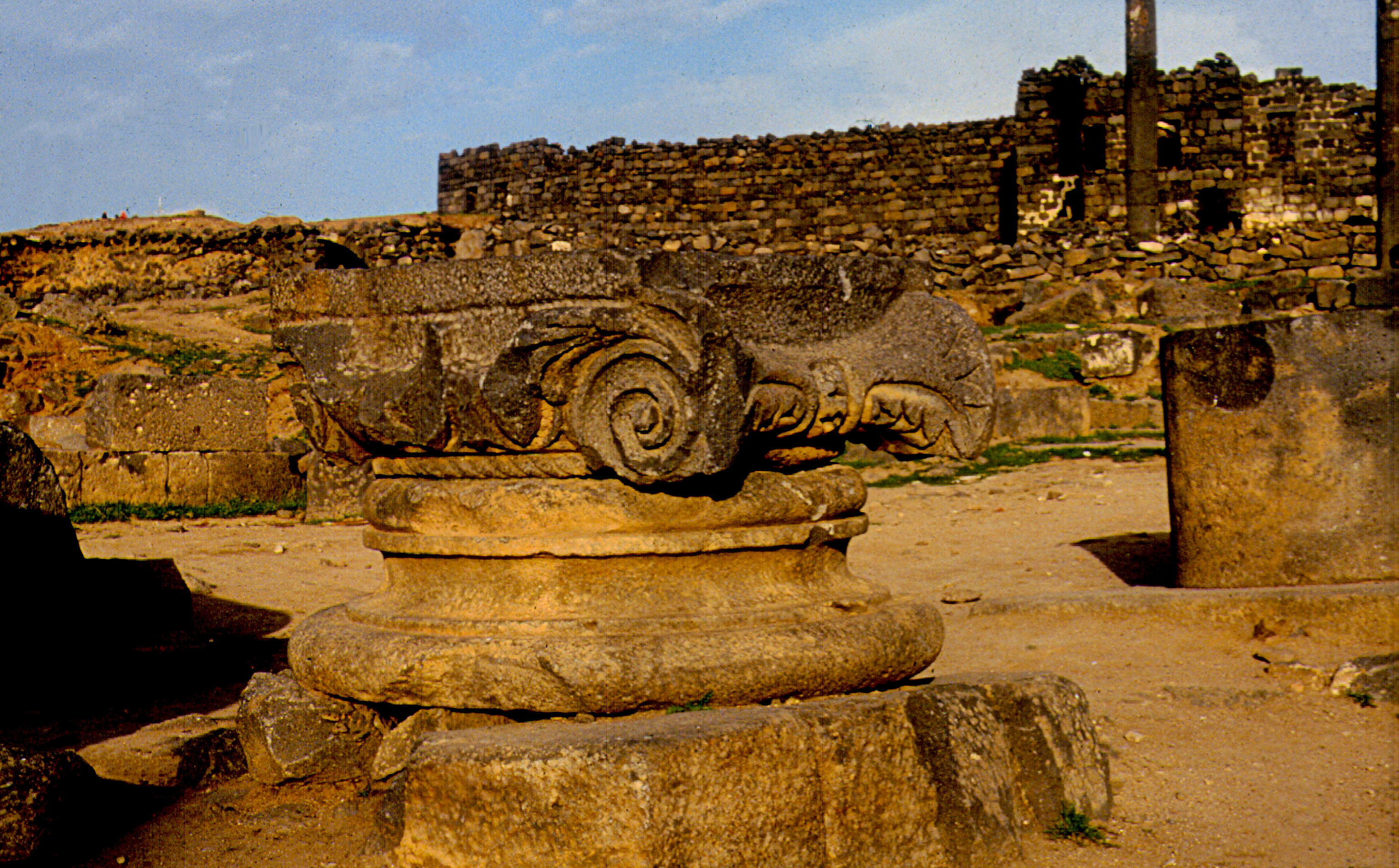
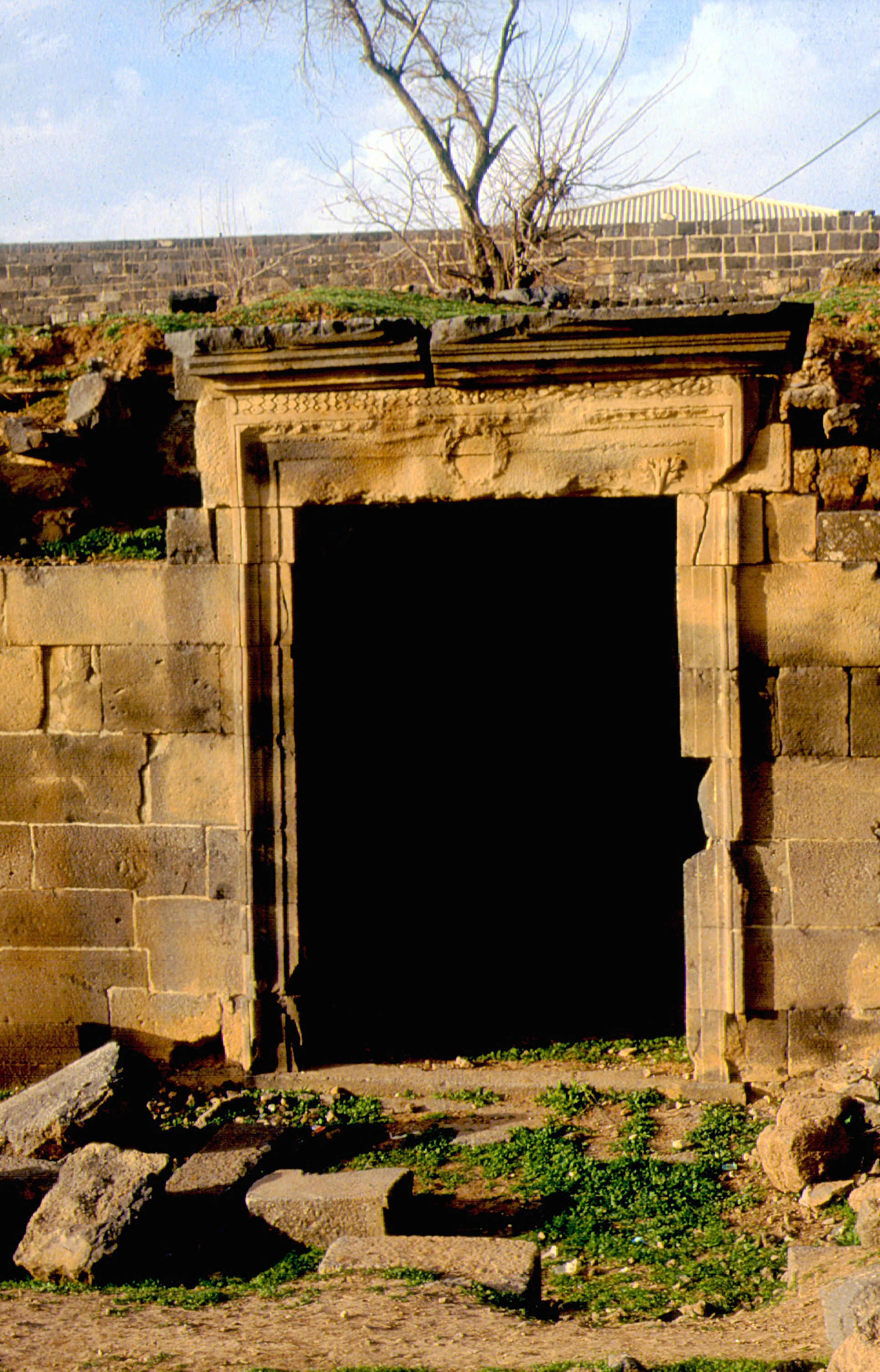